# Bắc Kinh
Bắc Kinh (tiếng Trung: 北京; bính âm: Běijīng; phát âm Quan thoại: [peɪ˨˩ t͡ɕiŋ˥] ngheⓘ), là thủ đô của nước Cộng hòa Nhân dân Trung Hoa. Thành phố nằm ở miền Hoa Bắc, và là một trong số bốn trực hạt thị của Trung Hoa, với 14 quận nội thị và cận nội thị cùng hai huyện nông thôn; là trung tâm chính trị, văn hóa và giáo dục của Trung Quốc. Bao quanh hầu hết Bắc Kinh là tỉnh Hà Bắc, thành phố Thiên Tân giáp với Bắc Kinh ở phía Đông Nam.
Bắc Kinh là thành phố lớn thứ hai Trung Quốc xét theo số dân đô thị, xếp sau Thượng Hải, là một trong số các thành phố đông dân nhất thế giới với dân số là 21.707.000 người vào năm 2017. Năm 2018, Bắc Kinh là đơn vị hành chính (gồm bốn thành phố trực thuộc trung ương, 22 tỉnh, năm khu tự trị dân tộc và hai đặc khu hành chính) đông thứ 26 về số dân với 21,5 triệu dân; đứng thứ 12 về kinh tế Trung Quốc và GDP đạt 3.032 tỉ NDT (458,2 tỉ USD) tương ứng với Áo hay Na Uy. Bắc Kinh có chỉ số GDP đầu người đứng thứ nhất Trung Quốc, đạt 140.760 NDT (tương đương 21.261 USD). Thành phố là nơi đặt trụ sở của hầu hết các doanh nghiệp nhà nước lớn nhất Trung Quốc, và là một đầu mối giao thông chính của các hệ thống quốc lộ, đường cao tốc, đường sắt và đường sắt cao tốc tại Trung Quốc. Sân bay quốc tế Thủ đô Bắc Kinh là sân bay bận rộn thứ hai trên thế giới theo số lượng hành khách.
Lịch sử của thành phố đã có từ ba thiên niên kỷ. Bắc Kinh là kinh đô cuối cùng trong tứ đại cố đô phong kiến Trung Hoa, là trung tâm chính trị của cả nước trong phần lớn thời gian suốt các triều đại Nguyên, Minh, Thanh. Thành phố nổi tiếng với các di tích lịch sử, văn hóa, kiến trúc lâu đời, đồ sộ như cung điện, chùa chiền, lăng mộ, thành trì; cùng với đó, các kho tàng nghệ thuật đa dạng, các trường đại học chất lượng cao góp phần đưa Bắc Kinh trở thành một trung tâm văn hóa và nghệ thuật tại Trung Quốc. Thủ đô Bắc Kinh là một thành phố đặc biệt của Trung Quốc và cả thế giới.

## Tên gọi
Bắc Kinh (北京) có nghĩa là "Kinh đô phía bắc", phù hợp với truyền thống chung của Đông Á khi kinh đô được dứt khoát đặt tên như chính nó. Các thành phố có kiểu tên tương tự là Nam Kinh (南京 Nánjīng, có nghĩa là "Kinh đô phía nam"), Tokyo (東京, "Đông Kinh" theo chữ Hán), Đông Kinh (東京 Dōngjīng, có nghĩa là "Kinh đô phía đông", ngày nay là Hà Nội); cũng như Kyoto (京都, "Kinh Đô") và Kinh Thành, (京城 – có nghĩa là "kinh đô", ngày nay là Seoul), Tây Kinh (西京 Xījīng, nghĩa là "Kinh đô phía tây", nay là Lạc Dương). Ở Trung Quốc, thành phố này có nhiều lần được đặt tên lại. Giữa thời gian từ 1368 đến 1405, và sau đó lại một lần nữa từ 1928  đến 1949, thành phố này có tên là Bắc Bình (北平; bính âm: Beiping; Wade-Giles: Pei-p'ing), có nghĩa "hòa bình phía bắc" hay "bình định phía bắc". Trong cả hai trường hợp, tên được đổi – bằng cách bỏ từ "kinh" - để phản ánh hiện thực là kinh đô đất nước đã chuyển đến Nam Kinh, lần đầu tiên dưới thời Hồng Vũ hoàng đế Nhà Minh, và lần thứ hai dưới thời Chính phủ Quốc dân của Trung Hoa Dân Quốc, lúc đó Bắc Kinh không phải là kinh đô của Trung Hoa.
Đảng Cộng sản Trung Quốc đã chuyển thủ đô về Bắc Kinh năm 1949 một lần nữa, một phần để nhấn mạnh rằng Bắc Kinh đã trở lại với vai trò thủ đô Trung Quốc của mình. Chính phủ Trung Hoa Dân Quốc ở Đài Loan chưa bao giờ công nhận chính thức việc đổi tên này và trong thập niên 1950 và thập niên 1960 phổ biến ở Đài Loan gọi Bắc Kinh là Bắc Bình vì Đài Loan cho rằng Cộng hòa Nhân dân Trung Hoa là nhà nước bất hợp pháp. Ngày nay, phần lớn Đài Loan, kể cả chính phủ Đài Loan đều sử dụng tên gọi Bắc Kinh, dù một số bản đồ của Trung Quốc từ Đài Loan vẫn sử dụng tên gọi cũ cùng với biên giới chính trị cũ. Yên Kinh (燕京; Bính âm: Yānjīng; Wade-Giles: Yen-ching) cũng là một tên phổ biến khác không chính thức của Bắc Kinh, liên hệ đến nước Yên đã tồn tại ở đây từ thời nhà Chu. Tên này hiện được một số tổ chức sử dụng làm tên thương hiệu như bia Yên Kinh, Đại học Yên Kinh, một trường đại học đã bị sáp nhập vào Đại học Bắc Kinh. Trong thời Nhà Nguyên, Bắc Kinh được gọi là Đại Đô.
Giản xưng của Bắc Kinh là "Kinh" (京), chúng xuất hiện trong biển số xe của thành phố. Giản xưng chữ cái Latinh chính thức của Bắc Kinh là "BJ".

## Lịch sử

### Lịch sử ban đầu

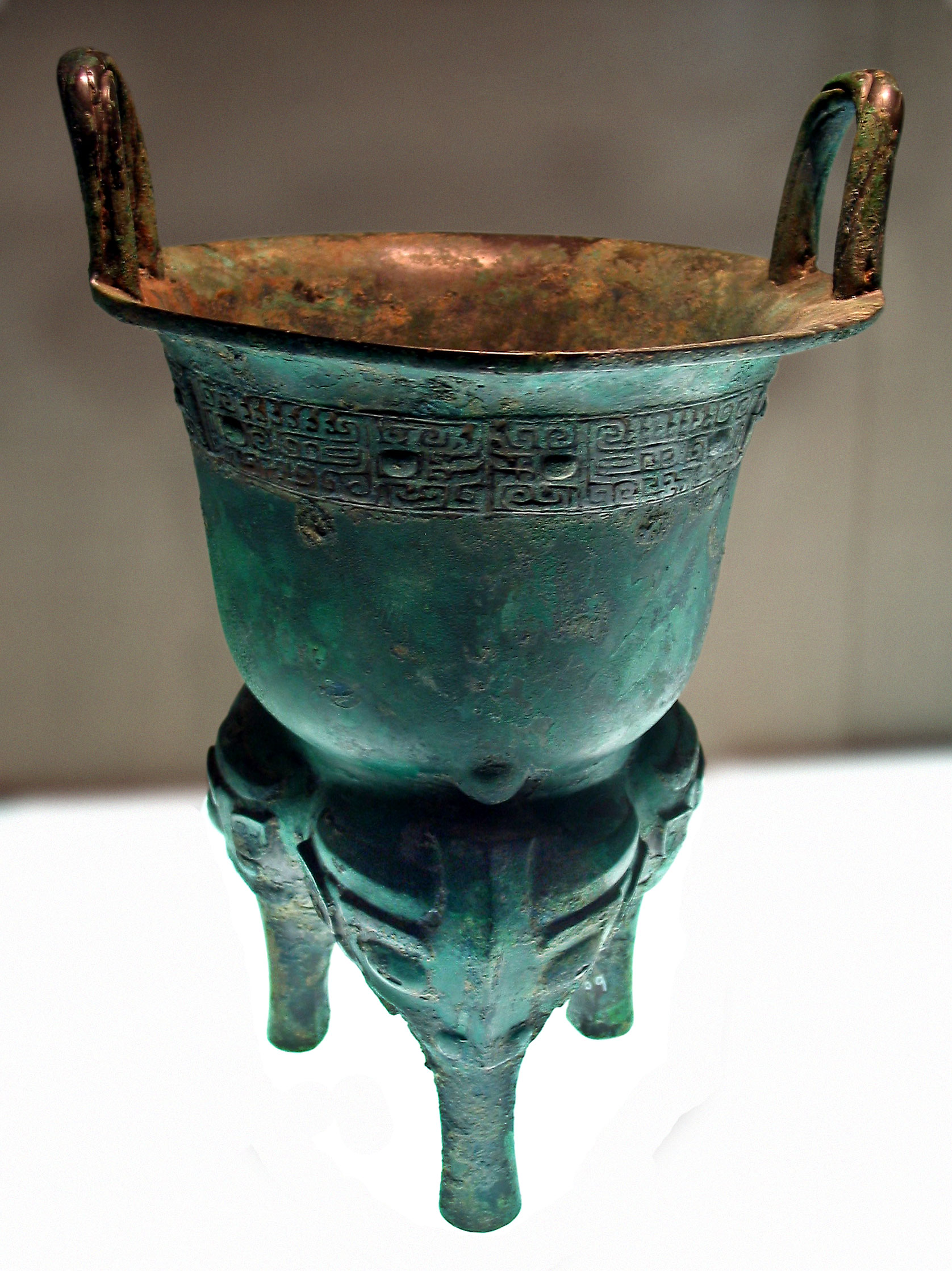
Một chiếc nghiễn (甗) dùng để đun nấu có niên đại từ thời Yên, khai quật ở di chỉ Lưu Ly Hà thuộc huyện Phòng Sơn

Đã phát hiện được các dấu vết có niên đại sớm nhất về sự định cư của con người tại Bắc Kinh trong các hang động ở Long Cốt Sơn (龙骨山) gần Chu Khẩu Điếm thuộc huyện Phòng Sơn, nơi người vượn Bắc Kinh từng sinh sống. Các hóa thạch người đứng thẳng (Homo erectus) từ các hang động này có niên đại từ 230.000 đến 250.000 năm trước. Người hiện đại (homo sapiens) thời đại đồ đá cũ cũng đã sinh sống tại khu vực Bắc Kinh, từ khoảng 27.000 năm trước. Các nhà khảo cổ học đã phát hiện những điểm định cư thời đại đồ đá mới trên khắp thành phố, bao gồm cả ở Vương Phủ Tỉnh tại trung tâm Bắc Kinh.
Thành có tường bao bọc đầu tiên tại khu vực Bắc Kinh là Kế, một thành bang tồn tại từ thế kỷ XI đến thế kỷ VII TCN. Trên địa bàn Bắc Kinh hiện nay, Kế nằm ở phía nam của ga Bắc Kinh Tây. Nơi này sau đó đã bị nước Yên chinh phục và trở thành kinh đô của nước này với tên gọi Yên Kinh.

### Thời kỳ phong kiến ban đầu

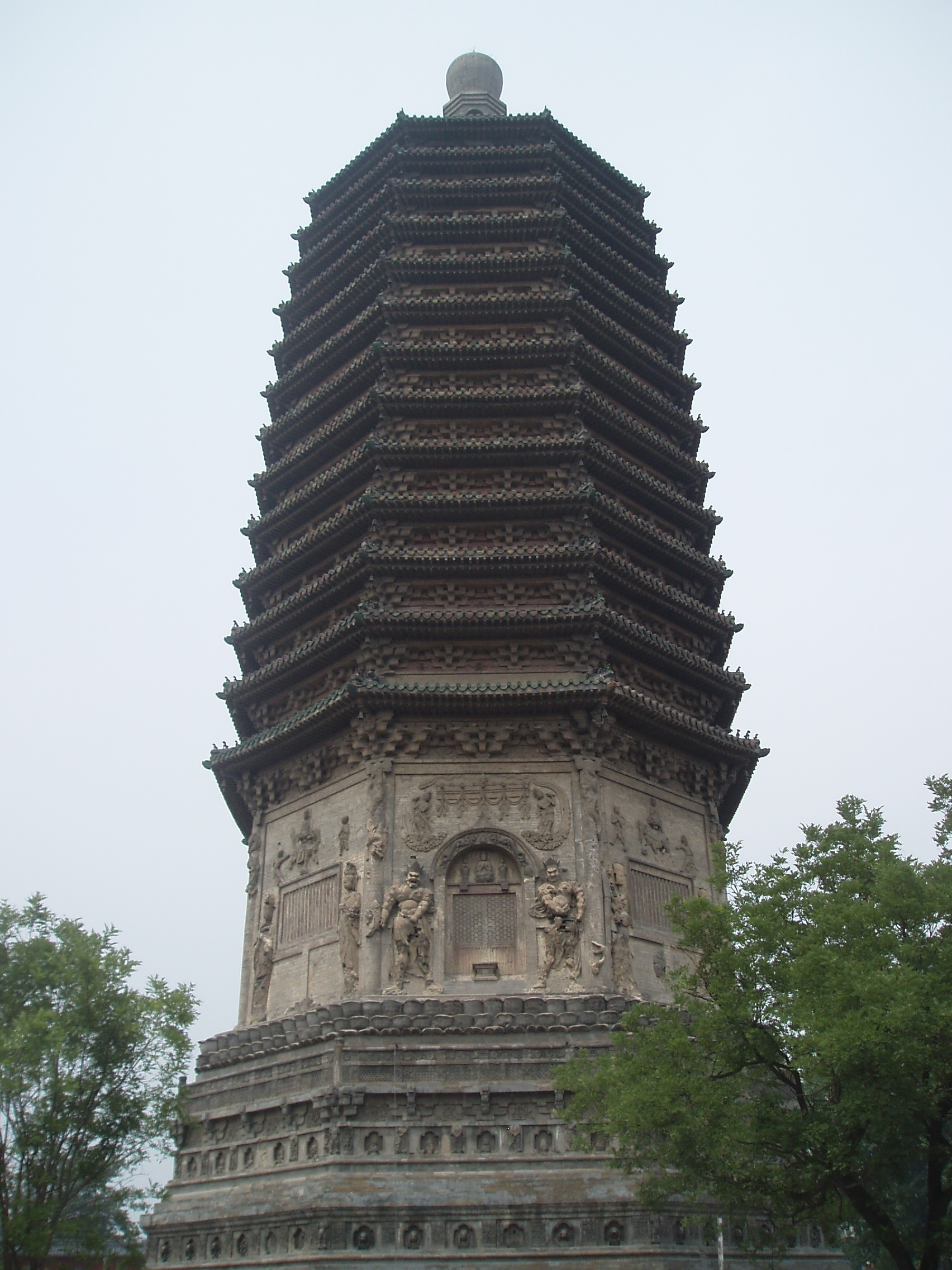
Thiên Ninh tự tháp, được xây dựng khoảng năm 1120.

Sau khi nước Yên bị tiêu diệt trong thời Chiến Quốc, các triều đại phong kiến ban đầu tiếp tục để thành làm thủ phủ châu với các tên gọi khác nhau. Trong thời Tam Quốc, khu vực Bắc Kinh lần lượt do Lưu Ngu rồi đến Công Tôn Toản và Viên Thiệu chiếm giữ trước khi về tay Tào Ngụy. Triều Tây Tấn đã chuyển thủ phủ châu đến Phạm Dương, và các hoàng đế Ngũ Hồ của các nước "Yên" khác nhau trong thời Ngũ Hồ thập lục quốc cũng chọn những địa điểm khác để định đô.
Thời nhà Tùy, khu vực đã hồi sinh khi người ta đào nhiều kênh mương để phục vụ cuộc xâm lược Cao Câu Ly của Tùy Dạng Đế. U châu là một sở chỉ huy chính vào thời Nhà Đường, với tên gọi Phạm Dương, khu vực Bắc Kinh trong một thời gian ngắn đã là thủ đô của nước Đại Yên trong loạn An Sử vào thế kỷ VIII. Năm 936, nhà Hậu Tấn đã buộc phải nhường lại toàn bộ khu vực Bắc Kinh cho nhà Liêu của người Khiết Đan. Hai năm sau, nhà Liêu lập bồi đô ở nơi này, và đặt tên là Nam Kinh. một số công trình cổ nhất còn tồn tại ở Bắc Kinh có niên đại từ thời Liêu, bao gồm Thiên Ninh tự.
Nhà Liêu sụp đổ trước nhà Kim của người Nữ Chân vào thế kỷ XII và nhà Kim đã chuyển thủ đô của họ đến Nam Kinh vào năm 1153, đổi tên thành Trung Đô. Thành bị quân Mông Cổ của Thành Cát Tư Hãn bao vây vào năm 1213 và bị san bằng hai năm sau đó. Sau này, Hốt Tất Liệt đã hạ lệnh xây dựng Đại Đô (Khanbaliq), tân đế đô cho triều Nguyên của ông, nằm gần kề các tàn tích từ thời Kim. Việc xây dựng được tiến hành từ 1264 đến 1293, và đã nâng cao rất nhiều vị thế của một thành nằm ở rìa phía bắc của Trung Quốc bản thổ. Thành có trung tâm là Cổ Lâu nằm hơi lệch về phía bắc của khu vực đô thị Bắc Kinh hiện nay và kéo dài từ đường Trường An đến tuyến số 10 ngày nay. Tàn dư của bức tường đắp bằng đất từ thời Nguyên vẫn còn và được gọi là Thổ Thành.

### Nhà Minh
Năm 1368, một thời gian ngắn sau khi lập ra Nhà Minh, Chu Nguyên Chương đã cử một đội quân đến Đại Đô và đốt cháy thành. Tuy nhiên do quân Nguyên tiếp tục chiếm giữ Thượng Đô và Mông Cổ, một thành mới đã được thiết lập để tiếp tế cho các đơn vị quân sự đồn trú trong khu vực. Thành này được gọi là Bắc Bình và theo chính sách tiến hành phong vương lập phiên của Chu Nguyên Chương thì thành được trao cho Yên vương Chu Đệ, hoàng tử thứ tư của ông ta.

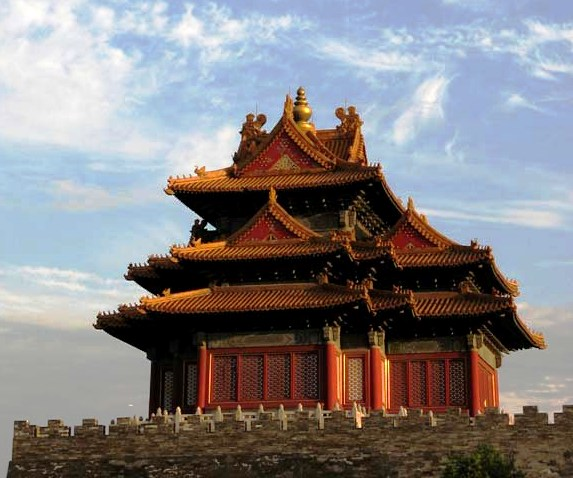
Một trong các giác lâu của Tử Cấm thành.

Việc người kế thừa của Chu Nguyên Chương mất sớm đã dẫn đến một cuộc đấu tranh kế vị khi bản thân ông ta qua đời, thắng lợi cuối cùng thuộc về Chu Đệ và người này trở thành Vĩnh Lạc Đế. Do kinh thành Ứng Thiên (Nam Kinh) đã bị cháy khi Chu Đệ tiến vào, ông đã lập phong ấp của mình làm đồng kinh thành. Thành Bắc Bình trở thành Thuận Thiên – tức Bắc Kinh ngày nay vào năm 1403. Việc xây dựng hoàng cung mới, Tử Cấm thành, được tiến hành từ năm 1406 đến 1420; đây cũng là khoảng thời gian xây dựng một số điểm đến chính của thành phố hiện nay, như Thiên Đàn và Thiên An Môn (song quảng trường trước nó đến năm 1651 mới được dọn quang). Khi mọi thứ hoàn tất vào năm 1421, Bắc Kinh trở thành kinh sư của đế quốc trong khi Ứng Thiên – mà nay gọi là Nam Kinh – thì để mất đi phần lớn tầm quan trọng của nó (Hồng Hi hoàng đế đã ra một chiếu chỉ vào năm 1425 để dời đô về Nam Kinh, song ông đã băng hà ngay sau đó).
Trong thế kỷ XV, Bắc Kinh đã cơ bản có được khuôn mẫu như hiện nay. Tường thành thời Minh tiếp tục tồn tại cho đến thời hiện đại, khi nó bị kéo đổ và đường vành đai 2 được xây dựng trên vị trí của nó. Có quan điểm phổ biến rằng Bắc Kinh từng là thành phố lớn nhất thế giới trong hầu hết các thế kỷ XV, XVI, XVII, và XVIII. Nhà thờ Thiên Chúa giáo đầu tiên được biết đến tại Bắc Kinh đã được xây dựng vào năm 1652 tại đất có nhà nguyện của Matteo Ricci trước đó; nhà thờ Nam Đường được xây dựng sau này cũng trên địa điểm đó.
Quân khởi nghĩa nông dân của Lý Tự Thành đã chiếm Bắc Kinh vào năm 1644 và kết thúc triều đại nhà Minh, song ông ta và triều Đại Thuận đã từ bỏ thành sau khi thất bại trước đội quân Thanh dưới quyền Đa Nhĩ Cổn ở Sơn Hải quan. Quân Thanh sau đó tiến vào chiếm lĩnh Bắc Kinh.

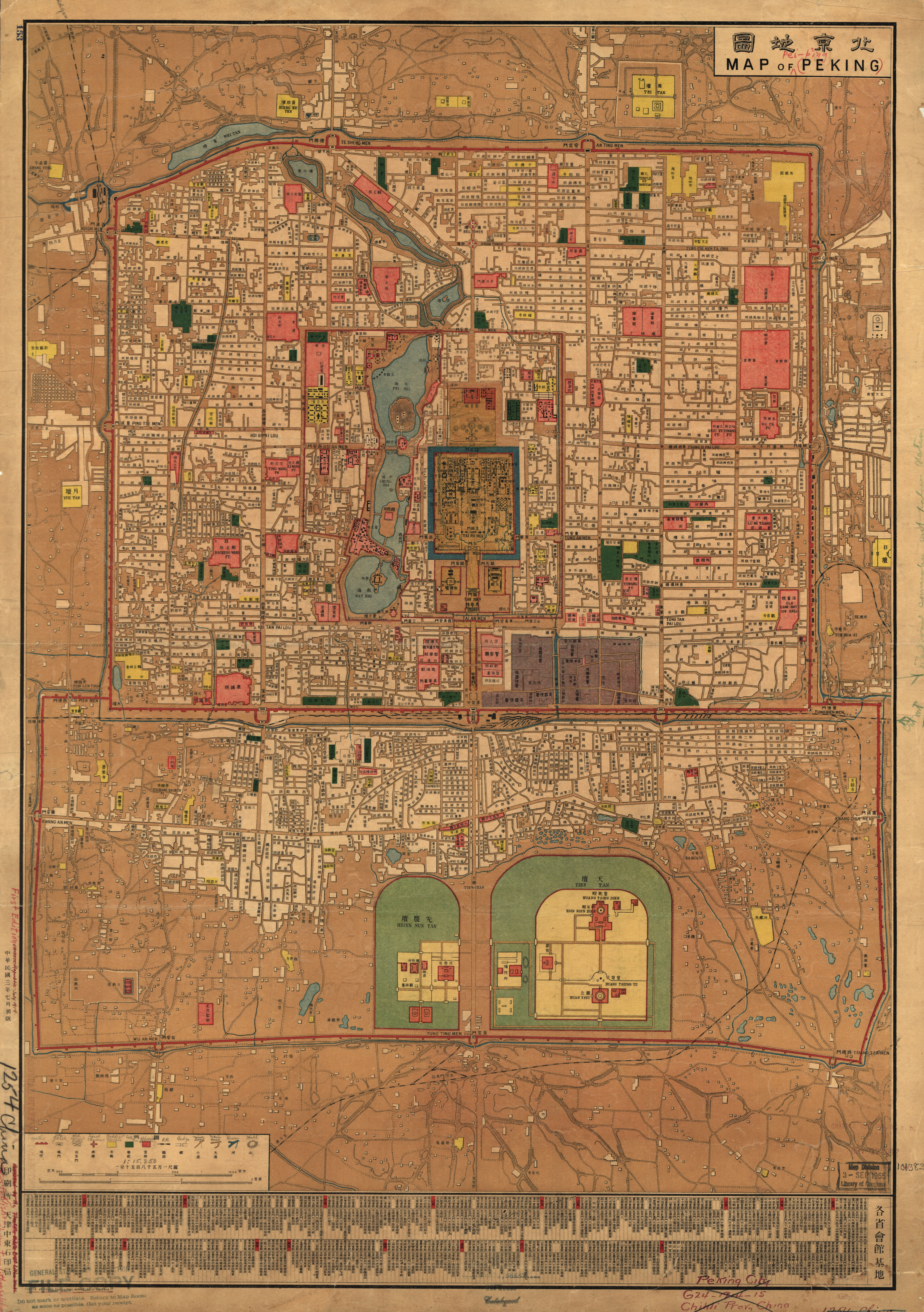
Bản đồ Bắc Kinh, 1914.

### Nhà Thanh
Đa Nhĩ Cổn xem triều Thanh là triều đại kế thừa trực tiếp của triều Minh (xem Đại Thuận là phi pháp) và Bắc Kinh trở thành kinh đô duy nhất của Trung Quốc. Các hoàng đế Nhà Thanh đã cho sửa sang Hoàng cung, song phần lớn các công trình và cách bố trí chung từ thời Minh thì vẫn không thay đổi. Các thần thánh của người Mãn được thờ phụng, song Nhà Thanh cũng tiếp tục duy trì các quốc lễ truyền thống. Các bảng hiệu được viết bằng song ngữ Mãn-Hán hoặc bằng chữ Hán.

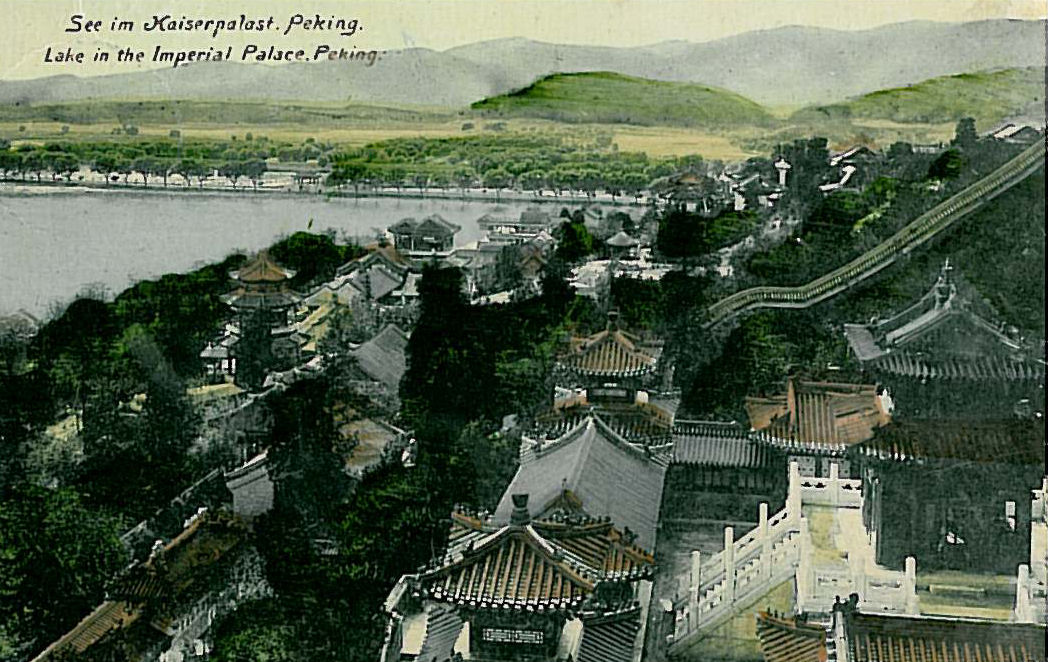
Bưu thiếp có hình ảnh một phần của Di Hòa Viên, khoảng năm 1900.

Trong chiến tranh Nha phiến lần hai, quân Anh-Pháp đã chiếm thành phố, cướp bóc và đốt phá Viên Minh Viên vào năm 1860. Theo Điều ước Bắc Kinh khi kết thúc cuộc chiến, các cường quốc phương Tây lần đầu tiên được đảm bảo quyền hiện diện ngoại giao thường trực trong thành phố. Năm 1900, "phong trào Nghĩa Hòa Đoàn" đã cố gắng tiệt trừ sự hiện diện này, cũng như việc người Trung Quốc cải sang Thiên Chúa giáo, khiến Bắc Kinh lại bị các cường quốc ngoại bang chiếm đóng. Trong giao tranh, một vài cấu trúc quan trọng đã bị phá hủy, bao gồm Hàn Lâm Viện và Di Hòa Viên.

### Thời Dân Quốc

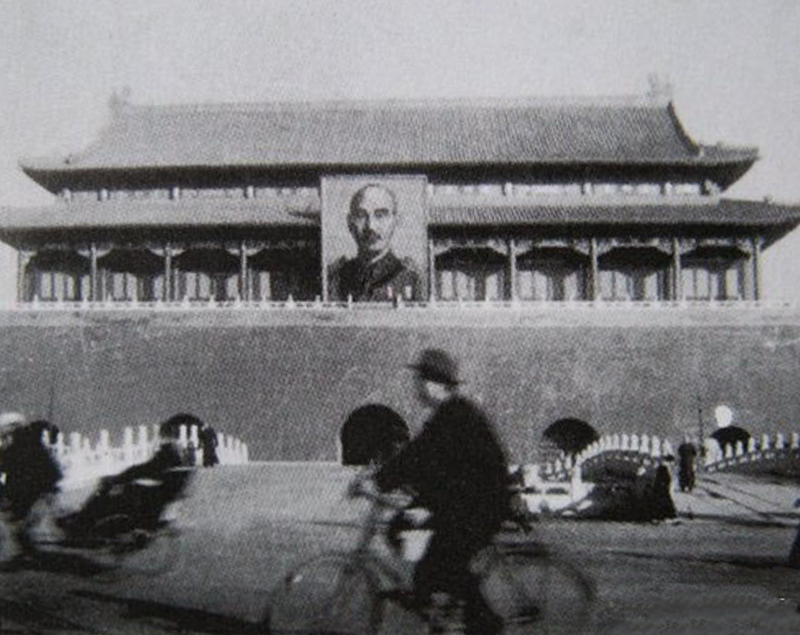
Một bức chân dung lớn của Tưởng Giới Thạch đã được hiển thị ở quảng trường Thiên An Môn sau Đệ nhị thế chiến.

Cách mạng Tân Hợi đã diễn ra vào năm 1911 nhằm thay thế Nhà Thanh bằng một Cộng hòa và các lãnh đạo của cuộc cách mạng như Tôn Trung Sơn ban đầu đã dự định dời đô đến Nam Kinh. Khi đó, một đại thần của triều Thanh là Viên Thế Khải đã buộc hoàng đế cuối cùng của Nhà Thanh thoái vị và những người cách mạng đã chấp thuận để ông làm đại tổng thống của Trung Hoa Dân Quốc. Viên Thế Khải vẫn giữ thủ đô tại Bắc Kinh và nhanh chóng củng cố quyền lực, rồi xưng đế vào năm 1915. Ông ta qua đời chưa đầy một năm sau đó khiến Trung Quốc bị phân liệt giữa các quân phiệt địa phương. Các phe phái mạnh nhất đã tiến hành các cuộc chiến tranh thường xuyên – chiến tranh Trực-Hoàn năm 1920 cùng chiến tranh Trực-Phụng lần thứ nhất và lần thứ hai vào các năm 1922 và 1924 – để kiểm soát thủ đô. Sau khi Quốc Dân Đảng' tiến hành Bắc phạt thành công, thủ đô chính thức bị dời về Nam Kinh vào năm 1928. Ngày 28 tháng 6 cùng năm, Bắc Kinh được đổi tên thành Bắc Bình.
Trong chiến tranh Trung-Nhật, Bắc Bình rơi vào tay Nhật Bản ngày 29 tháng 7 năm 1937 và trở thành nơi đặt trụ sở của chính phủ Lâm thời Trung Hoa Dân Quốc, một chính phủ bù nhìn quản lý các phần lãnh thổ của người Hán ở các khu vực do Nhật Bản chiếm đóng tại Hoa Bắc. Chính phủ này sau đó hợp nhất với chính quyền Uông Tinh Vệ đặt tại Nam Kinh.

### Thời Cộng hòa Nhân dân
Trong giai đoạn cuối cùng của Nội chiến Trung Quốc, Quân Giải phóng Nhân dân Trung Quốc đã chiếm được thành phố một cách yên bình vào ngày 31 tháng 1 năm 1949 trong chiến dịch Bình Tân. Ngày 1 tháng 10 cùng năm, Mao Trạch Đông đã tuyên bố thành lập Cộng hòa Nhân dân Trung Hoa từ trên đỉnh Thiên An Môn. Ông đặt thủ đô tại thành phố, và phục hồi lại tên gọi Bắc Kinh, một quyết định được Chính hiệp Toàn quốc thông qua chỉ vài ngày trước đó.
Trong thập niên 1950, thành phố bắt đầu phát triển ra ngoài thành cổ và các vùng lân cận xung quanh, với các cơ sở công nghiệp nặng ở phía tây và các khu dân cư ở phía bắc. Nhiều phần của tường thành Bắc Kinh đã bị giật đổ trong thập niên 1960 để xây dựng tàu điện ngầm Bắc Kinh và đường vành đai 2.

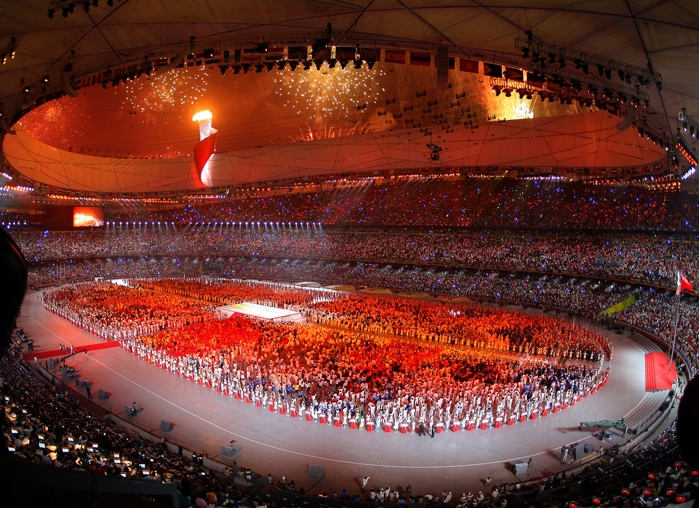
Lễ khai mạc của Thế vận hội Mùa hè 2008.

Trong Cách mạng văn hóa từ năm 1966 đến 1976, phong trào Hồng vệ binh bắt đầu tại Bắc Kinh và chính quyền thành phố đã trở thành nạn nhân tại một trong các cuộc thanh trừng đầu tiên. Vào mùa thu năm 1966, toàn bộ các trường học của thành phố ngừng hoạt động và trên một triệu hồng vệ binh từ khắp đất nước đã tập hợp tại Bắc Kinh trong tám cuộc mittinh tại quảng trường Thiên An Môn với Mao Trạch Đông. Vào tháng 4 năm 1976, cư dân Bắc Kinh đã tiến hành một cuộc tập hợp quần chúng lớn chống lại Tứ nhân bang và Cách mạng Văn hóa tại quảng trường Thiên An Môn song đã bị đàn áp mạnh mẽ. Vào tháng 10 năm 1976, Tứ nhân bang đã bị bắt giữ tại Trung Nam Hải và cách mạng Văn hóa đi đến hồi kết. Vào tháng 12 năm 1978, Hội nghị Toàn thể lần thứ ba của Uỷ ban Trung ương Đảng khóa 11 tại Bắc Kinh dưới sự chỉ đạo của Đặng Tiểu Bình đã đảo nghịch những lời tuyên án chống lại các nạn nhân của Cách mạng Văn hóa và khởi đầu "chính sách cải cách và mở cửa".
Từ đầu thập niên 1980, khu vực đô thị của Bắc Kinh đã mở rộng rất nhiều với việc hoàn thành đường vành đai 2 vào năm 1981 cũng như đường vành đai 3, 4, 5 và 6 vào sau này. Theo một tường thuật báo chí vào năm 2005, quy mô khu vực phát triển mới của Bắc Kinh rộng gấp rưỡi trước đó. Vương Phủ Tỉnh và Tây Đan (西单) đã phát triển thành những khu phố mua sắm hưng thịnh, trong khi Trung Quan Thôn trở thành một trung tâm điện tử lớn tại Trung Quốc. Trong những năm gần đây, sự phát triển của Bắc Kinh đã đem đến một số vấn đề như giao thông đông đúc, chất lượng không khí ở mức thấp, mất đi các khu vực lịch sử, và phải đón nhận một dòng nhập cư đáng kể đến từ các khu vực kém phát triển hơn trong nước. Bắc Kinh cũng là nơi diễn ra nhiều sự kiện quan trọng trong lịch sử Trung Quốc thời gian gần đây, đáng chú ý là các cuộc biểu tỉnh Thiên An Môn năm 1989 và Thế vận hội Mùa hè 2008.

## Địa lý

### Địa hình

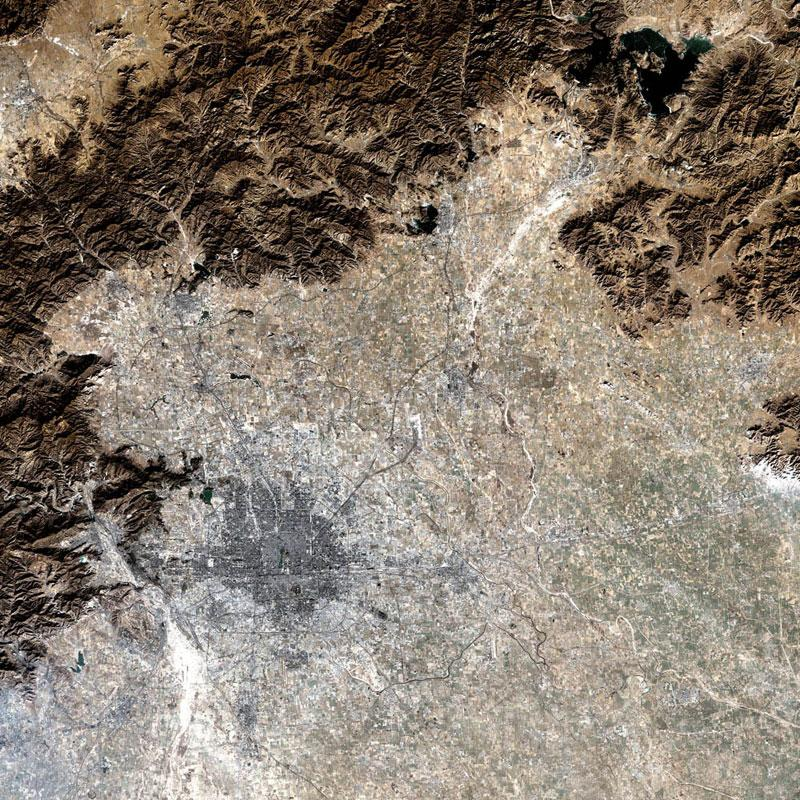
Bản đồ vệ tinh Bắc Kinh, với các dãy núi ở phía tây và phía bắc

Thành phố Bắc Kinh nằm trên vùng đất thấp và bằng phẳng, với độ cao thường nằm trong khoảng 40-60m trên mực nước biển. Điểm cao nhất trong khu thành cổ là đỉnh của Cảnh Sơn với độ cao là 88,35 m, từ đây có thể nhìn toàn cảnh Tử Cấm thành. Đỉnh của Vạn Thọ Sơn (万寿山) thuộc Di Hòa Viên có độ cao 109 mét (358 ft). Vùng đồng bằng từ Bắc Kinh kéo dài xa về phía đông đến Sơn Hải quan bên bờ Bột Hải và xa về phía nam đến Nam Kinh.
Ở phía tây Bắc Kinh có Tây Sơn, có thể nhìn thấy núi này từ nội thị vào những ngày quang đãng. Tây Sơn tạo thành sườn núi phía đông của Thái Hành Sơn- dãy núi chạy theo chiều bắc-nam và tạo thành xương sống phía tây của Hà Bắc. Tây Sơn bao trùm gần như toàn bộ các quận Phòng Sơn và Môn Đầu Câu ở phía tây thành phố. Đông Linh Sơn (东灵山, cao 2,303 mét (7 ft 6,7 in)), một đỉnh núi của Tây Sơn nằm trên ranh giới với Hà Bắc, là đỉnh cao nhất tại Bắc Kinh. Đỉnh này nằm cách trung tâm thành phố 122 km (76 mi). Tây Sơn cũng được biết đến với các đồng cỏ núi cao và các hẻm núi sông, bao gồm Thập Độ (十渡). Vùng chân núi của Tây Sơn vươn đến tận vùng đô thị của thành phố, bao gồm Hương Sơn (香山)- một điểm đến du lịch lớn và Lão Sơn- nơi diễn ra thi đấu xe đạp leo núi trong Thế vận hội Mùa hè 2008.
Các dãy núi ở bắc bộ của Bắc Kinh bao gồm Bát Đạt Lĩnh, Quân Đô Sơn (军都山) và Phượng Hoàng Lĩnh (凤凰岭) đều thuộc Yên Sơn, chạy theo hướng đông-tây, ngang qua bắc bộ tỉnh Hà Bắc. Yên Sơn chia tách bình nguyên Hoa Bắc với thảo nguyên và có ý nghĩa quân sự quan trọng trong lịch sử. Toàn bộ các đoạn Trường Thành thuộc Bắc Kinh đều được xây dựng trên dãy Yên Sơn, với cao độ lớn nhất là 2.241 m (7.352 ft) tại Hải Đà Sơn (海坨山) trên ranh giữa giữa huyện Diên Khánh và tỉnh Hà Bắc.
Yên Sơn và Tây Sơn gặp nhau tại Nam Khẩu thuộc quận Xương Bình ở tây bắc của thành phố. Chỗ giao nhau tạo thành một đường đứt đoạn lớn và thung lũng sụt lún, và các tuyến đường bộ và đường sắt chính vượt sang phía tây bắc của thành phố đều đi qua chỗ này.

### Thủy văn

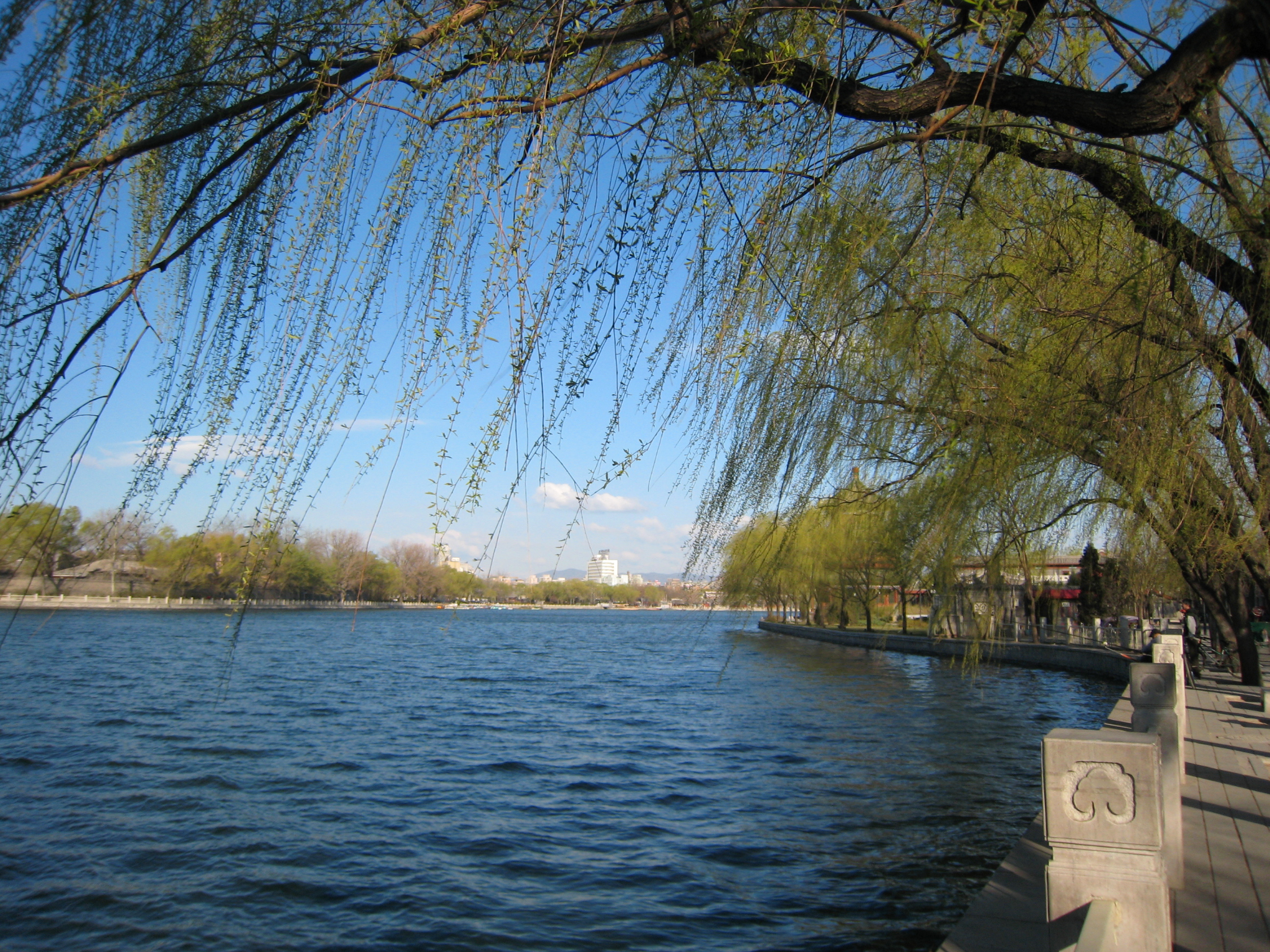
Hậu Hải (后海) tại Bắc Kinh

Năm thủy hệ lớn nhất tại Bắc Kinh, chảy từ tây sang đông, gồm: Cự Mã Hà (拒马河), Vĩnh Định Hà, Bắc Vận Hà (北运河), Triều Bạch Hà (潮白河), Kế Vận Hà (蓟运河). Các sông hầu hết đều bắt nguồn từ Cao nguyên Nội Mông Cổ, chảy xuyên qua các dãy núi ở phía tây và bắc của thành phố, cuối cùng đổ vào Hải Hà- con sông đổ trực tiếp ra Bột Hải. Ngày nay, không có sông lớn nào chảy qua khu vực đô thị trung tâm của Bắc Kinh do qua hàng thế kỷ, con người đã điều hướng các con sông chảy vòng qua thành phố. Nhờ các hồ, kênh mương, hào, cống dẫn nước, các con sông này tiếp tục cung cấp nước, đồng thời là nơi thoát nước cho thành phố, song nội thị Bắc Kinh không còn bị đe dọa từ lũ lụt do sông này gây ra. Bắc Kinh cũng là điểm cuối phía bắc của Đại Vận Hà, được xây dựng xuyên qua bình nguyên Hoa Bắc đến Hàng Châu, đoạn Bắc Kinh-Thiên Tân được gọi là Bắc Vận Hà. Hồ chứa Mật Vân (密云水库), được xây dựng trên thượng du Triều Bạch Hà, là hồ chứa lớn nhất Bắc Kinh và cũng là một nguồn cung cấp nước chủ yếu cho thành phố.
Khu nội thị Bắc Kinh có một vài hồ được gọi là hải. Vào thời nhà Nguyên, những nhà cai trị người Mông Cổ đã cho mở rộng và xây dựng hoàng cung Đại Đô xung quanh chúng. Sau này, các hoàng đế Nhà Minh và Nhà Thanh đã sử dụng các hồ này làm ngự hoa viên. Ngày nay, ba hồ cực bắc trong nội thị là Tây Hải, Hậu Hải và Tiền Hải, được gọi chung là Thập Sát Hải (什刹海). Ở phía nam của chúng, Bắc Hải là một công viên của thành phố, còn Trung Hải và Nam Hải là một bộ phận của quần thể Trung Nam Hải. Chuỗi hồ này từng là lòng sông chính của Vĩnh Định Hà- cong sông mà ngày nay chảy cách đó 50–60 km (31–37 mi) về phía tây. Cách nay 1.800 năm, Vĩnh Định Hà chảy qua Tích Thủy Đàm (积水潭) và trung tâm đô thị của Bắc Kinh và sau đó chảy vào hồ Long Đàm vào Thông Châu.

### Khí hậu
Bắc Kinh có khí hậu lục địa ẩm chịu ảnh hưởng của gió mùa, khá khô hạn (phân loại khí hậu Köppen Dwa), có đặc trưng là mùa hè nóng và ẩm do ảnh hưởng của gió mùa Đông Á; và mùa đông thường rất lạnh, lộng gió và khô do ảnh hưởng của áp cao Siberia. Vào mùa xuân, Bắc Kinh có thể phải hứng chịu các cơn bão cát thổi đến từ sa mạc Gobi băng qua thảo nguyên Mông Cổ, kèm theo đó là nhiệt độ ấm lên nhanh chóng, song thường khô. Mùa thu cũng giống mùa xuân, Bắc Kinh được đón nhận một lượng mưa nhỏ, song mùa này có không khí se lạnh và kéo dài ngắn. Nhiệt độ trung bình tháng của Bắc Kinh vào tháng 1 là −3,7 °C (25,3 °F), trong khi vào tháng 7 là 26,2 °C (79,2 °F). Lượng giáng thủy bình quân hàng năm là khoảng 570 mm (22,4 in), với gần ba phần tư xuất hiện từ tháng 6 đến tháng 8. Nhiệt độ cực độ ở đây là từ −27,4 °C (−17 °F) đến 42,6 °C (109 °F).
| Dữ liệu khí hậu của Bắc Kinh (trung bình vào 1981–2010, cực độ 1951–2014) | Dữ liệu khí hậu của Bắc Kinh (trung bình vào 1981–2010, cực độ 1951–2014) | Dữ liệu khí hậu của Bắc Kinh (trung bình vào 1981–2010, cực độ 1951–2014) | Dữ liệu khí hậu của Bắc Kinh (trung bình vào 1981–2010, cực độ 1951–2014) | Dữ liệu khí hậu của Bắc Kinh (trung bình vào 1981–2010, cực độ 1951–2014) | Dữ liệu khí hậu của Bắc Kinh (trung bình vào 1981–2010, cực độ 1951–2014) | Dữ liệu khí hậu của Bắc Kinh (trung bình vào 1981–2010, cực độ 1951–2014) | Dữ liệu khí hậu của Bắc Kinh (trung bình vào 1981–2010, cực độ 1951–2014) | Dữ liệu khí hậu của Bắc Kinh (trung bình vào 1981–2010, cực độ 1951–2014) | Dữ liệu khí hậu của Bắc Kinh (trung bình vào 1981–2010, cực độ 1951–2014) | Dữ liệu khí hậu của Bắc Kinh (trung bình vào 1981–2010, cực độ 1951–2014) | Dữ liệu khí hậu của Bắc Kinh (trung bình vào 1981–2010, cực độ 1951–2014) | Dữ liệu khí hậu của Bắc Kinh (trung bình vào 1981–2010, cực độ 1951–2014) | Dữ liệu khí hậu của Bắc Kinh (trung bình vào 1981–2010, cực độ 1951–2014) |
| Tháng                                                                     | 1                                                                         | 2                                                                         | 3                                                                         | 4                                                                         | 5                                                                         | 6                                                                         | 7                                                                         | 8                                                                         | 9                                                                         | 10                                                                        | 11                                                                        | 12                                                                        | Năm                                                                       |
| ------------------------------------------------------------------------- | ------------------------------------------------------------------------- | ------------------------------------------------------------------------- | ------------------------------------------------------------------------- | ------------------------------------------------------------------------- | ------------------------------------------------------------------------- | ------------------------------------------------------------------------- | ------------------------------------------------------------------------- | ------------------------------------------------------------------------- | ------------------------------------------------------------------------- | ------------------------------------------------------------------------- | ------------------------------------------------------------------------- | ------------------------------------------------------------------------- | ------------------------------------------------------------------------- |
| Cao kỉ lục °C (°F)                                                        | 14.3 (57.7)                                                               | 19.8 (67.6)                                                               | 29.5 (85.1)                                                               | 33.0 (91.4)                                                               | 41.1 (106.0)                                                              | 40.6 (105.1)                                                              | 41.9 (107.4)                                                              | 38.3 (100.9)                                                              | 35.0 (95.0)                                                               | 31.0 (87.8)                                                               | 23.3 (73.9)                                                               | 19.5 (67.1)                                                               | 41.9 (107.4)                                                              |
| Trung bình ngày tối đa °C (°F)                                            | 2.0 (35.6)                                                                | 5.7 (42.3)                                                                | 12.3 (54.1)                                                               | 20.7 (69.3)                                                               | 26.7 (80.1)                                                               | 30.5 (86.9)                                                               | 31.4 (88.5)                                                               | 30.3 (86.5)                                                               | 26.2 (79.2)                                                               | 19.4 (66.9)                                                               | 10.2 (50.4)                                                               | 3.8 (38.8)                                                                | 18.3 (64.9)                                                               |
| Trung bình ngày °C (°F)                                                   | −3.1 (26.4)                                                               | 0.2 (32.4)                                                                | 6.7 (44.1)                                                                | 14.8 (58.6)                                                               | 20.8 (69.4)                                                               | 24.9 (76.8)                                                               | 26.7 (80.1)                                                               | 25.5 (77.9)                                                               | 20.7 (69.3)                                                               | 13.7 (56.7)                                                               | 4.9 (40.8)                                                                | −1.1 (30.0)                                                               | 12.9 (55.2)                                                               |
| Tối thiểu trung bình ngày °C (°F)                                         | −7.5 (18.5)                                                               | −4.5 (23.9)                                                               | 1.3 (34.3)                                                                | 8.8 (47.8)                                                                | 14.8 (58.6)                                                               | 19.6 (67.3)                                                               | 22.5 (72.5)                                                               | 21.5 (70.7)                                                               | 15.8 (60.4)                                                               | 8.6 (47.5)                                                                | 0.3 (32.5)                                                                | −5.2 (22.6)                                                               | 8.0 (46.4)                                                                |
| Thấp kỉ lục °C (°F)                                                       | −22.8 (−9.0)                                                              | −27.4 (−17.3)                                                             | −15 (5)                                                                   | −3.2 (26.2)                                                               | 2.5 (36.5)                                                                | 9.8 (49.6)                                                                | 15.3 (59.5)                                                               | 11.4 (52.5)                                                               | 3.7 (38.7)                                                                | −3.5 (25.7)                                                               | −12.3 (9.9)                                                               | −18.3 (−0.9)                                                              | −27.4 (−17.3)                                                             |
| Lượng Giáng thủy trung bình mm (inches)                                   | 2.7 (0.11)                                                                | 4.4 (0.17)                                                                | 9.9 (0.39)                                                                | 24.7 (0.97)                                                               | 37.3 (1.47)                                                               | 71.9 (2.83)                                                               | 160.1 (6.30)                                                              | 138.2 (5.44)                                                              | 48.5 (1.91)                                                               | 22.8 (0.90)                                                               | 9.5 (0.37)                                                                | 2.0 (0.08)                                                                | 532.0 (20.94)                                                             |
| Số ngày giáng thủy trung bình (≥ 0.1 mm)                                  | 1.8                                                                       | 2.2                                                                       | 3.3                                                                       | 4.9                                                                       | 6.4                                                                       | 9.7                                                                       | 12.9                                                                      | 11.4                                                                      | 7.5                                                                       | 4.9                                                                       | 2.8                                                                       | 1.8                                                                       | 69.6                                                                      |
| Độ ẩm tương đối trung bình (%)                                            | 43                                                                        | 42                                                                        | 42                                                                        | 44                                                                        | 50                                                                        | 59                                                                        | 71                                                                        | 73                                                                        | 65                                                                        | 59                                                                        | 53                                                                        | 47                                                                        | 54                                                                        |
| Số giờ nắng trung bình tháng                                              | 189.0                                                                     | 192.1                                                                     | 228.2                                                                     | 244.5                                                                     | 267.9                                                                     | 238.2                                                                     | 202.7                                                                     | 209.3                                                                     | 215.3                                                                     | 211.5                                                                     | 182.0                                                                     | 175.2                                                                     | 2.555,9                                                                   |
| Nguồn: Cục Khí tượng Trung Quốc , nhiệt độ cực độ mọi thời                |                                                                           |                                                                           |                                                                           |                                                                           |                                                                           |                                                                           |                                                                           |                                                                           |                                                                           |                                                                           |                                                                           |                                                                           |                                                                           |

## Hành chính
Bắc Kinh hiện có 16 đơn vị hành chính cấp huyện. Ngày 1 tháng 7 năm 2010, các khu Sùng Văn và Tuyên Vũ đã được hợp nhất tương ứng vào các khu Đông Thành và Tây Thành.
| Bản đồ |                | Khu      | chữ Hán        | Bính âm   | Dân số (2010) | Diện tích (km²) | Mật độ (trên km²) |
| --- | -------------- | -------- | -------------- | --------- | ------------- | --------------- | ----------------- |
| Đông Thành Tây Thành 1. Thạch Cảnh Sơn Triều Dương Hải Điến Phong Đài 1 Môn Đầu Câu Phòng Sơn Thông Châu Thuận Nghĩa Xương Bình Đại Hưng Bình Cốc Mật Vân Diên Khánh Hoài Nhu |                |          |                |           |               |                 |                   |
| | Đông Thành     | 东城区   | Dōngchéng Qū   | 919.000   | 40,6          | 22.635          |                   |
| | Tây Thành      | 西城区   | Xīchéng Qū     | 1.243.000 | 46,5          | 26.731          |                   |
| | Triều Dương    | 朝阳区   | Cháoyáng Qū    | 3.545.000 | 470,8         | 7.530           |                   |
| | Hải Điến       | 海淀区   | Hǎidiàn Qū     | 3.281.000 | 426,0         | 7.702           |                   |
| | Phong Đài      | 丰台区   | Fēngtái Qū     | 2.112.000 | 304,2         | 6.943           |                   |
| | Thạch Cảnh Sơn | 石景山区 | Shíjǐngshān Qū | 616.000   | 89,8          | 6.860           |                   |
| | Thông Châu     | 通州区   | Tōngzhōu Qū    | 1.184.000 | 870,0         | 1.361           |                   |
| | Thuận Nghĩa    | 顺义区   | Shùnyì Qū      | 877.000   | 980,0         | 895             |                   |
| | Xương Bình     | 昌平区   | Chāngpíng Qū   | 1.661.000 | 1.430,0       | 1.162           |                   |
| | Đại Hưng       | 大兴区   | Dàxīng Qū      | 1.365.000 | 1.012,0       | 1.349           |                   |
| | Môn Đầu Câu    | 门头沟区 | Méntóugōu Qū   | 290.000   | 1.331,3       | 218             |                   |
| | Phòng Sơn      | 房山区   | Fángshān Qū    | 945.000   | 1.866,7       | 506             |                   |
| | Bình Cốc       | 平谷区   | Pínggǔ Qū      | 416.000   | 1.075,0       | 387             |                   |
| | Hoài Nhu       | 怀柔区   | Huáiróu Qū     | 373.000   | 2.557,3       | 146             |                   |
| | Mật Vân        | 密云区   | Mìyún Qū       | 468.000   | 2.335,6       | 200             |                   |
| | Diên Khánh     | 延庆区   | Yánqìng Qū     | 317.000   | 1.980,0       | 160             |                   |

Chú thích
- Khu thành phố cổ, nguyên nằm trong tường thành, nay nằm trong đường vành đai 2
- Các khu vực đô thị nằm giữa đường vành đai 2 và đường vành đai 5
- Các khu vực ngoại ô gần, được nối liền bằng đường vành đai 6
- Các khu vực ngoại ô xa và nông thôn.

## Kinh tế

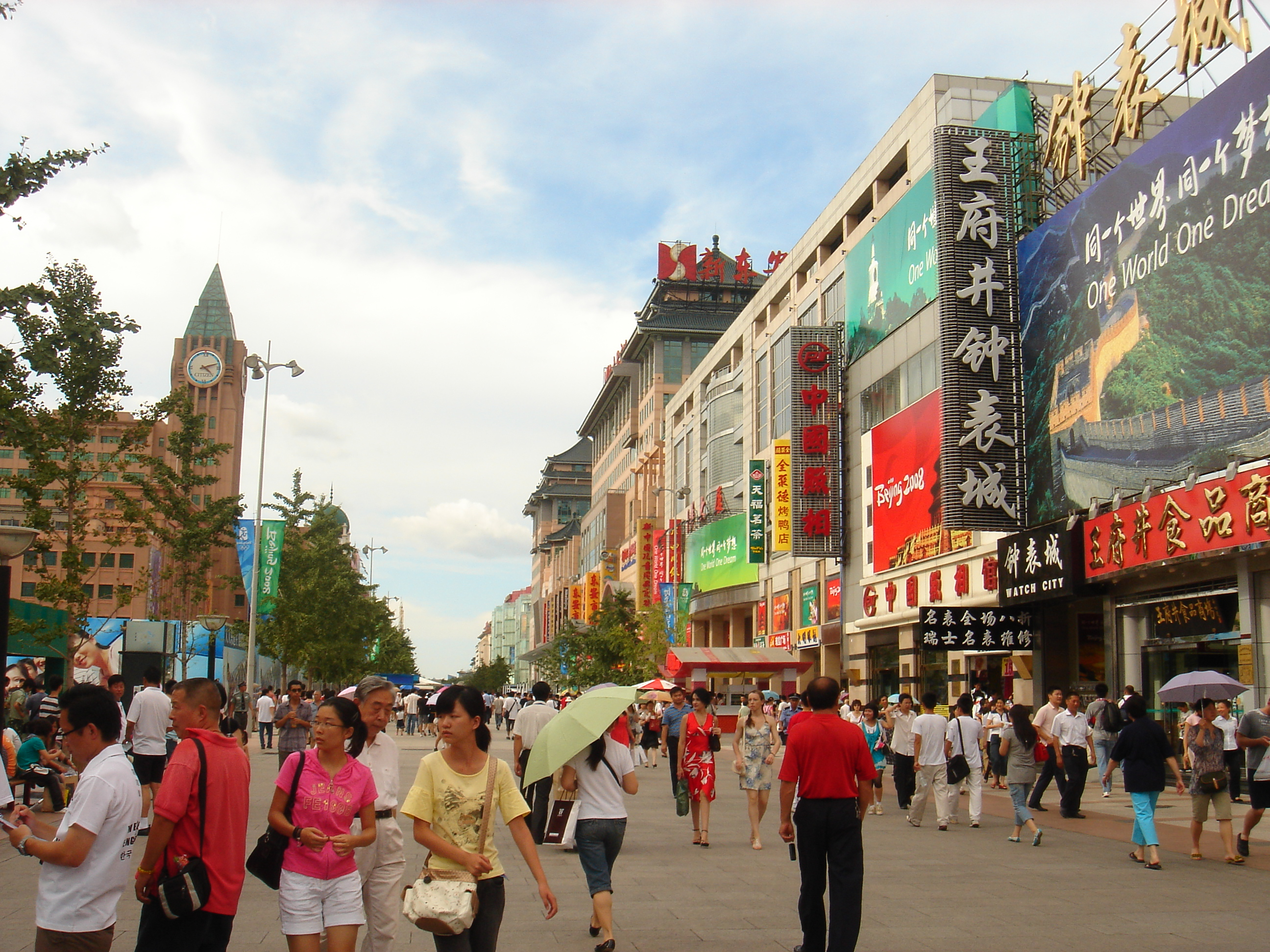
Vương Phủ Tỉnh là một trong các phố mua sắm bận rộn nhất tại Bắc Kinh.

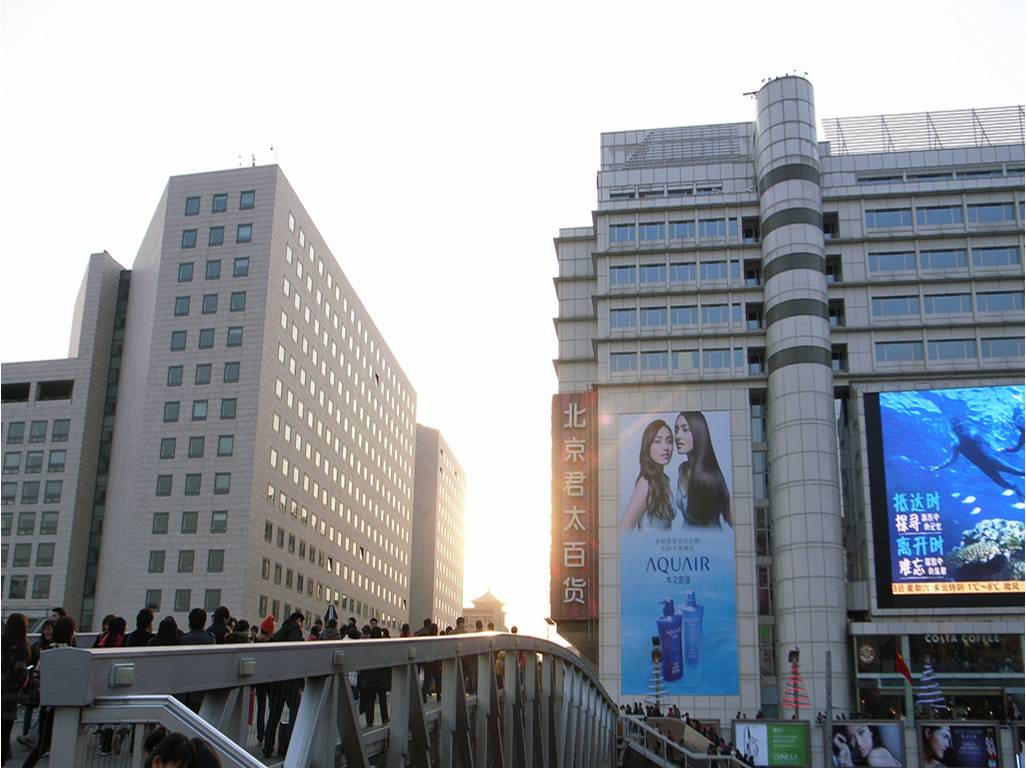
Tây Đơn là khu phố mua sắm lâu đời và bận rộn nhất ở Bắc Kinh.

Bắc Kinh nằm trong số các thành phố phát triển nhất tại Trung Quốc, với ngành kinh tế thứ ba chiếm khoảng 73,2% tổng sản phẩm quốc nội (GDP) của thành phố; Bắc Kinh là thành phố hậu công nghiệp đầu tiên tại Trung Quốc đại lục. Năm 2009, Bắc Kinh là nơi đặt trụ sở của 41 công ty trong Fortune Global 500, đứng thứ hai thế giới sau Tokyo, và có hơn 100 công ty nằm trong số các công ty lớn nhất tại Trung Quốc. Ảnh hưởng kinh tế tổng thể của Bắc Kinh được PwC xếp hạng thứ 1.
Tài chính là một trong các ngành kinh tế quan trọng nhất của Bắc Kinh. Đến cuối năm 2007, đã có 751 tổ chức tài chính tại Bắc Kinh tạo ra thu nhập 128,6 tỉ NDT chiếm 11,6% tổng thu nhập ngành tài chính của toàn quốc. Thu nhập từ tài chính cũng chiếm 13,8% tổng GDP của Bắc Kinh, tỷ lệ cao nhất so với bất kỳ thành phố nào khác tại Trung Quốc.
Các ngành bất động sản và ô tô tại Bắc Kinh tiếp tục bùng nổ trong những năm gần đây. Năm 2005, có tổng cộng 28.032.000 mét vuông (301.730.000 foot vuông) bất động sản nhà ở đã được bán, với tổng giá trị đạt 175,88 tỷ NDT. Tổng số ô tô đăng ký tại Bắc Kinh vào năm 2004 là 2.146.000 chiếc, trong đó 1.540.000 chiếc thuộc sở hữu tư nhân (tăng 18,7% so với năm trước).
Khu Trung tâm Thương vụ Bắc Kinh (北京商务中心区), tập trung tại khu vực Quốc Mậu (国贸), đã được xác định là khu trung tâm thương mại mới của thành phố, và là nơi đặt trụ sở chính của các công ty, có các khu mua sắm, và nhà ở cao cấp. Phố Tài chính Bắc Kinh (北京金融街) nằm trên hai khu vực Phục Hưng Môn (复兴门) và Phụ Thành Môn (阜成门), là một trung tâm tài chính truyền thống. Các khu vực Vương Phủ Tỉnh và Tây Đan là những phố mua sắm lớn. Trung Quan Thôn (中关村), được đặt biệt danh là "Thung lũng Silicon của Trung Quốc", tiếp tục là một trung tâm lớn của các ngành điện tử và các ngành công nghiệp liên quan đến máy tính, cũng như các nghiên cứu liên quan đến dược phẩm. Trong khi đó, Diệc Trang (亦庄), nằm ở đông nam khu vực đô thị của thành phố, đã trở thành một trung tâm mới đối với các ngành dược phẩm, công nghệ thông tin, và kỹ thuật vật liệu. Thạch Cảnh Sơn, nằm ở ngoại ô phía tây thành phố, nằm trong số các khu vực công nghiệp chính. Các khu công nghiệp được xác định có vị thế đặc biệt bao gồm Công viên Khoa học-Kỹ thuật Trung Quan Thôn (中关村科技园区), khu Phát triển Kinh tế Vĩnh Lạc (永乐经济开发区), Khu phát triển Kinh tế-Kỹ thuật Bắc Kinh (北京经济技术开发区), và Khu công nghiệp cảng hàng không Thiên Trúc (天竺空港工业区).
Nông nghiệp phát triển ở bên ngoài khu vực đô thị, lúa mì và ngô là các cây trồng chính. Nông dân cũng trồng các loại rau xanh ở các khu vực gần nội thị để cung cấp cho thành phố.
| Lịch sử Kinh tế Bắc Kinh 1978 – 2019(PPP theo nhân dân tệ. Đô la quốc tế dựa trên IMF tháng 10 năm 2017) | Lịch sử Kinh tế Bắc Kinh 1978 – 2019(PPP theo nhân dân tệ. Đô la quốc tế dựa trên IMF tháng 10 năm 2017) | Lịch sử Kinh tế Bắc Kinh 1978 – 2019(PPP theo nhân dân tệ. Đô la quốc tế dựa trên IMF tháng 10 năm 2017) | Lịch sử Kinh tế Bắc Kinh 1978 – 2019(PPP theo nhân dân tệ. Đô la quốc tế dựa trên IMF tháng 10 năm 2017) | Lịch sử Kinh tế Bắc Kinh 1978 – 2019(PPP theo nhân dân tệ. Đô la quốc tế dựa trên IMF tháng 10 năm 2017) | Lịch sử Kinh tế Bắc Kinh 1978 – 2019(PPP theo nhân dân tệ. Đô la quốc tế dựa trên IMF tháng 10 năm 2017) | Lịch sử Kinh tế Bắc Kinh 1978 – 2019(PPP theo nhân dân tệ. Đô la quốc tế dựa trên IMF tháng 10 năm 2017) | Lịch sử Kinh tế Bắc Kinh 1978 – 2019(PPP theo nhân dân tệ. Đô la quốc tế dựa trên IMF tháng 10 năm 2017) | Lịch sử Kinh tế Bắc Kinh 1978 – 2019(PPP theo nhân dân tệ. Đô la quốc tế dựa trên IMF tháng 10 năm 2017) | Lịch sử Kinh tế Bắc Kinh 1978 – 2019(PPP theo nhân dân tệ. Đô la quốc tế dựa trên IMF tháng 10 năm 2017) | Lịch sử Kinh tế Bắc Kinh 1978 – 2019(PPP theo nhân dân tệ. Đô la quốc tế dựa trên IMF tháng 10 năm 2017) | Lịch sử Kinh tế Bắc Kinh 1978 – 2019(PPP theo nhân dân tệ. Đô la quốc tế dựa trên IMF tháng 10 năm 2017) | Lịch sử Kinh tế Bắc Kinh 1978 – 2019(PPP theo nhân dân tệ. Đô la quốc tế dựa trên IMF tháng 10 năm 2017) | Lịch sử Kinh tế Bắc Kinh 1978 – 2019(PPP theo nhân dân tệ. Đô la quốc tế dựa trên IMF tháng 10 năm 2017) | Dân số thành thị nông thôn |
| Năm | GDP | GDP | GDP | GDP | GDP bình quân (GDPpc)dân số giữa năm                                                                     | GDP bình quân (GDPpc)dân số giữa năm                                                                     | GDP bình quân (GDPpc)dân số giữa năm                                                                     | Tỷ giá hiện tại                                                                                          | Tỷ giá hiện tại                                                                                          | Tỷ trọng                                                                                                 | Xếp hạng đại lục                                                                                         | Xếp hạng đại lục                                                                                         | Xếp hạng đại lục                                                                                         | Dân số thành thị nông thôn |
| Năm | GDP (triệu đô)                                                                                           | GDP (triệu đô)                                                                                           | GDP (triệu đô)                                                                                           | Tốc (%)                                                                                                  | GDPpc | GDPpc | GDPpc | Tỷ giá ngoại tệ                                                                                          | Tỷ giá ngoại tệ                                                                                          | Tỷ trọng                                                                                                 | GDP | Gc | Hạng tốc                                                                                                 | Dân số thành thị nông thôn |
| Năm | CNY | USD | PPP (Int'l$)                                                                                             | Tốc (%)                                                                                                  | CNY | USD | PPP (Int'l$)                                                                                             | 1 USD | 1 Int'l$ (PPP)                                                                                           | Tỷ trọng                                                                                                 | GDP | Gc | Hạng tốc                                                                                                 | Dân số thành thị nông thôn |
| 2018 | 3.031.998                                                                                                | 458.186                                                                                                  | 863.768                                                                                                  | 6.6 | 140.748                                                                                                  | 21.261                                                                                                   | 39.944                                                                                                   | 6.6174                                                                                                   | 3.4990                                                                                                   | 3.37 | 12 | 1 | 19 | 21.540.000                 |
| 2017 | 2.801.494                                                                                                | 414.920                                                                                                  | 796.87                                                                                                   | 6.7 | 128.994                                                                                                  | 19.105                                                                                                   | 36.692                                                                                                   | 6.7518                                                                                                   | 3.4996                                                                                                   | 3.41 | 12 | 1 | 23 | 21.710.000                 |
| 2016 | 2.566.910                                                                                                | 386.449                                                                                                  | 733.214                                                                                                  | 6.8 | 118.198                                                                                                  | 17.795                                                                                                   | 33.762                                                                                                   | 6.6423                                                                                                   | 3.5009                                                                                                   | 3.47 | 12 | 1 | 23 | 21.730.000                 |
| 2015 | 2.368.570                                                                                                | 369.285                                                                                                  | 667.297                                                                                                  | 6.9 | 109.602                                                                                                  | 17.597                                                                                                   | 30.878                                                                                                   | 6.2284                                                                                                   | 3.5495                                                                                                   | 3.35 | 13 | 2 | 26 | 21.170.000                 |
| 2014 | 2.194.410                                                                                                | 357.233                                                                                                  | 618.074                                                                                                  | 7.4 | 102.870                                                                                                  | 16.746                                                                                                   | 28.974                                                                                                   | 6.1428                                                                                                   | 3.5504                                                                                                   | 3.33 | 13 | 2 | 26 | 21.520.000                 |
| 2013 | 2.033.010                                                                                                | 328.265                                                                                                  | 568.372                                                                                                  | 7.7 | 97.178                                                                                                   | 15.691                                                                                                   | 27.168                                                                                                   | 6.1932                                                                                                   | 3.5769                                                                                                   | 3.34 | 13 | 2 | 31 | 21.150.000                 |
| 2012 | 1.835.010                                                                                                | 290.695                                                                                                  | 516.788                                                                                                  | 8.0 | 89.778                                                                                                   | 14.222                                                                                                   | 25.284                                                                                                   | 6.3125                                                                                                   | 3.5508                                                                                                   | 3.32 | 13 | 2 | 30 | 20.690.000                 |
| 2011 | 1.662.790                                                                                                | 257.446                                                                                                  | 474.337                                                                                                  | 8.1 | 83.547                                                                                                   | 12.935                                                                                                   | 23.833                                                                                                   | 6.4588                                                                                                   | 3.5055                                                                                                   | 3.33 | 13 | 3 | 31 | 20.190.000                 |
| 2010 | 1.444.160                                                                                                | 213.333                                                                                                  | 436.223                                                                                                  | 10.4 | 75.572                                                                                                   | 11.164                                                                                                   | 22.827                                                                                                   | 6.7695                                                                                                   | 3.3106                                                                                                   | 3.42 | 13 | 2 | 30 | 19.620.000                 |
| 2009 | 1.241.900                                                                                                | 181.804                                                                                                  | 393.317                                                                                                  | 10.0 | 68.405                                                                                                   | 10.014                                                                                                   | 21.664                                                                                                   | 6.8310                                                                                                   | 3.1575                                                                                                   | | 13 | 2 | | 18.500.000                 |
| 2008 | 1.139.200                                                                                                | 164.029                                                                                                  | 358.600                                                                                                  | 9.0 | 66.098                                                                                                   | 9.517 | 20.807                                                                                                   | 6.9451                                                                                                   | 3.1768                                                                                                   | | 13 | 2 | | 17.710.000                 |
| 2007 | 1.007.190                                                                                                | 132.455                                                                                                  | 334.071                                                                                                  | 14.4 | 61.470                                                                                                   | 8.084 | 20.389                                                                                                   | 7.6040                                                                                                   | 3.0149                                                                                                   | | | 2 | | 16.760.000                 |
| 2006 | 831.260                                                                                                  | 104.275                                                                                                  | 288.863                                                                                                  | 12.8 | 52.963                                                                                                   | 6.644 | 18.405                                                                                                   | 7.9718                                                                                                   | 2.8777                                                                                                   | | | 2 | | 16.010.000                 |
| 2005 | 714.140                                                                                                  | 87.178                                                                                                   | 249.787                                                                                                  | 12.3 | 47.127                                                                                                   | 5.753 | 16.484                                                                                                   | 8.1917                                                                                                   | 2.8590                                                                                                   | | | 2 | | 15.680.000                 |
| 2000 | 321.280                                                                                                  | 38.809                                                                                                   | 118.148                                                                                                  | 12.0 | 24.517                                                                                                   | 2.962 | 9.016 | 8.2784                                                                                                   | 2.7193                                                                                                   | | | 2 | | 14.930.000                 |
| 1995 | 150.770                                                                                                  | 18.054                                                                                                   | 55.239                                                                                                   | 12.0 | 12.690                                                                                                   | 1.520 | 4.649 | 8.3510                                                                                                   | 2.7294                                                                                                   | | | | | 13.560.000                 |
| 1990 | 50.080                                                                                                   | 10.470                                                                                                   | 29.414                                                                                                   | 5.2 | 4.635 | 969 | 2.722 | 4.7832                                                                                                   | 1.7026                                                                                                   | | | | | 12.230.000                 |
| 1985 | 25.710                                                                                                   | 8.755 | 18.342                                                                                                   | 8.7 | 2.643 | 900 | 1.886 | 2.9366                                                                                                   | 1.4017                                                                                                   | | | | |                            |
| 1980 | 13.910                                                                                                   | 9.283 | 9.301 | 11.8 | 1.544 | 1.030 | 1.032 | 1.4984                                                                                                   | 1.4955                                                                                                   | | | | |                            |
| 1978 | 10.880                                                                                                   | 6.462 | | 10.5 | 1.257 | 747 | | 1.6836                                                                                                   | | | | | |                            |
| Sáu khu sản xuất kinh tế cao cấp tại Bắc Kinh, chiếm 43,3% GDP Bắc Kinh                                  | | | | | | | | | | | | | |                            |
| | | | | | | | | | | | | Công nghệ                                                                                                | |                            |
| Khu Trung Quan Thôn                                                                                      | Khu Trung Quan Thôn                                                                                      | Khu Trung Quan Thôn                                                                                      | Đường Tài chính Bắc Kinh                                                                                 | Đường Tài chính Bắc Kinh                                                                                 | Khu kinh tế trung tâm Bắc Kinh                                                                           | Khu kinh tế trung tâm Bắc Kinh                                                                           | Sân bay quốc tế Thủ đô Bắc Kinh                                                                          | Sân bay quốc tế Thủ đô Bắc Kinh                                                                          | Khu Olympic Xanh Bắc Kinh                                                                                | Khu Olympic Xanh Bắc Kinh                                                                                | Khu Olympic Xanh Bắc Kinh                                                                                | | |                            |

Năm 2018, Bắc Kinh là đơn vị hành chính (gồm 04 thành phố trực thuộc trung ương, 22 tỉnh, 05 khu tự trị và 02 đặc khu hành chính) đông thứ 26 về số dân với 21,5 triệu dân và đứng thứ 12 về kinh tế Trung Quốc và GDP đạt 3.032 tỉ NDT (458,2 tỉ USD) tương ứng với Áo hay Na Uy. Bắc Kinh có chỉ số GDP đầu người đứng thứ nhất Trung Quốc đại lục, thứ ba toàn quốc (sau Ma Cao và Hồng Kông), đạt 140.760 NDT (tương đương 21.261 USD). Thành phố là trụ sở của nhiều công ty trong Fortune Global 500, Bắc Kinh cũng được mô tả là vượt qua New York năm 2016 để trở thành "Thủ đô tỷ phú của thế giới".

### Vùng kinh tế

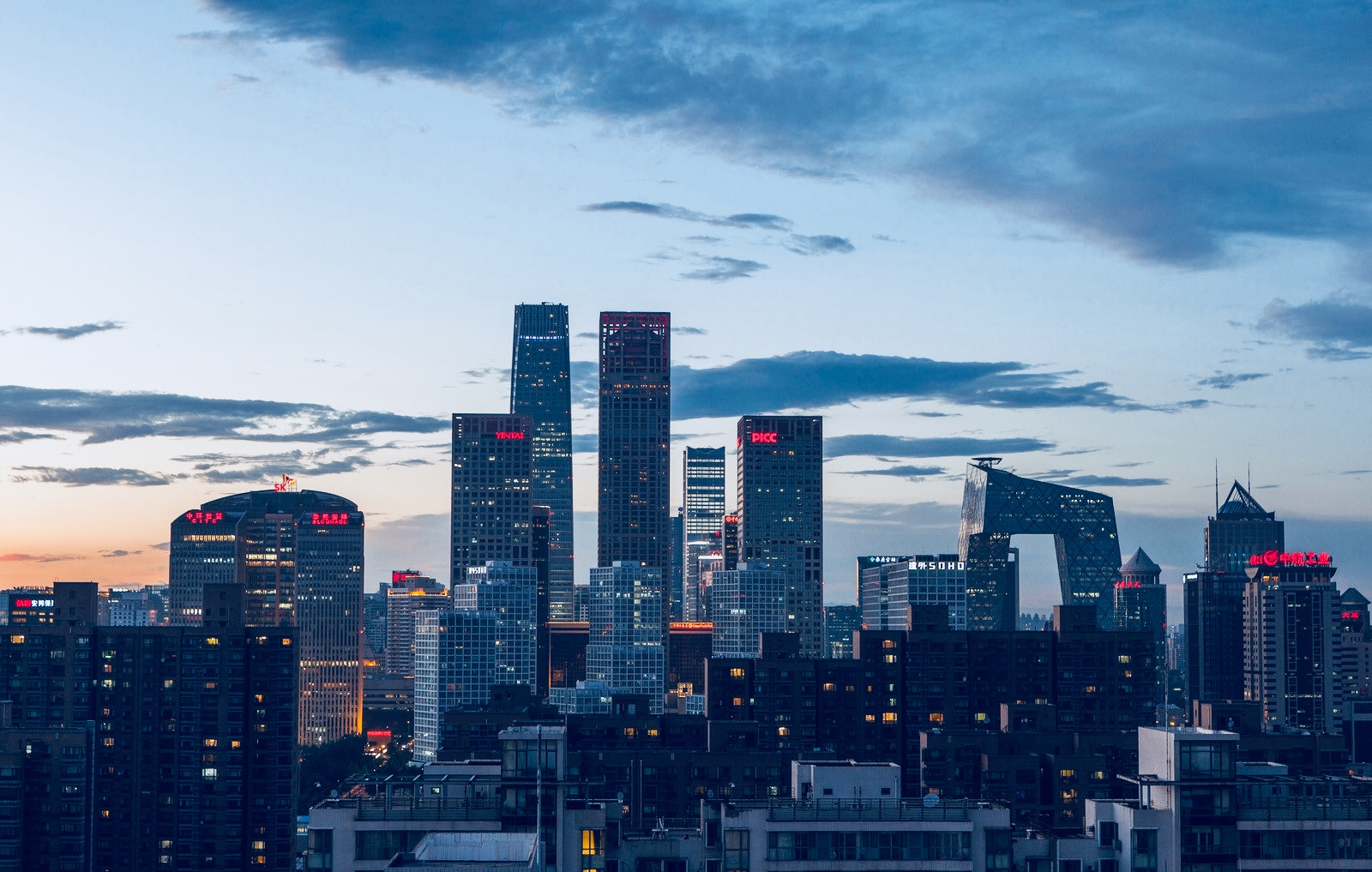
Đường chân trời Bắc Kinh CBD

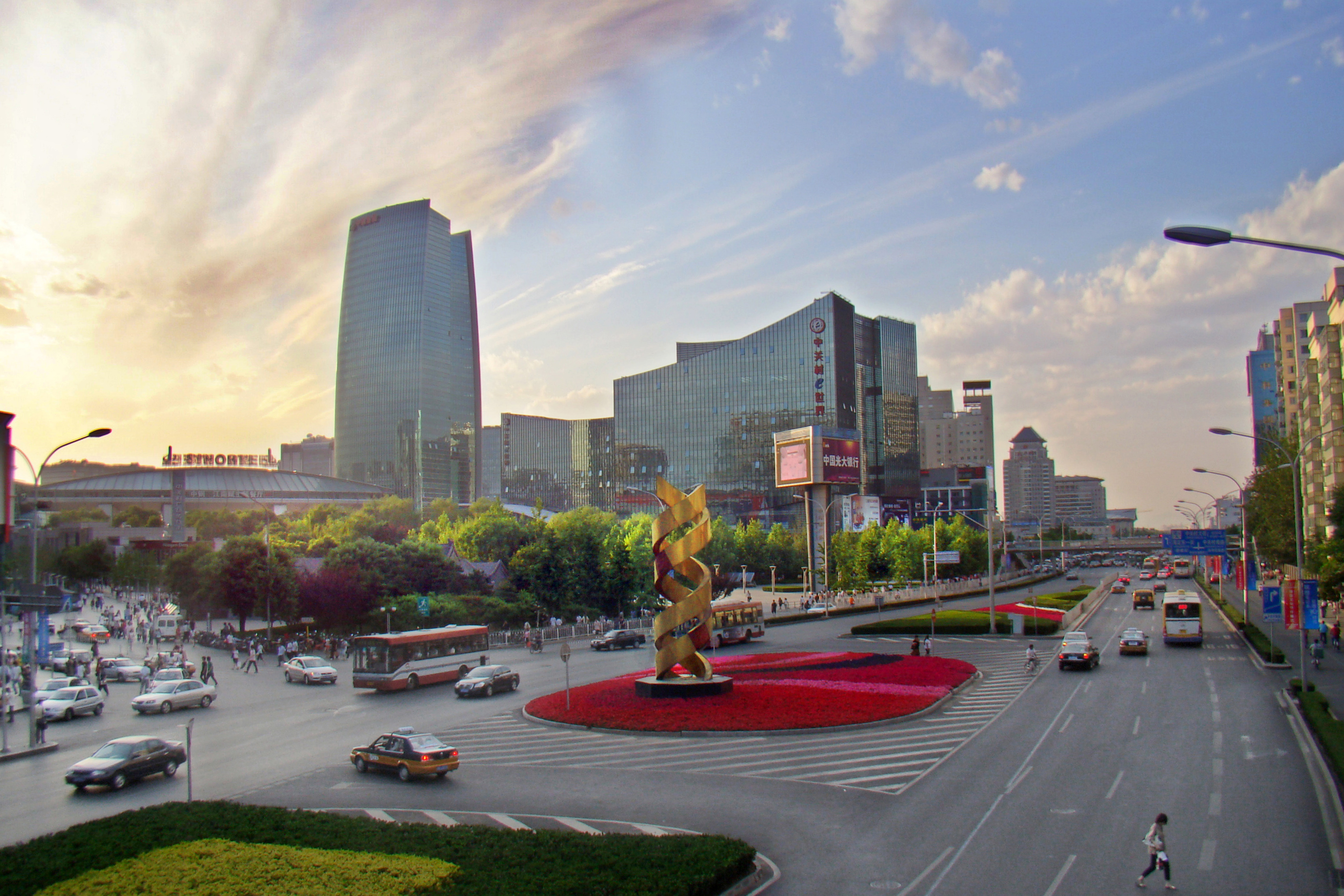
Zhongguancun là một trung tâm công nghệ ở quận Hải Điến.

Năm 2006, chính quyền thành phố đã xác định sáu khu vực sản xuất kinh tế cao cấp xung quanh Bắc Kinh là động lực chính cho tăng trưởng kinh tế địa phương. Năm 2012, sáu khu vực đã sản xuất 43,3% GDP của thành phố, tăng từ 36,5% trong năm 2007 Sáu khu là:
- Trung Quan Thôn, làng silicon của Trung Quốc ở quận |Hải Điến phía tây bắc thành phố, là nơi có cả các công ty công nghệ mới thành lập và khởi nghiệp. Tính đến quý 2 năm 2014, trong số 9,895 công ty đã đăng ký tại một trong sáu khu vực, 6.150 được đặt tại Trung Quan Thôn.
- Phố tài chính Bắc Kinh, ở quận Tây Thành ở phía tây thành phố giữa Fuxingmen và Fuchengmen, được bao quanh bởi những trụ sở của các ngân hàng nhà nước lớn và các công ty bảo hiểm. Các cơ quan quản lý tài chính của đất nước bao gồm ngân hàng trung ương, cơ quan quản lý ngân hàng, cơ quan quản lý chứng khoán và cơ quan ngoại hối được đặt tại khu vực lân cận.
- Khu thương mại trung tâm Bắc Kinh (CBD), thực sự nằm ở phía đông trung tâm thành phố, gần các đại sứ quán dọc theo đường vành đai thứ ba phía đông giữa Jianguomenwai và Chaoyangmenwai. CBD là nơi có hầu hết các tòa nhà văn phòng nhà chọc trời của thành phố. Hầu hết các công ty nước ngoài và các công ty dịch vụ chuyên nghiệp của thành phố đều có trụ sở tại CBD.
- Khu vực phát triển kinh tế và công nghệ Bắc Kinh, còn được gọi là Yizhuang, là một khu công nghiệp nằm ở phía Nam đường vành đai thứ năm ở quận Đại Hưng. Nó đã thu hút các công ty dược phẩm, công nghệ thông tin và kỹ thuật vật liệu.
- Khu kinh tế sân bay Bắc Kinh được thành lập năm 1993 và bao quanh sân bay quốc tế Thủ đô Bắc Kinh ở quận Thuận Nghĩa phía tây bắc thành phố. Ngoài hậu cần, dịch vụ hàng không và các công ty thương mại, khu vực này cũng là nhà của các nhà máy lắp ráp ô tô của Bắc Kinh.
- Khu trung tâm Olympic Bắc Kinh bao quanh công viên Olympic nằm ở phía bắc trung tâm thành phố và đang phát triển thành một trung tâm hội nghị giải trí, thể thao, du lịch và kinh doanh.
- Thạch Cảnh Sơn, ở vùng ngoại ô phía tây của thành phố, là một cơ sở công nghiệp nặng truyền thống để sản xuất thép. Các nhà máy hóa chất tập trung ở vùng ngoại ô phía đông.

Doanh nghiệp ít hợp pháp cũng tồn tại. Đô thị Bắc Kinh được biết đến là một trung tâm của hàng hóa bị vi phạm bản quyền; bất cứ thứ gì từ quần áo thiết kế mới nhất cho đến DVD đều có thể tìm thấy ở các thị trường trên toàn thành phố, thường được bán cho người nước ngoài và khách quốc tế.

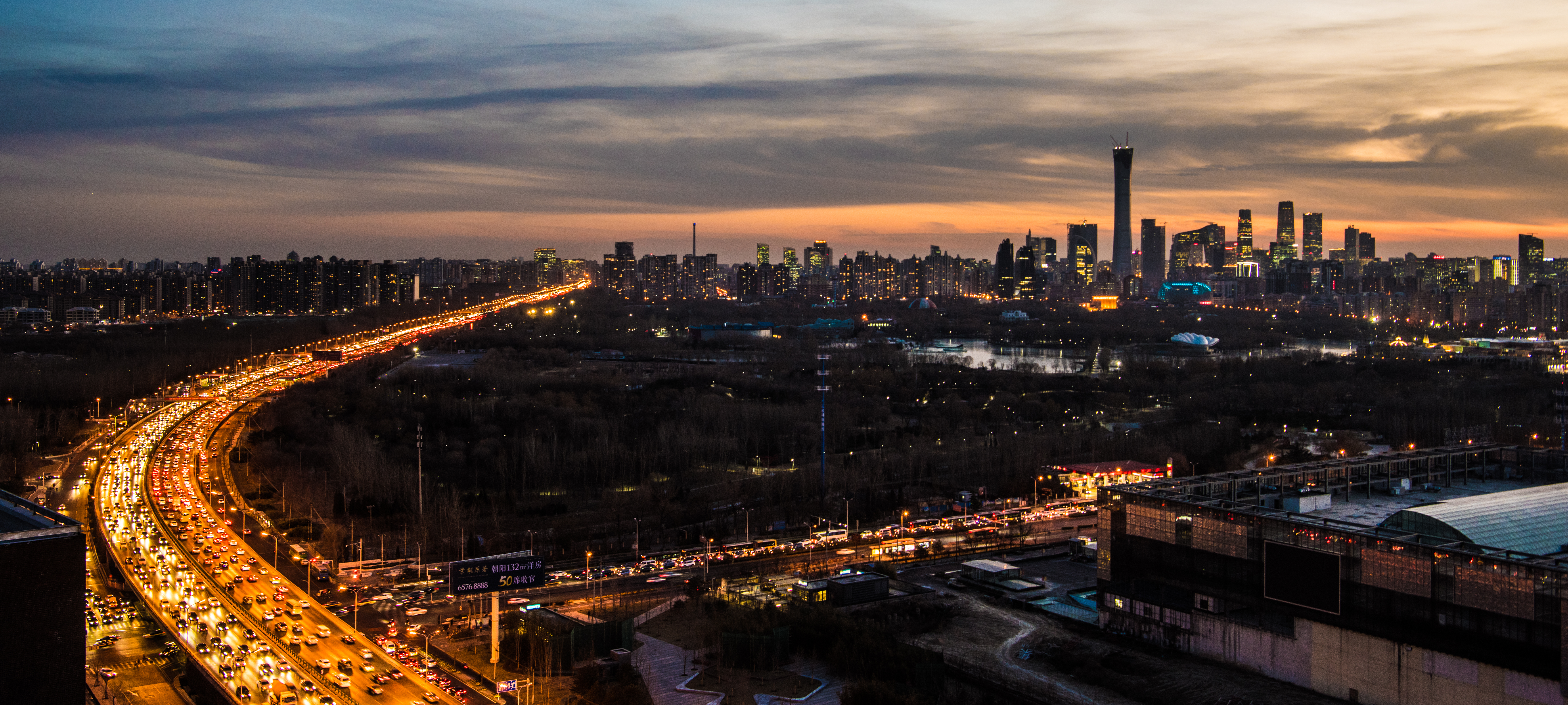
Bắc Kinh skyline năm 2018 từ Đường Tứ Hoàn.

Một số khu vực trung tâm, kinh tế, du lịch Bắc Kinh.
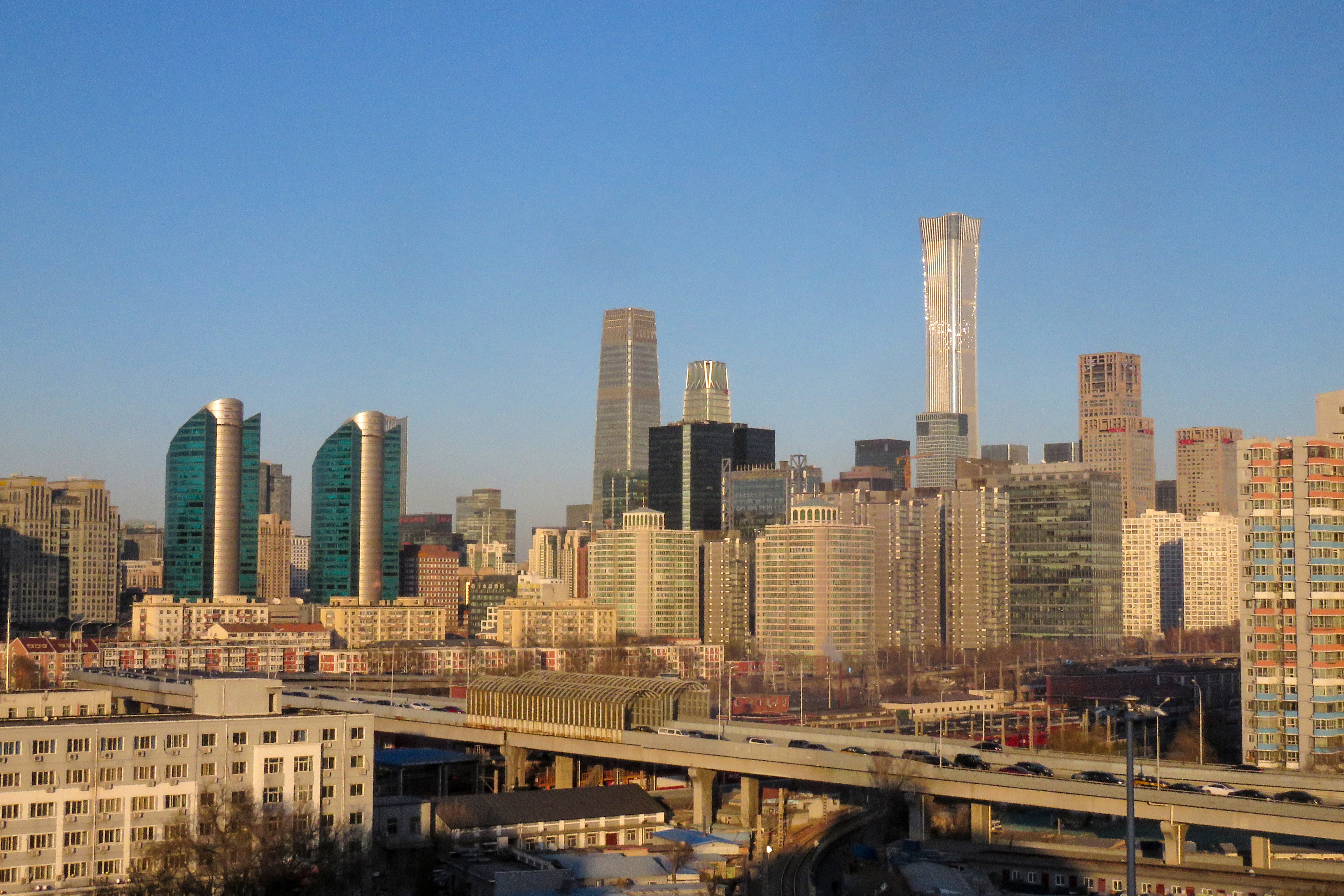
Khu trung tâm kinh tế Bắc Kinh năm 2019.
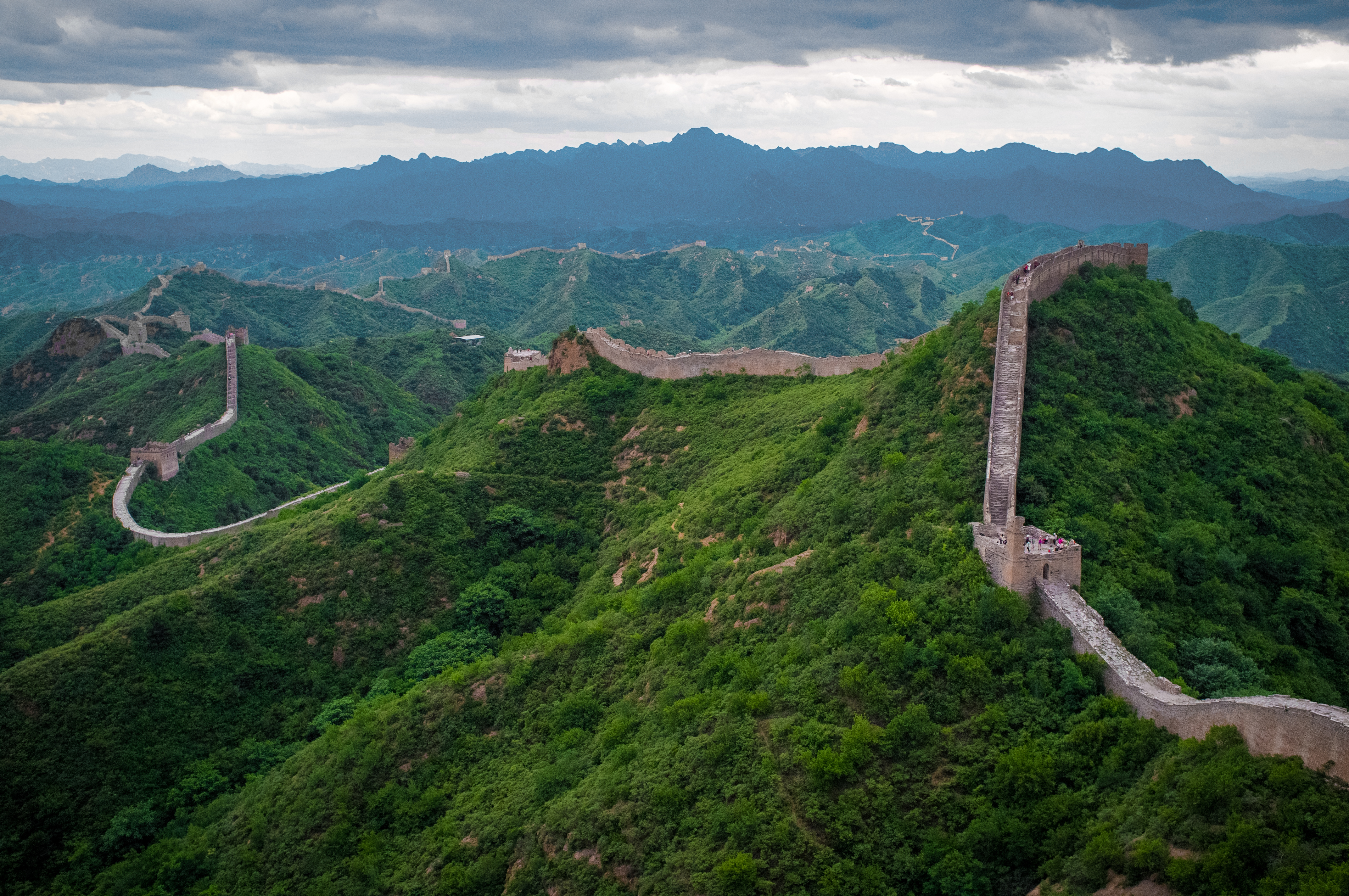
Vạn Lý Trường Thành tại Kim Sơn Lĩnh
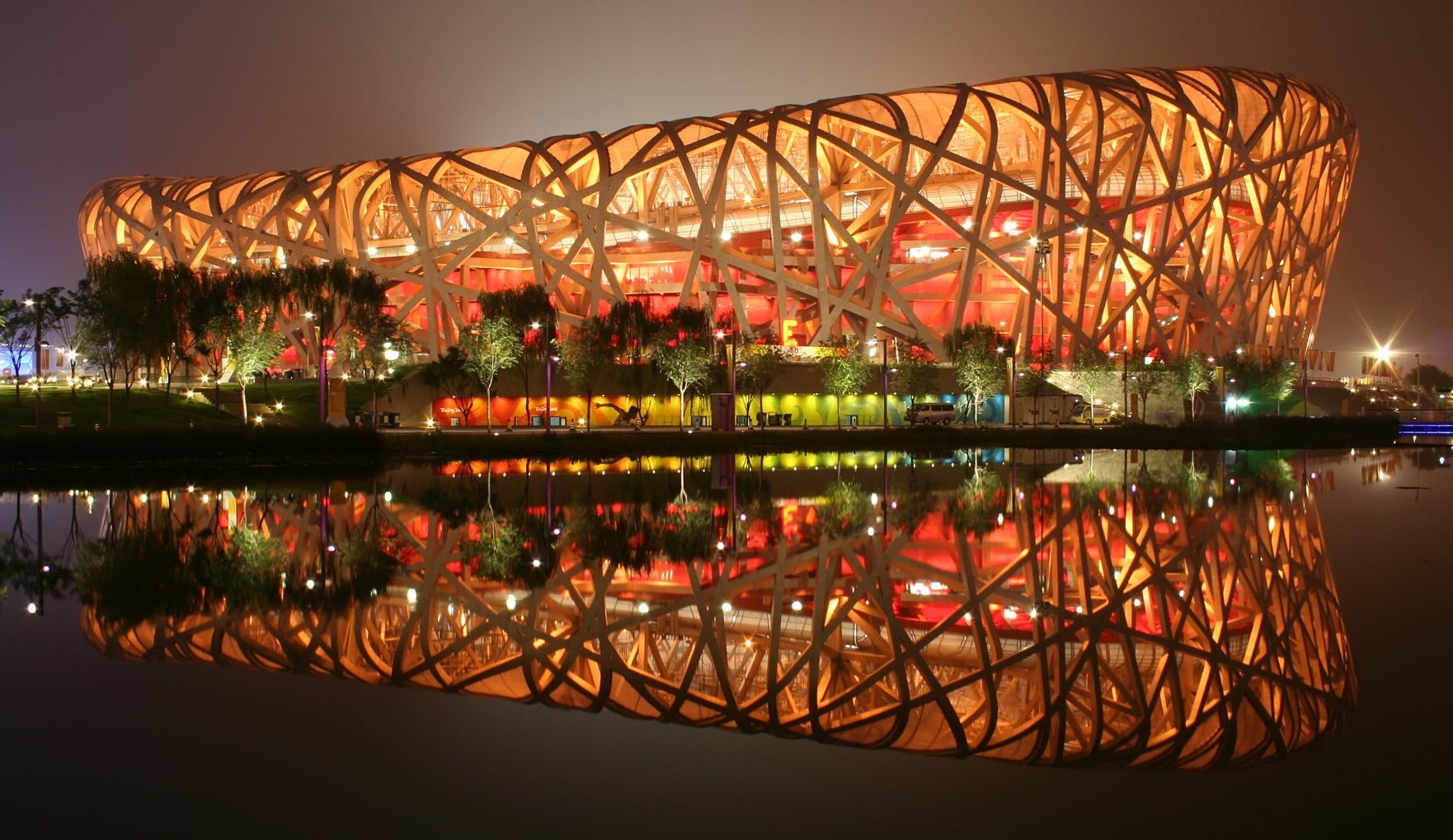
Sân vận động quốc gia Bắc Kinh
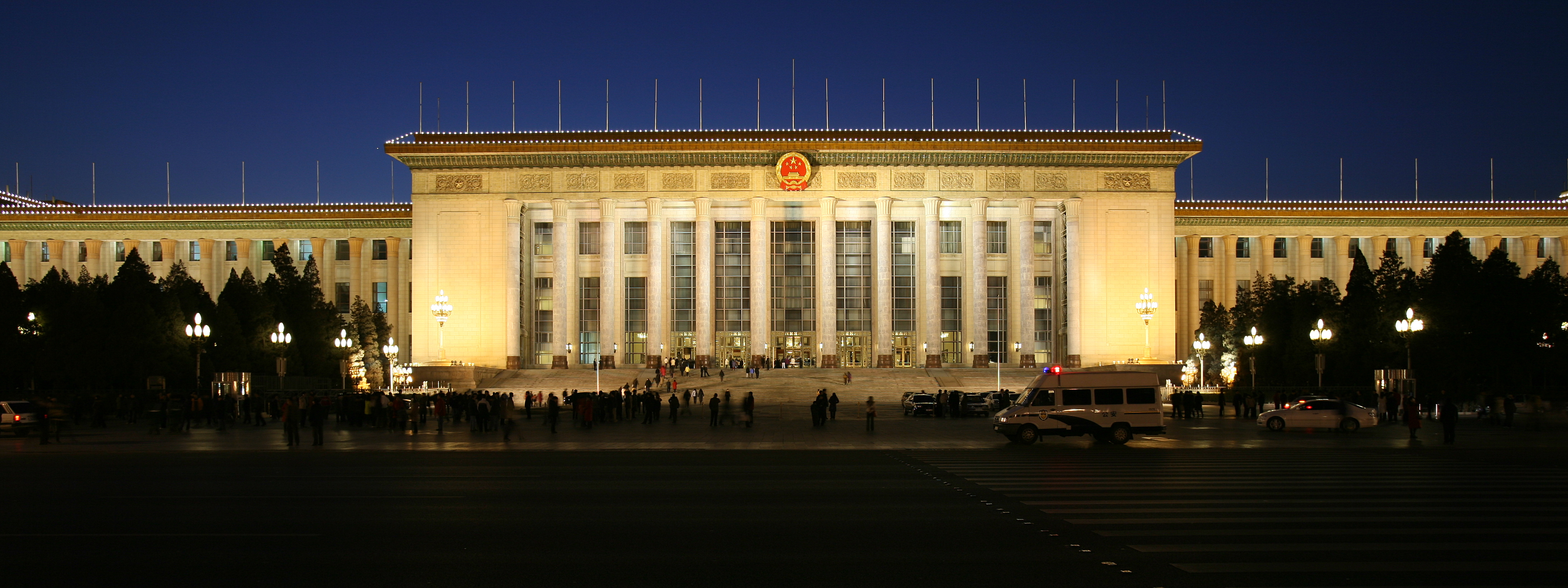
Đại lễ đường Nhân dân
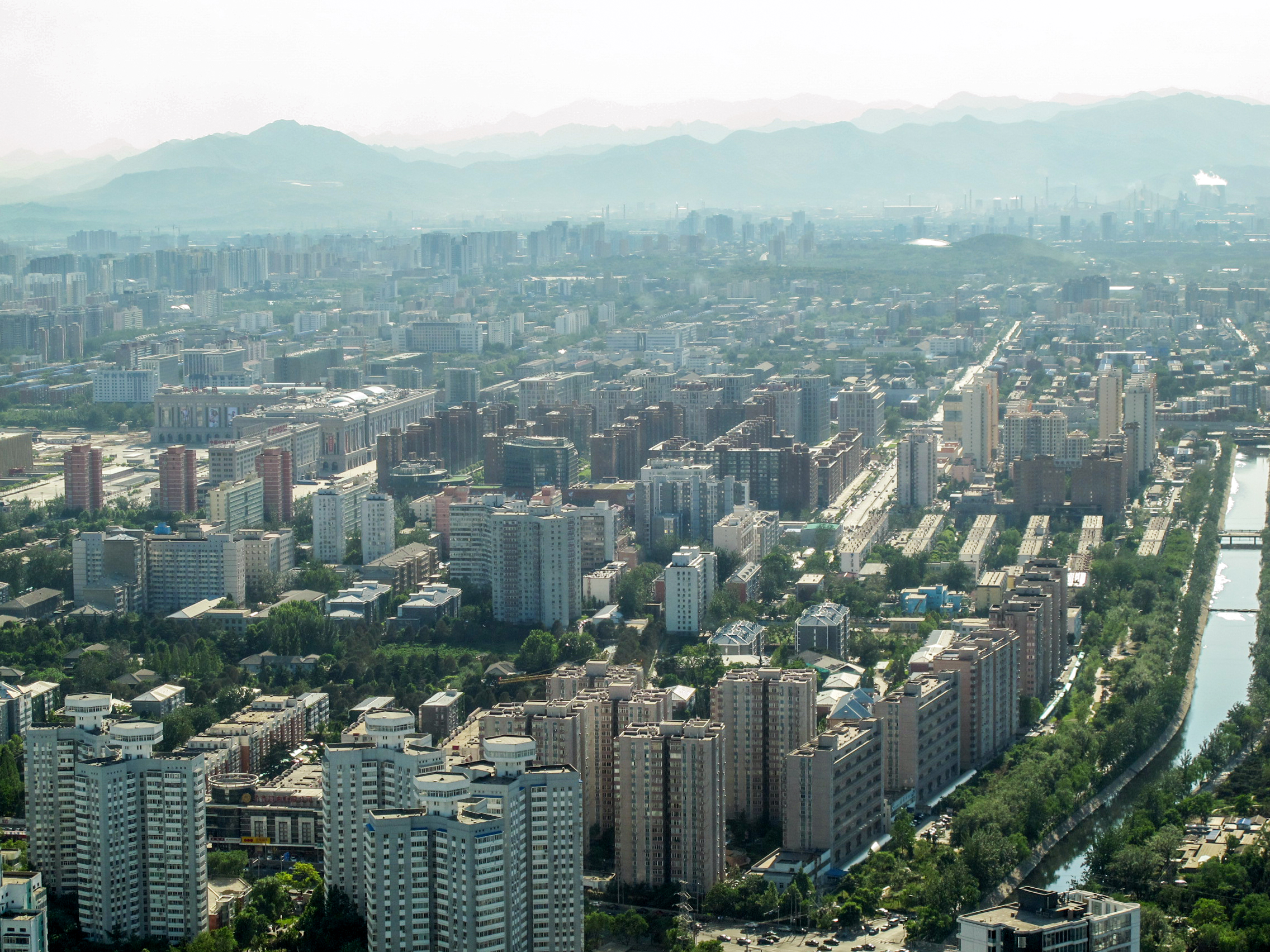
Quận Hải Điến năm 2010.
Quận Thông ChâuQuận Thông Châu

## Vấn đề môi trường
Bắc Kinh có một lịch sử lâu dài về các vấn đề môi trường. Từ năm 2000 đến 2009, phạm vi đô thị của Bắc Kinh tăng gấp bốn lần, điều này không chỉ làm tăng mạnh mức độ phát thải của con người, mà còn thay đổi căn bản khí tượng, ngay cả khi không bao gồm khí thải của xã hội loài người. Ví dụ, bề mặt suất phản chiếu, tốc độ gió và độ ẩm gần bề mặt đã giảm, trong khi nhiệt độ không khí trên mặt đất và gần bề mặt, độ pha loãng không khí theo chiều dọc và nồng độ ôzôn đã tăng lên. Do các yếu tố kết hợp của đô thị hóa và ô nhiễm do đốt nhiên liệu hóa thạch, Bắc Kinh thường bị ảnh hưởng bởi vấn đề môi trường nghiêm trọng, ảnh hưởng rất lớn đến sức khỏe của nhiều người dân.
Vào năm 2013, sương khói dày đặc đã tấn công Bắc Kinh và hầu hết các vùng phía bắc Trung Quốc, ảnh hưởng đến tổng cộng 600 triệu người. Từ đó, ô nhiễm không khí đã trở thành một mối quan tâm kinh tế và xã hội quan trọng ở Trung Quốc. Sau đó chính phủ Bắc Kinh đã công bố các biện pháp để giảm ô nhiễm không khí, ví dụ như giảm tỷ trọng đốt than từ 24% trong năm 2012 xuống 10% trong năm 2017, trong khi chính phủ quốc gia ra lệnh cho các phương tiện ô nhiễm nặng bị loại bỏ từ năm 2015 đến năm 2017 và nỗ lực chuyển đổi hệ thống năng lượng sang sử dụng nguồn năng lượng sạch..

### Chất lượng không khí

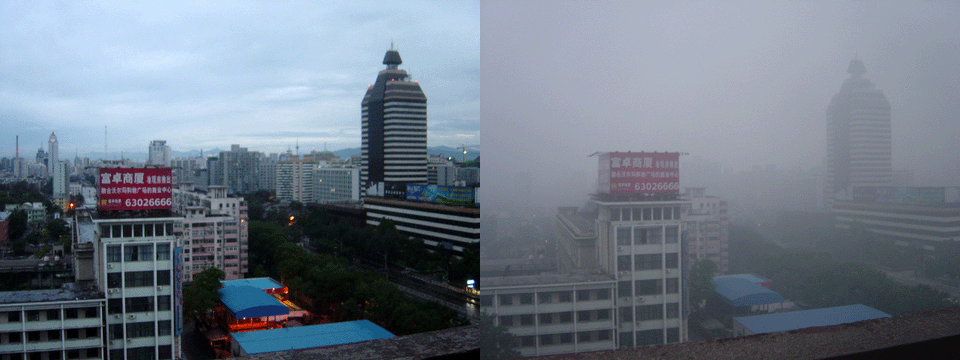
Ô nhiễm không khí nặng nề đã dẫn đến khói bụi lan rộng. Những bức ảnh này, được chụp vào tháng 8 năm 2005, cho thấy sự thay đổi về chất lượng không khí của Bắc Kinh.

Nghiên cứu chung giữa các nhà nghiên cứu Mỹ và Trung Quốc năm 2006 đã kết luận rằng phần lớn ô nhiễm của thành phố đến từ các thành phố và tỉnh lân cận khác. Trung bình 35-60% ozone có thể được truy tìm đến các nguồn bên ngoài thành phố. Tỉnh Sơn Đông và đô thị Thiên Tân có "ảnh hưởng đáng kể đến chất lượng không khí của Bắc Kinh", một phần do gió nam/đông nam phát triển mạnh trong mùa hè và các ngọn núi ở phía bắc và tây bắc.
Để chuẩn bị cho Thế vận hội Mùa hè 2008 và thực hiện lời hứa để làm sạch không khí của thành phố, gần 17 tỷ USD đã được chi. Bắc Kinh đã thực hiện một số kế hoạch cải thiện không khí trong suốt thời gian diễn ra Thế vận hội, bao gồm tạm dừng hoạt động tại tất cả các công trường xây dựng, đóng cửa nhiều nhà máy ở Bắc Kinh, tạm thời đóng cửa ngành công nghiệp ở các khu vực lân cận, đóng cửa một số trạm xăng, và cắt giảm lưu lượng xe máy một nửa bằng cách giới hạn người lái xe trong những ngày lẻ hoặc chẵn (dựa trên số biển số xe), giảm giá vé xe buýt và tàu điện ngầm, mở các tuyến tàu điện ngầm mới và cấm các phương tiện phát thải cao. Thành phố tiếp tục triển khai lắp ráp 3.800 xe buýt chạy bằng khí đốt tự nhiên, một trong những hệ thống tàu điện ngầm khí thiên nhiên lớn nhất thế giới. Bắc Kinh trở thành thành phố đầu tiên ở Trung Quốc yêu cầu tương đương với tiêu chuẩn khí thải Euro 4.
Đốt than chiếm khoảng 40% PM 2.5 ở Bắc Kinh và cũng là nguồn cung cấp nitơ và lưu huỳnh dioxide chính. Từ năm 2012, thành phố đã chuyển đổi các nhà máy nhiệt điện than để đốt khí đốt tự nhiên và đặt mục tiêu giới hạn mức tiêu thụ than hàng năm ở mức 20 triệu tấn. Năm 2011, thành phố đã đốt 26,3 triệu tấn than, 73% trong số đó là để sưởi ấm và sản xuất điện và phần còn lại cho công nghiệp. Phần lớn các chất gây ô nhiễm không khí của thành phố được phát ra từ các khu vực lân cận. Tiêu thụ than ở thành phố láng giềng Thiên Tân dự kiến sẽ tăng từ 48 đến 63 triệu tấn từ năm 2011 đến 2015. Tỉnh Hà Bắc đã đốt hơn 300 triệu tấn than trong năm 2011, nhiều hơn cả nước Đức, trong đó chỉ có 30% được sử dụng để sản xuất điện và một phần đáng kể để sản xuất thép và xi măng. Các nhà máy điện ở các khu vực khai thác than ở Sơn Tây, Nội Mông và Thiểm Tây, nơi tiêu thụ than đã tăng gấp ba lần từ năm 2000, và Sơn Đông cũng góp phần gây ô nhiễm không khí ở Bắc Kinh. Sơn Đông, Sơn Tây, Hà Bắc và Nội Mông, lần lượt xếp hạng từ thứ nhất đến thứ tư, trong số các tỉnh của Trung Quốc theo tiêu thụ than. Có bốn nhà máy nhiệt điện than lớn trong thành phố để cung cấp điện cũng như sưởi ấm trong mùa đông. Nhà máy đầu tiên (Nhà máy nhiệt điện Gaojing) đã ngừng hoạt động vào năm 2014. Hai nhà máy khác đã ngừng hoạt động vào tháng 3 năm 2015. Nhà máy cuối cùng (Nhà máy Nhiệt điện Huaneng) sẽ đóng cửa vào năm 2016. Từ năm 2013 đến 2017, thành phố đã lên kế hoạch giảm 13 triệu tấn tiêu thụ than và tiêu thụ than xuống còn 15 triệu tấn trong năm 2015.
Chính phủ đôi khi sử dụng các biện pháp gieo hạt trên đám mây để tăng khả năng có mưa rào trong khu vực để làm sạch không khí trước các sự kiện lớn, như trước cuộc diễu hành kỷ niệm 60 năm vào năm 2009 cũng như để chống lại các điều kiện hạn hán trong khu vực. Tuy nhiên, gần đây, chính phủ đã tăng cường sử dụng các biện pháp như tạm thời đóng cửa các nhà máy và thực hiện các hạn chế lớn hơn đối với ô tô trên đường, như trong sự kiện "một APEC xanh" và "diễu hành màu xanh", trong thời gian ngắn và ngay trước APEC Trung Quốc 2014 và Cuộc diễu hành Ngày Chiến thắng 2015. Trong và trước các sự kiện này, chất lượng không khí của Bắc Kinh đã được cải thiện đáng kể, chỉ trở lại mức không lành mạnh ngay sau đó.
Chất lượng không khí Bắc Kinh thường kém, đặc biệt là vào mùa đông. Vào giữa tháng 1 năm 2013, chất lượng không khí của Bắc Kinh đã được đo trên đỉnh đại sứ quán Hoa Kỳ của thành phố với mật độ PM2,555 microgam trên mét khối, vượt xa chỉ số chất lượng không khí của Cơ quan Bảo vệ Môi trường Hoa Kỳ. Nó đã được báo cáo rộng rãi, ban đầu thông qua một tài khoản Twitter, rằng tình trạng này là "xấu một cách điên rồ". Điều này sau đó đã được thay đổi thành "ngoài chỉ số".
Vào ngày 8 và 9 tháng 12 năm 2015, Bắc Kinh đã có cảnh báo sương khói đầu tiên, đóng cửa phần lớn ngành công nghiệp và các doanh nghiệp thương mại khác trong thành phố. Cuối tháng khác, một "báo động đỏ" về sương mù khác đã được ban hành.
Theo thông báo của văn phòng bảo vệ môi trường của Bắc Kinh vào tháng 11 năm 2016, bắt đầu từ năm 2017, những chiếc ô tô cũ gây ô nhiễm cao sẽ bị cấm lái bất cứ khi nào sương khói "cảnh báo đỏ" được thông qua trong thành phố hoặc các khu vực lân cận.
Trong những năm gần đây, đã có sự giảm thiểu đáng kể các chất ô nhiễm sau khi "cuộc chiến chống ô nhiễm" được tuyên bố vào năm 2014, với việc Bắc Kinh chứng kiến giảm 35% các hạt mịn trong năm 2017.

### Cách phân biệt
Do mức độ ô nhiễm không khí cao của Bắc Kinh, có nhiều cách thống kê khác nhau theo các nguồn khác nhau về vấn đề này. Các thống kê ô nhiễm hàng ngày tại 27 trạm giám sát xung quanh thành phố được báo cáo trên trang web của Cục Bảo vệ Môi trường Bắc Kinh (BJEPB). Đại sứ quán Bắc Kinh của Mỹ cũng báo cáo mức độ hạt mịn hàng giờ (PM2,5) và nồng độ ozone trên Twitter. Do BJEPB và Đại sứ quán Hoa Kỳ đo các chất gây ô nhiễm khác nhau theo các tiêu chí khác nhau, mức độ ô nhiễm và tác động đến sức khỏe con người được báo cáo bởi BJEPB thường thấp hơn so với báo cáo của Đại sứ quán Hoa Kỳ.
Sương khói đang gây ra tất cả các loại tác hại và khiến công chúng gặp nguy hiểm nói chung. Ô nhiễm không khí trực tiếp dẫn đến tác động đáng kể đến tốc độ di chuyển của bệnh tim mạch và bệnh hô hấp ở Bắc Kinh. Tiếp xúc với nồng độ lớn của không khí bị ô nhiễm có thể gây ra các vấn đề về hô hấp và tim mạch, có thể dẫn đến nguy cơ nhập viện và thậm chí tử vong.

Ô nhiễm không khí của Bắc Kinh năm 2016, được đo bởi Air Quality Index
Ô nhiễm nghiêm trọng
Ô nhiễm nặng
Ô nhiễm vừa phải
Ô nhiễm nhẹ
Trung bình
Tốt

### Bão bụi
Bụi từ sự xói mòn của các hoang mạc ở phía bắc và tây bắc Trung Quốc dẫn đến những cơn bão bụi theo mùa gây ra nhiều dịch bệnh cho thành phố; Văn phòng Điều chỉnh Thời tiết Bắc Kinh đôi khi tạo ra lượng mưa một cách giả tạo để chống lại những cơn bão như vậy và giảm thiểu tác động của chúng. Chỉ trong bốn tháng đầu năm 2006, đã có không dưới tám cơn bão như vậy. Vào tháng 4 năm 2002, một cơn bão bụi đã đổ gần 50.000 tấn bụi vào thành phố trước khi di chuyển sang Nhật Bản và Hàn Quốc.

## Nhân khẩu
Năm 2013, Bắc Kinh có tổng dân số 21.148 triệu người trong đô thị, trong đó 18.251 triệu người cư trú ở các quận nội thành hoặc thị trấn ngoại ô và 2,897 triệu người sống ở các làng nông thôn. Khu vực đô thị bao gồm được OECD (Tổ chức Hợp tác và Phát triển Kinh tế) ước tính có, tính đến năm 2010, dân số là 24,9 triệu người.
Trong Trung Quốc, thành phố đứng thứ hai về dân số toàn đô thị sau Thượng Hải và thứ ba về dân số trong thành thị sau Thượng Hải và Trùng Khánh. Bắc Kinh cũng được xếp hạng trong số những thành phố đông dân nhất thế giới, một sự khác biệt mà thành phố này đã nắm giữ trong suốt 800 năm qua, đặc biệt là trong thế kỷ 15 đến đầu thế kỷ 19 khi đây là thành phố lớn nhất thế giới.
Khoảng 13 triệu cư dân của thành phố vào năm 2013 đã có giấy phép hộ khẩu địa phương, cho phép họ được thường trú tại Bắc Kinh. 8 triệu cư dân còn lại có giấy phép hộ khẩu ở nơi khác và không đủ điều kiện để nhận một số lợi ích xã hội được cung cấp bởi chính quyền thành phố Bắc Kinh.
Dân số tăng trong năm 2013 thêm 455.000 hoặc khoảng 7% so với năm trước và tiếp tục xu hướng tăng trưởng nhanh trong một thập kỷ. Tổng dân số năm 2004 là 14,213 triệu người. Sự gia tăng dân số được thúc đẩy chủ yếu bởi di cư. Tỷ lệ gia tăng tự nhiên của dân số năm 2013 chỉ là 0,441%, dựa trên tỷ lệ sinh là 8,93 và tỷ lệ tử vong là 4,52. Cân bằng giới tính là 51,6% nam và 48,4% nữ.
Người trong độ tuổi lao động chiếm gần 80% dân số. So với năm 2004, cư dân ở độ tuổi 014, tỷ lệ dân số giảm từ 9,96% xuống 9,5% năm 2013 và cư dân trên 65 tuổi giảm từ 11,12% xuống 9,2%. Từ năm 2000 đến năm 2010, tỷ lệ cư dân thành phố có ít nhất một số giáo dục đại học tăng gần gấp đôi từ 16,8% lên 31,5%. Khoảng 22,2% có một số giáo dục trung học và 31% đã đạt đến trung học cơ sở.
Theo điều tra dân số năm 2010, gần 96% dân số Bắc Kinh là người gốc Hán. Trong số 800.000 dân tộc thiểu số sống ở thủ đô, người Mãn (336.000), người Hồi (249.000), người Triều Tiên (77.000), người Mông Cổ (37.000) và người Thổ Gia (24.000) tạo thành năm nhóm lớn nhất. Ngoài ra, có 8.045 cư dân Hồng Kông, 500 cư dân Ma Cao và 7.772 cư dân Đài Loan cùng với 91.128 người nước ngoài đã đăng ký sống ở Bắc Kinh. Một nghiên cứu của Viện Khoa học Bắc Kinh ước tính rằng trong năm 2010, có trung bình 200.000 người nước ngoài sống ở Bắc Kinh vào bất kỳ ngày nào, bao gồm cả sinh viên, khách du lịch và khách du lịch không được tính là cư dân đã đăng ký.
Năm 2017, chính phủ Trung Quốc đã thực hiện kiểm soát dân số cho Bắc Kinh và Thượng Hải. Từ chính sách này, dân số Bắc Kinh đã giảm 20.000 từ năm 2016 đến 2017.

## Văn hóa

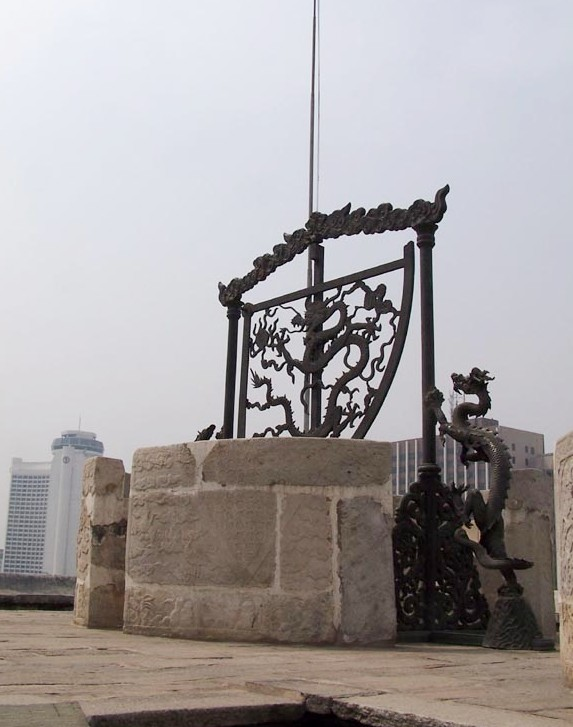
Đài quan sát cổ Bắc Kinh

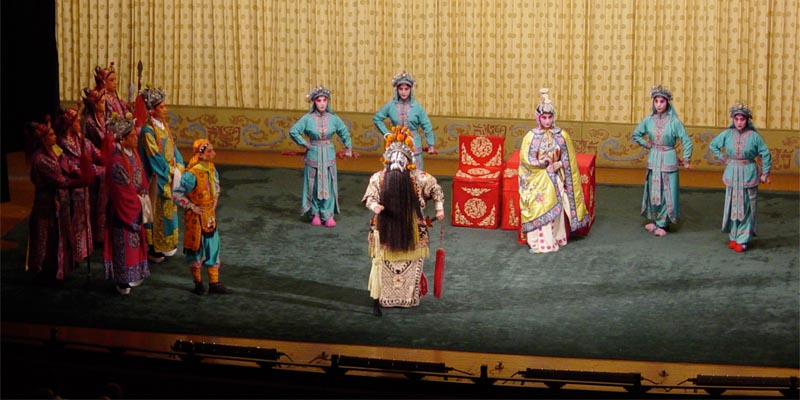
Cảnh trong một vở Kinh kịch

Kinh kịch là một thể loại kịch nghệ truyền thống được biết đến khắp Trung Quốc. Kinh kịch thường được tán dương là một trong các thành tựu lớn nhất của văn hóa Trung Quốc. Thể loại kịch nghệ này được biểu diễn với việc kết hợp điệu hát, đối thoại, và hành động theo quy luật liên quan đến cử chỉ, chuyển động, chiến đấu và nhào lộn. Kinh kịch phần lớn được biểu diễn bằng cổ ngữ, khá khác so với phương ngữ Bắc Kinh hiện nay.
Ẩm thực Bắc Kinh tiếp thu các truyền thống nấu nướng trên khắp Trung Quốc, trong đó vịt quay Bắc Kinh có lẽ là món ăn được biết đến nhiều nhất. Phục linh giáp bính (茯苓夹饼) là một loại đồ ăn nhanh truyền thống của Bắc Kinh, nó là một cái bánh (bính) giống như một chiếc đĩa phẳng và được nhồi một thứ được làm từ phục linh, một loại nấm được sử dụng trong Trung y. Các trà quán khá phổ biển tại Bắc Kinh.
Công nghệ và truyền thống làm Cảnh Thái lam (景泰蓝) là một đặc trưng nghệ thuật của Bắc Kinh, và là một trong những nghề thủ công được tôn kính nhất tại Trung Quốc. Muốn làm được Cảnh Thái lam phải có các quy trình tỉ mỉ và phức tạp. Sơn màu Bắc Kinh cũng nổi tiếng với các mẫu hình tinh tế và có hồn được khắc trên bề mặt.
Trong những thập niên gần đây, các cư dân trẻ của Bắc Kinh đã bị thu hút vào cuộc sống về đêm, phá vỡ truyền thống văn hóa khi xưa là chỉ hạn chế trong tầng lớp thượng lưu.

### Chỗ đến

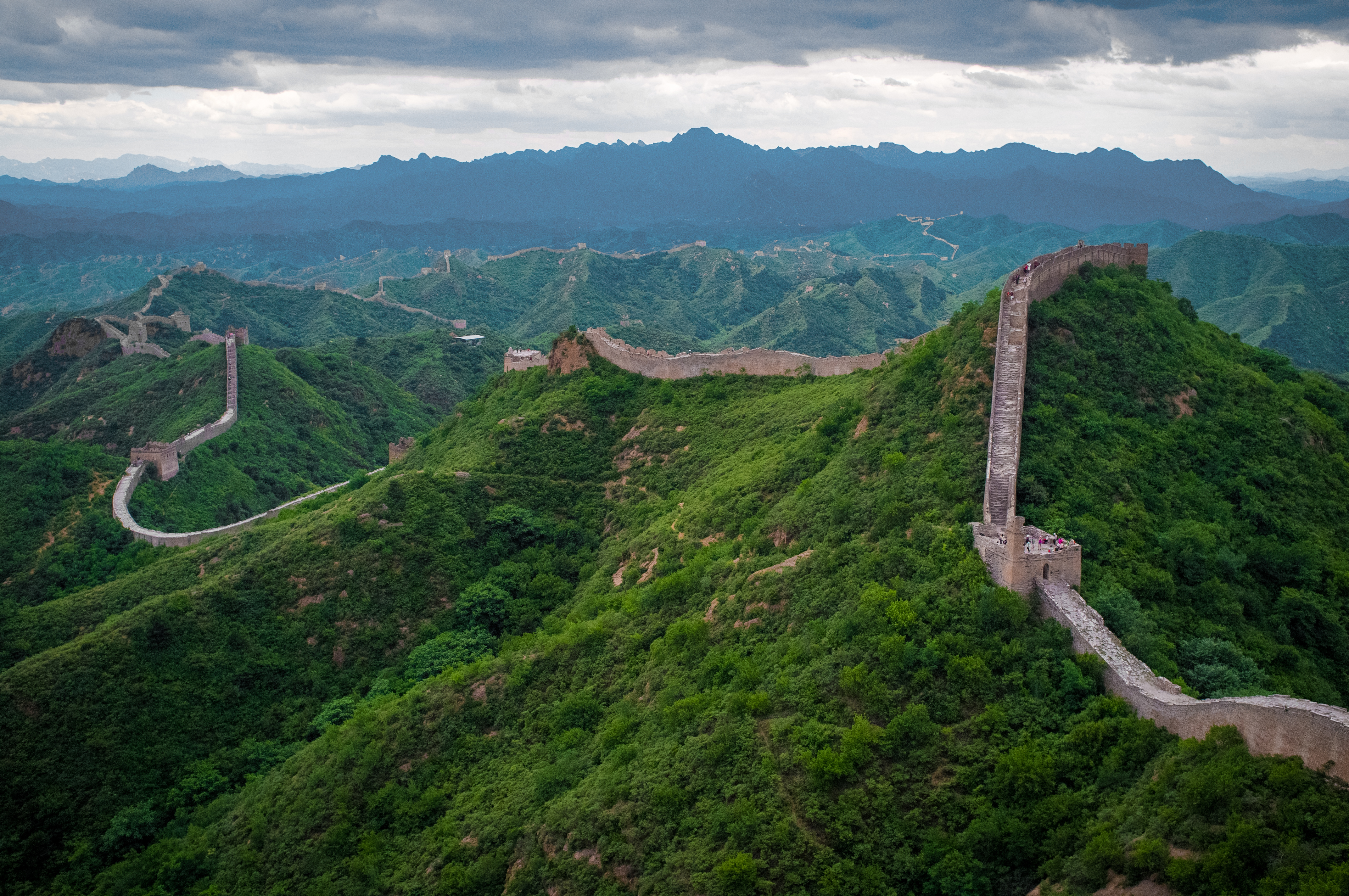
Một đoạn Vạn Lý Trường Thành nằm trên một ngọn núi phía Bắc thành phố.

Trung tâm lịch sử của Bắc Kinh tập trung tại Tử Cấm thành, tổ hợp cung điện khổng lồ đã từng là nơi ở của các hoàng đế Nhà Minh và Nhà Thanh; Tử Cấm thành có bảo tàng Cố cung, bao gồm các bộ sưu tập đế vương về nghệ thuật Trung Quốc. Xung quanh Tử Cấm thành là một vài ngự hoa viên, công viên, khu cảnh vật cũ, đáng chú ý là Bắc Hải, Thập Sát Hải, Trung Nam Hải, Cảnh Sơn và Trung Sơn. Những nơi này, đặc biệt là công viên Bắc Hải, được mô tả là kiệt tác của nghệ thuật viên lâm Trung Quốc, và là các điểm đến du lịch phổ biến do có tầm quan trọng to lớn về mặt lịch sử; trong kỷ nguyên hiện đại, Trung Nam Hải cũng là trung tâm chính trị của các chính quyền và chế độ khác nhau tại Trung Quốc và nay là trụ sở của Đảng Cộng sản Trung Quốc và Quốc vụ viện. Từ quảng trường Thiên An Môn, đối diện với Tử Cấm thành, có thể tiếp cận một số địa điểm nổi tiếng như Thiên An Môn, Tiền Môn (前门), Đại lễ đường Nhân dân, Bảo tàng Quốc gia Trung Quốc, bia Kỷ niệm Anh hùng Nhân dân, và Lăng Mao Trạch Đông. Di Hòa Viên và Viên Minh Viên đều nằm ở phần phía tây của thành phố; trong đó Di Hòa Viên là một di sản thế giới của UNESCO.
Trong số các địa điểm tôn giáo được biết đến nhiều nhất trong thành phố, có Thiên Đàn nằm ở đông nam, và đây cũng là một di sản thế giới của UNESCO, đây là nơi các hoàng đế Nhà Minh và Nhà Thanh đến để thực hiện các buổi lễ hàng năm nhằm cầu thần linh phù hộ cho mùa màng bội thu. Ở phía bắc của thành phố là Địa Đàn, trong khi Nhật Đàn và Nguyệt Đàn nằm tương ứng ở phía đông và tây của khu vực đô thị. Các ngôi đền chùa nổi tiếng khác tại Bắc Kinh gồm có: miếu Đông Nhạc Bắc Kinh (东岳庙), chùa Đàm Chá (潭柘寺), chùa Diệu Ứng (妙应寺), Bạch Vân Quán, Ung Hòa cung, chùa Pháp Nguyên (法源寺), chùa Vạn Thọ (万寿寺), chùa Đại Chung (大钟寺;). Thành phố cũng có Bắc Kinh Khổng Miếu và Bắc Kinh Quốc Tử Giám. Nhà thờ Tuyên Vũ Môn (宣武门天主堂) được xây dựng vào năm 1605 và là nhà hờ Thiên chúa giáo cổ nhất tại Bắc Kinh. Thánh đường Ngưu Nhai Lễ (牛街礼拜寺) là thánh đường Hồi giáo cổ nhất tại Bắc Kinh, với lịch sử kéo dài trên một nghìn năm.
Bắc Kinh có một số ngôi tháp được bảo quản tốt và các tháp bằng đá, như tháp Thiên Ninh tự (天宁寺塔), được xây từ thời Liêu trong khoảng năm 1100 đến năm 1120, và Tháp Từ Thọ tự (慈寿寺塔), được xây dựng năm 1576 vào thời Minh. Các cầu đá đáng chú ý mang tính lịch sử gồm cầu Lư Câu từ thế kỷ XII, cầu Bát Lý (八里桥) từ thế kỷ XVII, cầu Ngọc Đới (玉带桥) từ thế kỷ XVIII. Đài quan sát cổ Bắc Kinh trưng bày các quả cầu tiền kính thiên văn có niên đại từ thời Minh và Thanh. Hương Sơn là một công viên công cộng nổi tiếng, nó có cả các khu phong cảnh tự nhiên cũng như các di tích truyền thống và văn hóa. Thực vật viên Bắc Kinh trưng bày trên 6.000 loài thực vật, bao gồm một loạt các loại cây thân gỗ, cây bụi và cây hoa, và một vườn mẫu đơn rộng lớn. Các công viên Đào Nhiên Đình (陶然亭), Long Đàm hồ (龙潭湖), Triều Dương (朝阳), Hải Điến (海淀), Mi Lộc Uyển (麋鹿苑) và Tử Trúc Viện (紫竹院) là một vài trong số các công viên tiêu khiển nổi tiếng của thành phố. Động vật viên Bắc Kinh là một trung tâm nghiên cứu động vật, nó cũng gồm có các loài động vật quý hiếm từ các châu lục khác nhau, bao gồm cả gấu trúc lớn.

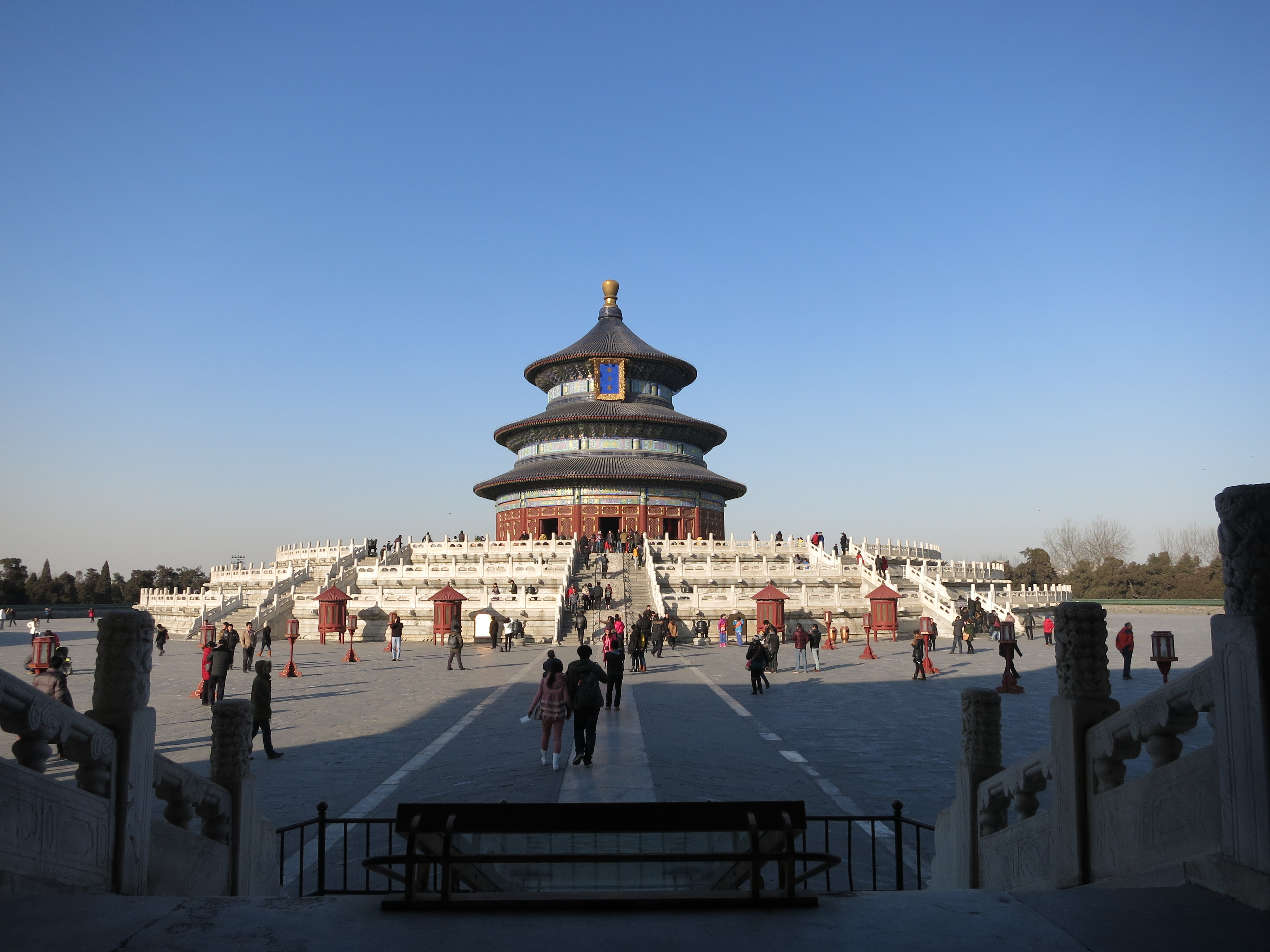
Thiên Đàn (đền)

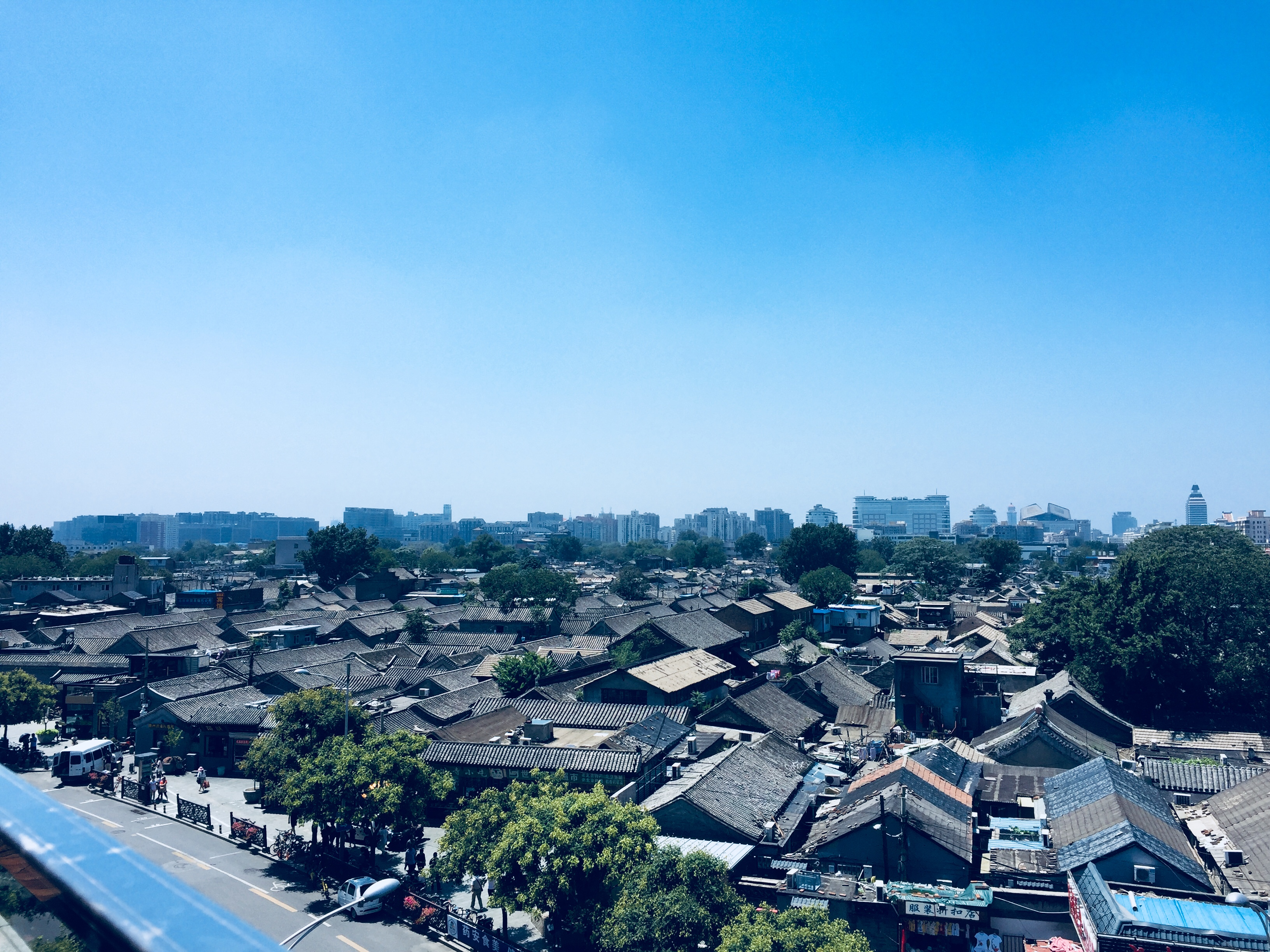
Một phố Hồ đồng cổ bên ngoài cổng Qianmen

Có hơn một trăm bảo tàng tại Bắc Kinh. Ngoài Bảo tàng Cố cung tại Tử Cấm thành và Bảo tàng Quốc gia Trung Quốc, các bảo tàng lớn khác gồm: Bảo tàng Mỹ thuật Trung Quốc (中国美术馆), Bảo tàng Thủ đô (首都博物馆), Bảo tàng Nghệ thuật Bắc Kinh, Bảo tàng Quân sự Cách mạng Nhân dân Trung Quốc (中国人民革命军事博物馆), Bảo tàng Địa chất Trung Quốc (中国地质博物馆), Bảo tàng Tự nhiên Bắc Kinh (北京自然博物馆) và Bảo tàng Cổ động vật Trung Quốc (中国古动物馆).
Ở khu ngoại ô Xương Bình của Bắc Kinh có Minh Thập Tam lăng, là nơi chôn cất mười ba vị hoàng đế nhà Minh xa hoa và tinh tế, chúng là một phần của quần thể Lăng tẩm hoàng gia Minh-Thanh- một di sản thế giới của UNESCO. Di tích khảo cổ người vượn Bắc Kinh tại Chu Khẩu Điếm là một di sản thế giới khác nằm trong địa giới của thành phố, tại đó đã có nhiều phát hiện, trong số đó có một trong những mẫu vật đầu tiên của người đứng thẳng (Homo erectus) và một bộ sưu tập xương cốt của loài linh cẩu khổng lồ Pachycrocuta brevirostris. Tại Bắc Kinh cũng có một số đoạn Vạn Lý Trường Thành- một di sản thế giới của UNESCO, những điểm được biết đến nhiều nhất trong số đó là Bát Đạt Lĩnh, Kim Sơn Lĩnh (金山岭), Tư Mã Đài (司马台) và Mộ Điền Dục (慕田峪).

### Kiến trúc

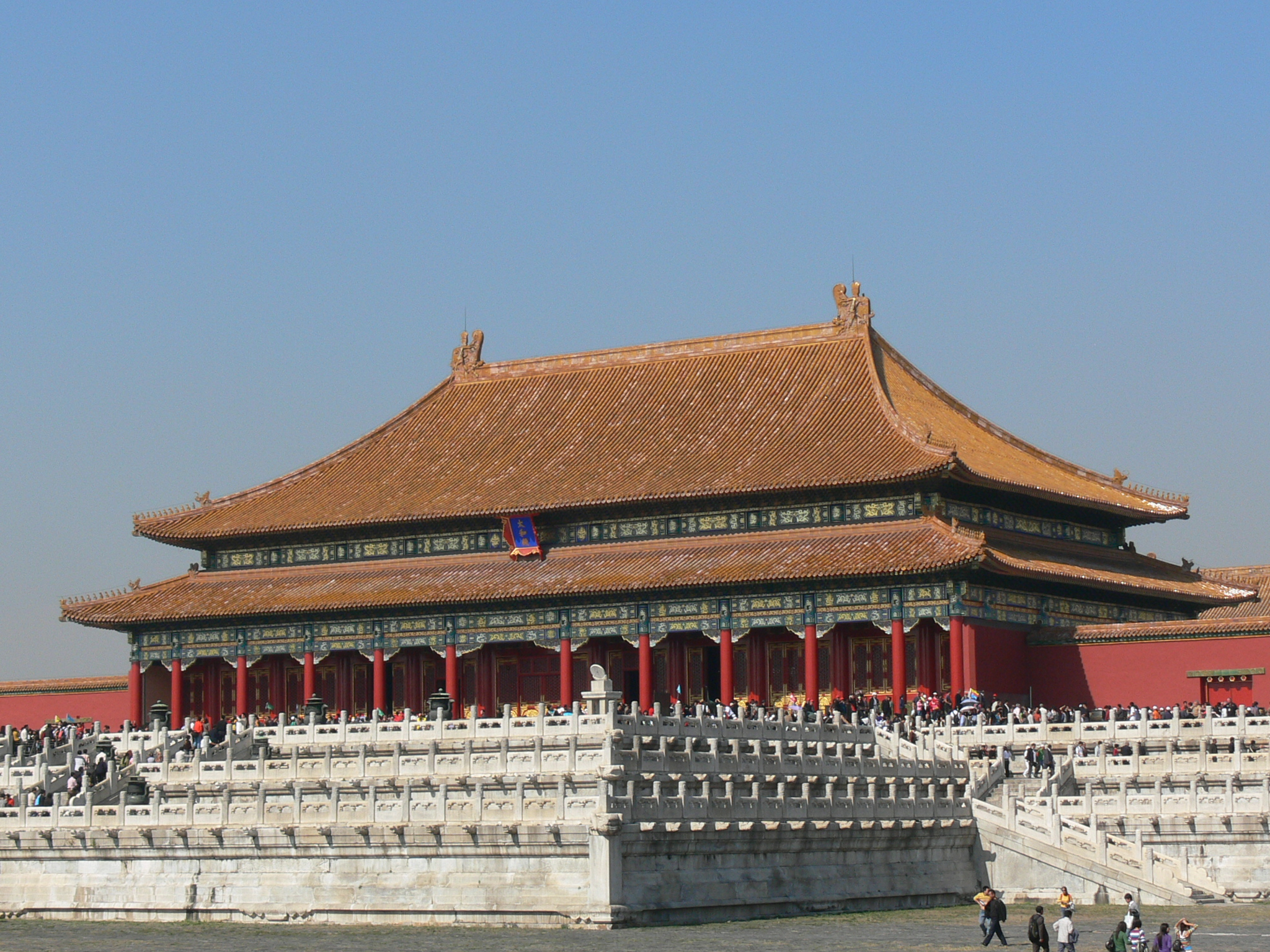
Thái Hòa điện trong Tử Cẩm thành

Trong nội thị Bắc Kinh có ba phong cách kiến trúc thống trị các công trình xây dựng. Trước tiên là kiến trúc phong kiến Trung Hoa, có lẽ minh họa tốt nhất là Thiên An Môn, Tử Cấm thành, Thái Miếu và Thiên Đàn. Tiếp theo, là phong cách kiến trúc mà đôi khi được gọi là "Trung-Xô", với các công trình kiến trúc có khuynh hướng giống như hình hộp, được xây dựng trong thời kỳ từ thập niên 1950 đến thập niên 1970. Cuối cùng, thành phố có nhiều mẫu kiến trúc hiện dại, đáng chú ý nhất là tại khu Trung tâm Thương vụ Bắc Kinh và phố Tài chính Bắc Kinh.
Bắc Kinh cũng nổi tiếng nhờ các tứ hợp viện (四合院), một kiểu dinh thự gồm các khối nhà bao quanh một khoảnh sân trong. Trong số chúng, có thể kể đến Cung Vương Phủ và Tống Khánh Linh cố cư (宋庆龄故居). Những sân trong này thường được kết nối bằng các ngõ nhỏ được gọi là hồ đồng (胡同). Các hồ đồng thường thẳng và chạy từ đông sang tây để các ô cửa phải đối mặt với hướng bắc và nam nhằm có Phong thủy tốt. Chúng khác nhau về chiều rộng; một số rất hẹp đến nỗi chỉ đủ cho một vài người đi bộ có thể qua cùng một lúc. Đã từng phổ biến khắp nơi tại Bắc Kinh, các tứ hợp viện và hồ đồng đang nhanh chóng biến mất, khi chúng bị các khu nhà cao tầng thay thế. Các cư dân trong các hồ đồng được quyền đến sống tại các tòa nhà mới tại những căn hộ có kích cỡ tối thiểu là tương đương nơi ở trước đây của họ. Tuy nhiên, nhiều người phàn nàn rằng không thể thay thế ý nghĩa truyền thống của lối sống cộng đồng và đường phố của các "hồ đồng",

## Tôn giáo
Tôn giáo ở Bắc Kinh (2010s)

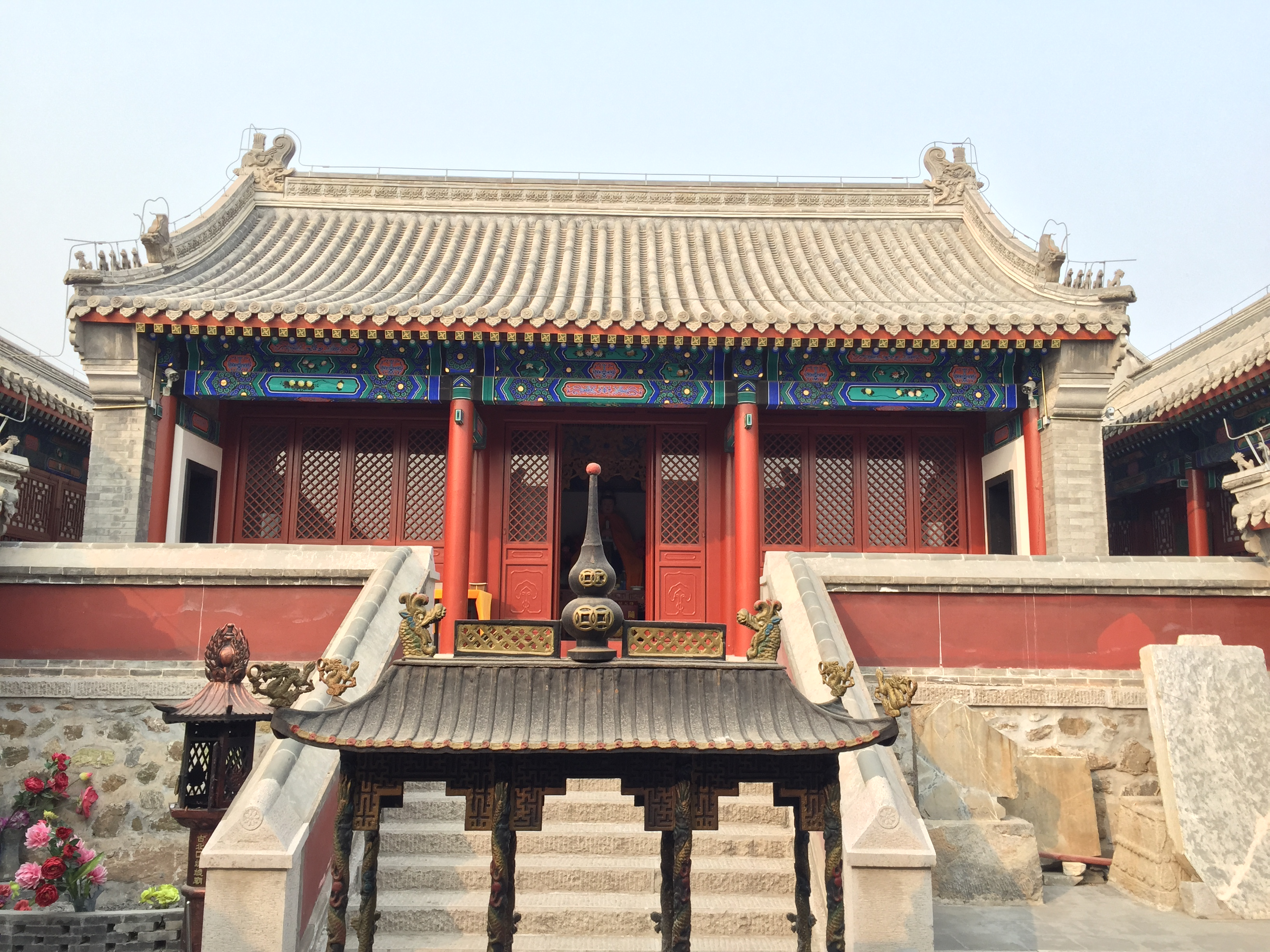
Một ngôi đền của nữ thần ở Gubeikou.

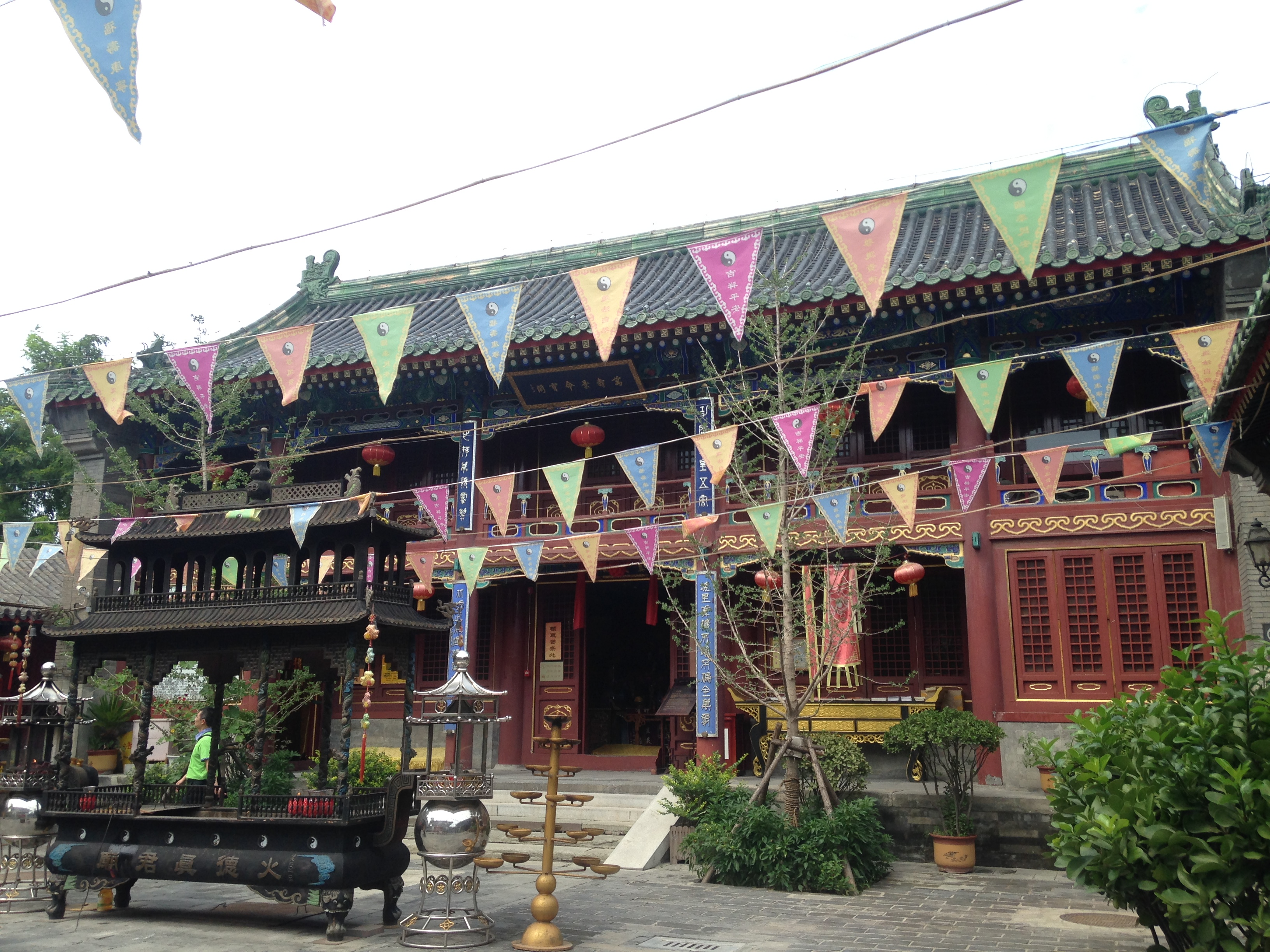
Đền thần lửa ở Di'anmen.

Các di sản tôn giáo của Bắc Kinh rất phong phú và đa dạng như tôn giáo dân gian Trung Quốc, Đạo giáo, Phật giáo, Nho giáo, Hồi giáo và Thiên chúa giáo đều có sự hiện diện lịch sử quan trọng trong thành phố. Là thủ đô quốc gia, thành phố cũng tổ chức Cơ quan tôn giáo nhà nước và các tổ chức bảo trợ nhà nước khác nhau của các tôn giáo hàng đầu. Trong những thập kỷ gần đây, cư dân nước ngoài đã đưa các tôn giáo khác vào thành phố. Theo Wang Zhiyun của Viện Khoa học Xã hội Trung Quốc năm 2010, có 2,2 triệu Phật tử trong thành phố, bằng 11,2% tổng dân số. Theo khảo sát xã hội chung của Trung Quốc năm 2009, Kitô hữu chiếm 0,78% dân số thành phố. Theo một khảo sát năm 2010, người Hồi giáo chiếm 1,76% dân số Bắc Kinh.

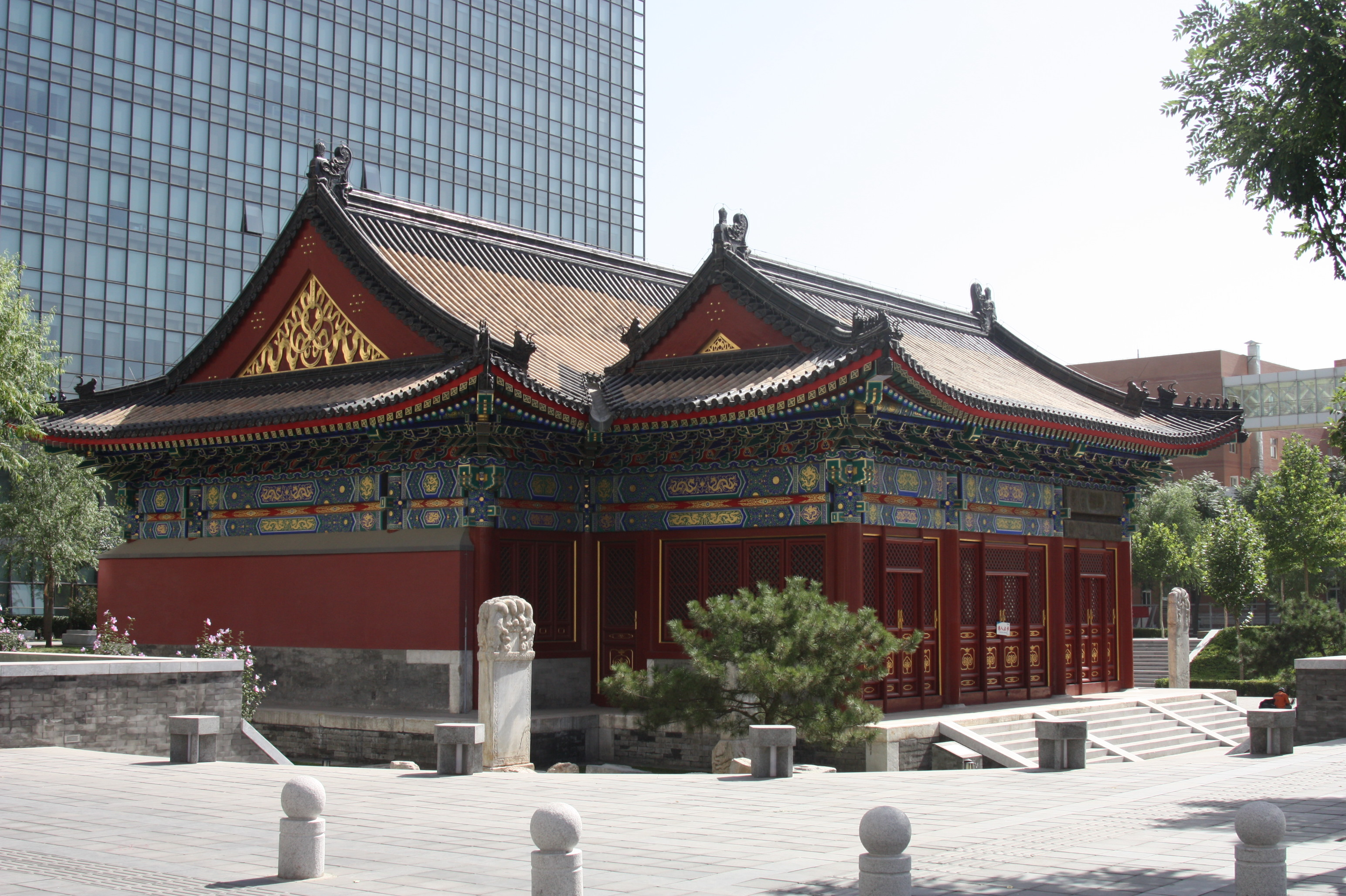
Hội trường phía sau của Thành hoàng Thủ đô Bắc Kinh.

### Tôn giáo dân gian Trung Hoa và Đạo giáo
Bắc Kinh có nhiều đền thờ dành riêng cho các vị thần tôn giáo và cộng đồng dân gian, nhiều trong số đó đang được xây dựng lại hoặc tân trang lại vào những năm 2000 và 2010. Sự thờ cúng hàng năm cho Thần Thiên (祭天 jìtiān) tại Đền Thiên Đàn đã được các nhóm Nho giáo phục hồi lại vào những năm 2010.
Có những ngôi đền dành riêng cho việc thờ phụng Nữ thần (娘娘 Niángniáng) trong thành phố, một trong số đó gần Làng Olympic, và chúng xoay quanh một trung tâm giáo phái lớn ở Núi Miaofeng. Ngoài ra còn có nhiều ngôi đền được thánh hiến cho Long vương (龙神 Lóngshén), cho Thầy thuốc (Yàowáng), cho Quan Vũ (关 Guāndì), cho Thần lửa (火神 Huǒshén), cho Thần Tài (Cáishén), đền thờ của Thành hoàng (Chénghuángshén), và ít nhất một ngôi đền được thánh hiến cho vị Hoàng Đế của nhóm sao Bắc Đẩu (黄帝 Xuānyuán Huángdì) ở quận Pinggu. Nhiều ngôi đền trong số này được quản lý bởi Hiệp hội Đạo giáo Bắc Kinh, chẳng hạn như Đền Lửa của Hồ Shicha, trong khi nhiều ngôi đền khác thì không và được quản lý bởi các Ủy ban và người dân địa phương nổi tiếng. Một ngôi đền lớn của Xuanyuan Huangdi sẽ được xây dựng tại Bình Cốc (có thể là một bản mở rộng của ngôi đền đã tồn tại) vào năm 2020, và ngôi đền sẽ có một bức tượng của vị thần sẽ nằm trong số những vị thần cao nhất thế giới.
Hiệp hội Đạo giáo quốc gia Trung Quốc và Cao đẳng Đạo giáo Trung Quốc có trụ sở tại Bạch Vân Quán của Toàn Chân đạo, được thành lập năm 741 và được xây dựng lại nhiều lần. Đền Dongyue Bắc Kinh bên ngoài Chaoyangmen là ngôi đền lớn nhất của Đạo giáo Trịnh Nghi trong thành phố. Hiệp hội Đạo giáo Bắc Kinh địa phương có trụ sở tại Đền Lüzu gần Fuxingmen.

### Phật giáo

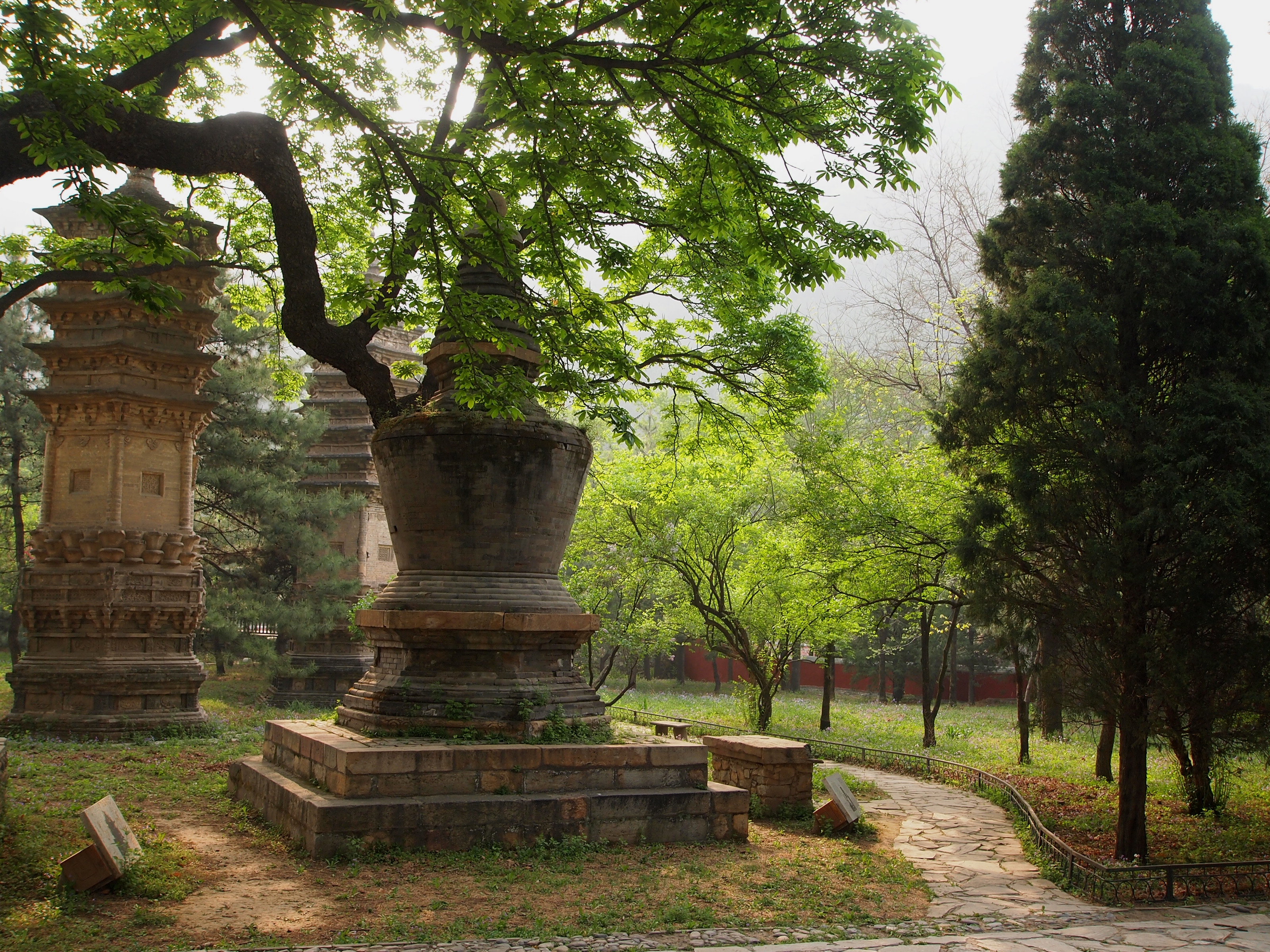
Những ngôi mộ ở chùa Tanzhe

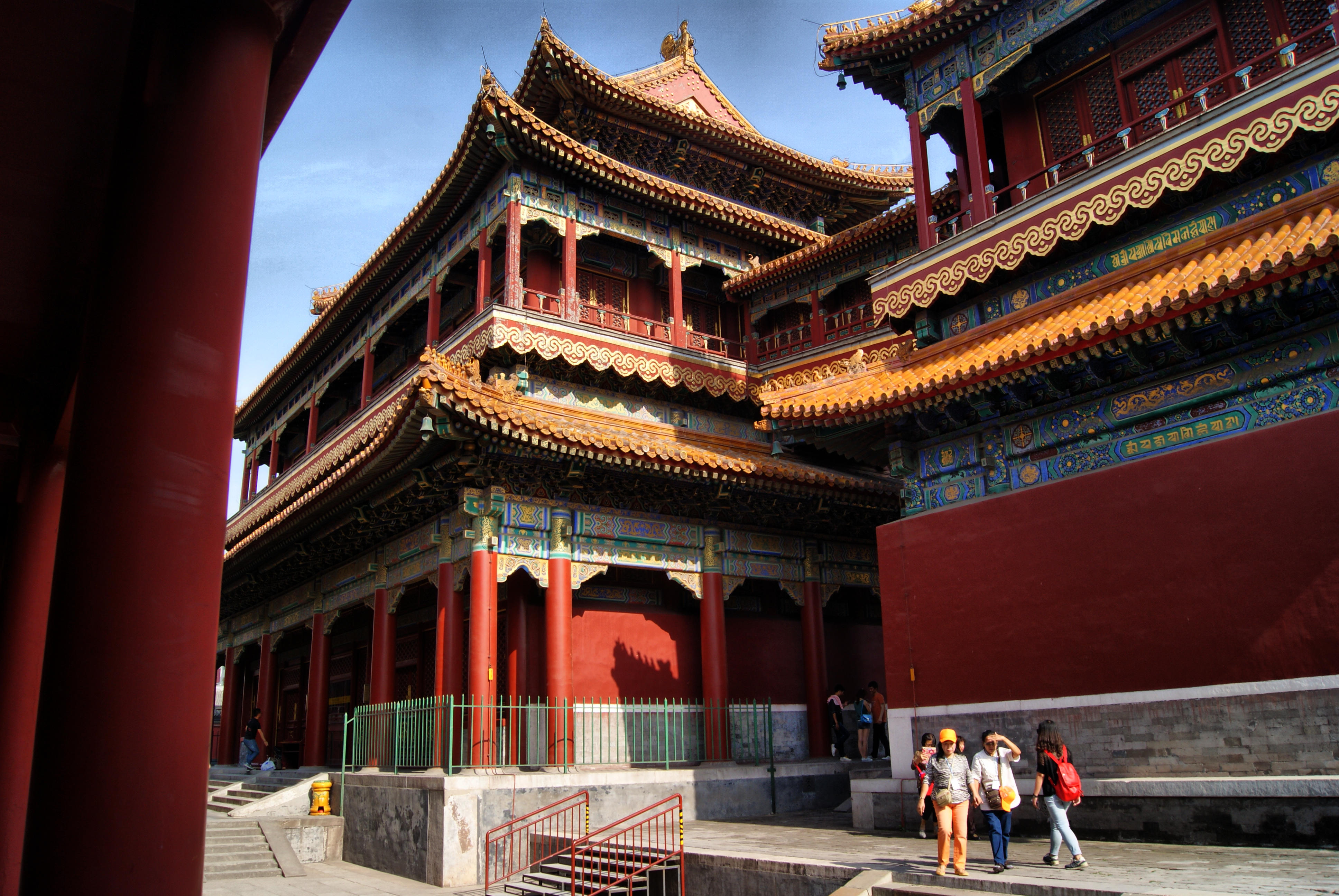
Đền Yonghe Lama của Phật giáo Tây Tạng.

11% dân số Bắc Kinh theo Phật giáo. Hiệp hội Phật giáo Trung Quốc, cơ quan giám sát của nhà nước giám sát tất cả các tổ chức Phật giáo ở Trung Quốc đại lục, có trụ sở tại chùa Guangji, một ngôi chùa được thành lập hơn 800 năm trước dưới thời nhà Kim (1115–1234) ngày nay là Fuchengmennei. Hiệp hội Phật giáo Bắc Kinh cùng với Dàn hợp xướng và dàn nhạc Phật giáo có trụ sở tại chùa Guanghua, có từ thời nhà Nguyên hơn 700 năm trước. Học viện Phật giáo Trung Quốc và thư viện của nó được đặt trong chùa Fayuan gần Caishikou. Đền Fayuan, có từ thời nhà Đường cách đây 1300 năm, là ngôi đền cổ nhất ở thành thị Bắc Kinh. Đền Tongjiao bên trong Dongzhimen là ni viện Phật giáo duy nhất của thành phố.
Đền Tây Vàng ban đầu có từ thời nhà Liêu. Năm 1651, ngôi đền được Hoàng đế nhà Thanh Thuận Trị ủy nhiệm để tổ chức chuyến viếng thăm của Đức Đạt Lai Lạt Ma thứ năm tới Bắc Kinh. Kể từ đó, ngôi đền này đã tổ chức Đức Đạt Lai Lạt Ma thứ 13 cũng như các Lạt ma thứ sáu, thứ chín và thứ mười. Ngôi chùa Phật giáo Tây Tạng lớn nhất ở Bắc Kinh là chùa Yonghe, được Hoàng đế Càn Long ra lệnh vào năm 1744 để làm nơi cư trú và nghiên cứu cho vị thầy Phật giáo Rölpé Dorjé của ông Changkya thứ ba (hay Đức Phật sống ở Nội Mông). Đền Yonghe được đặt tên như vậy vì đây là nơi ở thời thơ ấu của Hoàng đế Ung Chính, và vẫn giữ những viên ngói lưu y dành riêng cho các cung điện hoàng gia.
Đền Lingguang của Badachu ở Western Hills cũng có từ thời nhà Đường. Chùa Zhaoxian của ngôi đền được xây dựng lần đầu tiên vào năm 1071 trong thời Liêu để giữ một di tích răng của Đức Phật. Ngôi chùa đã bị phá hủy trong phong trào Nghĩa Hòa Đoàn và chiếc răng được phát hiện từ nền tảng của nó. Một ngôi chùa mới được xây dựng vào năm 1964. Sáu ngôi chùa nói trên: Guangji, Guanghua, Tongjiao, West Yellow, Yonghe và Lingguang đã được chỉ định là chùa Phật giáo quan trọng quốc gia ở khu vực Hán Trung.
Ngoài ra, những ngôi đền đáng chú ý khác ở Bắc Kinh bao gồm Đền Tanzhe (được thành lập vào thời nhà Tấn (265–420) là lâu đời nhất trong đô thị), Đền Tianning (chùa cổ nhất trong thành phố), Đền Miaoying (nổi tiếng với thời kỳ trắng của Yuan dagoba), Đền Wanshou (nơi có Bảo tàng Nghệ thuật Bắc Kinh) và Đền Big Bell.

### Hồi giáo

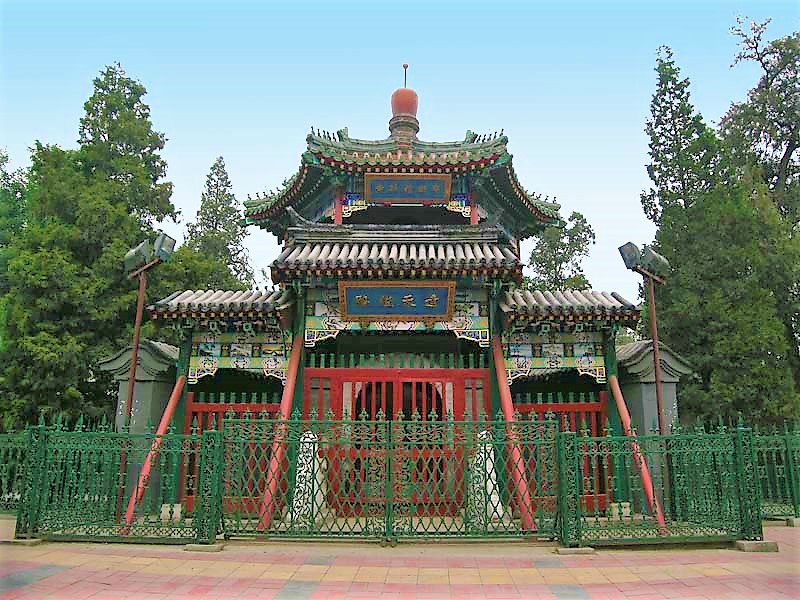
Nhà thờ Hồi giáo Niujie

Bắc Kinh có khoảng 70 nhà thờ Hồi giáo được Hiệp hội Hồi giáo Trung Quốc công nhận, có trụ sở được đặt bên cạnh Nhà thờ Hồi giáo Niujie, nhà thờ Hồi giáo lâu đời nhất và nổi tiếng nhất trong thành phố. Nhà thờ Hồi giáo Niujie được thành lập vào năm 996 dưới thời nhà Liêu và thường xuyên được các chức sắc Hồi giáo ghé thăm. Các nhà thờ Hồi giáo đáng chú ý khác trong thành phố cổ bao gồm Nhà thờ Hồi giáo Dongsi, được thành lập vào năm 1346; Nhà thờ Hồi giáo Huashi, được thành lập vào năm 1415; Nhà thờ Hồi giáo Nan Douya, gần Triều Dương; Nhà thờ Hồi giáo đường Jinshifang, ở quận Xicheng; và nhà thờ Hồi giáo Dongzhimen. Có những nhà thờ Hồi giáo lớn trong các cộng đồng Hồi giáo xa xôi ở Hải Điến, Madian, Thông Châu, Xương Bình, Changying, Shijingshan và Mật Vân. Viện Hồi giáo Trung Quốc nằm trong khu phố Niujie ở quận Tây Thành.

### Thiên Chúa giáo

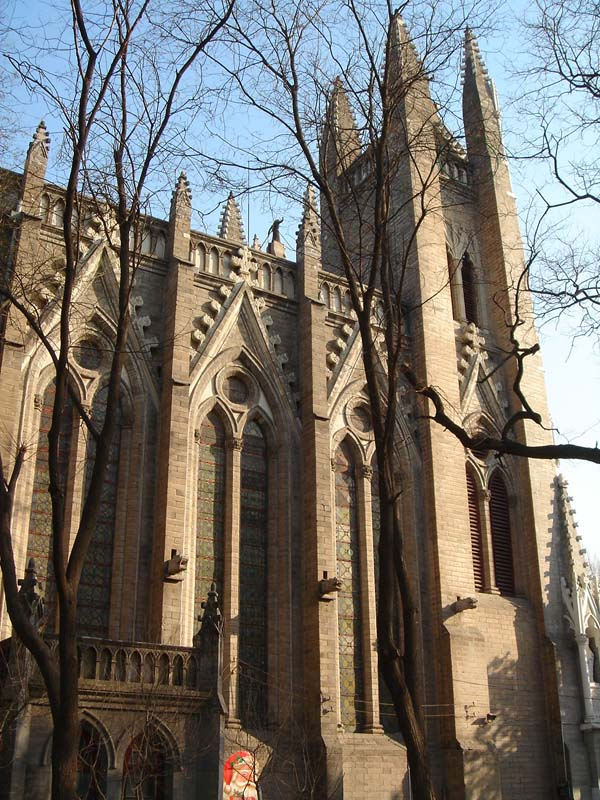
Nhà thờ Cứu thế, còn được gọi là Nhà thờ Xishiku, được thành lập năm 1703.

#### Công giáo
Năm 1289, John xứ Montecorvino đến Bắc Kinh với tư cách là một nhà truyền giáo của dòng Phanxicô với lệnh của Giáo hoàng. Sau khi gặp gỡ và nhận được sự hỗ trợ của Hốt Tất Liệt vào năm 1293, ông đã xây dựng nhà thờ Công giáo đầu tiên ở Bắc Kinh vào năm 1305. Hiệp hội Công giáo Yêu nước Trung Quốc (CPCA), có trụ sở tại Hậu Hải là cơ quan giám sát của chính phủ đối với người Công giáo ở Trung Quốc đại lục. Các nhà thờ Công giáo đáng chú ý ở Bắc Kinh bao gồm:
- Nhà thờ Đức Mẹ Vô nhiễm Nguyên tội hay còn gọi là Nhà thờ Xuanwumen, được thành lập năm 1605 và Đức Tổng Giám mục hiện tại Joseph Li Shan là một trong số ít các giám mục ở Trung Quốc có sự hỗ trợ của cả Vatican và CPCA.
- Nhà thờ Dongtang hay St. Joseph, còn được gọi là Nhà thờ Vương Phủ Tỉnh, được thành lập năm 1653.
- Beitang hay Nhà thờ Cứu thế, còn được gọi là Nhà thờ Xishiku, được thành lập năm 1703.
- Xitang hay Nhà thờ Đức Mẹ Núi Carmel còn được gọi là Nhà thờ Xizhimen, được thành lập năm 1723.
- Chủng viện quốc gia của Giáo hội Công giáo ở Trung Quốc nằm ở quận Đại Hưng.

#### Tin Lành
Các nhà thờ Tin lành đầu tiên ở Bắc Kinh được thành lập bởi các nhà truyền giáo Anh và Mỹ vào nửa sau của thế kỷ 19. Các nhà truyền giáo Tin lành cũng đã mở các trường học, trường đại học và bệnh viện đã trở thành các tổ chức dân sự quan trọng. Hầu hết các nhà thờ Tin lành của Bắc Kinh đã bị phá hủy trong phong trào Nghĩa Hòa Đoàn và sau đó được xây dựng lại. Năm 1958, 64 nhà thờ Tin lành trong thành phố được tổ chức lại thành bốn và được nhà nước giám sát thông qua Phong trào Yêu nước Ba Tự.

#### Chính thống phương Đông
Có một số lượng đáng kể các Kitô hữu Chính thống ở Bắc Kinh. Chính thống đã đến Bắc Kinh cùng với các tù nhân Nga từ các cuộc xung đột Albazino trong thế kỷ 17. Năm 1956, Viktor, giám mục Bắc Kinh trở về Liên Xô, và đại sứ quán Liên Xô đã tiếp quản nhà thờ cũ và phá hủy nó. Năm 2007, đại sứ quán Nga đã xây dựng lại một nhà thờ mới trong khu vườn của mình để phục vụ các Kitô hữu Chính thống Nga ở Bắc Kinh.

## Truyền thông

### Tivi và radio

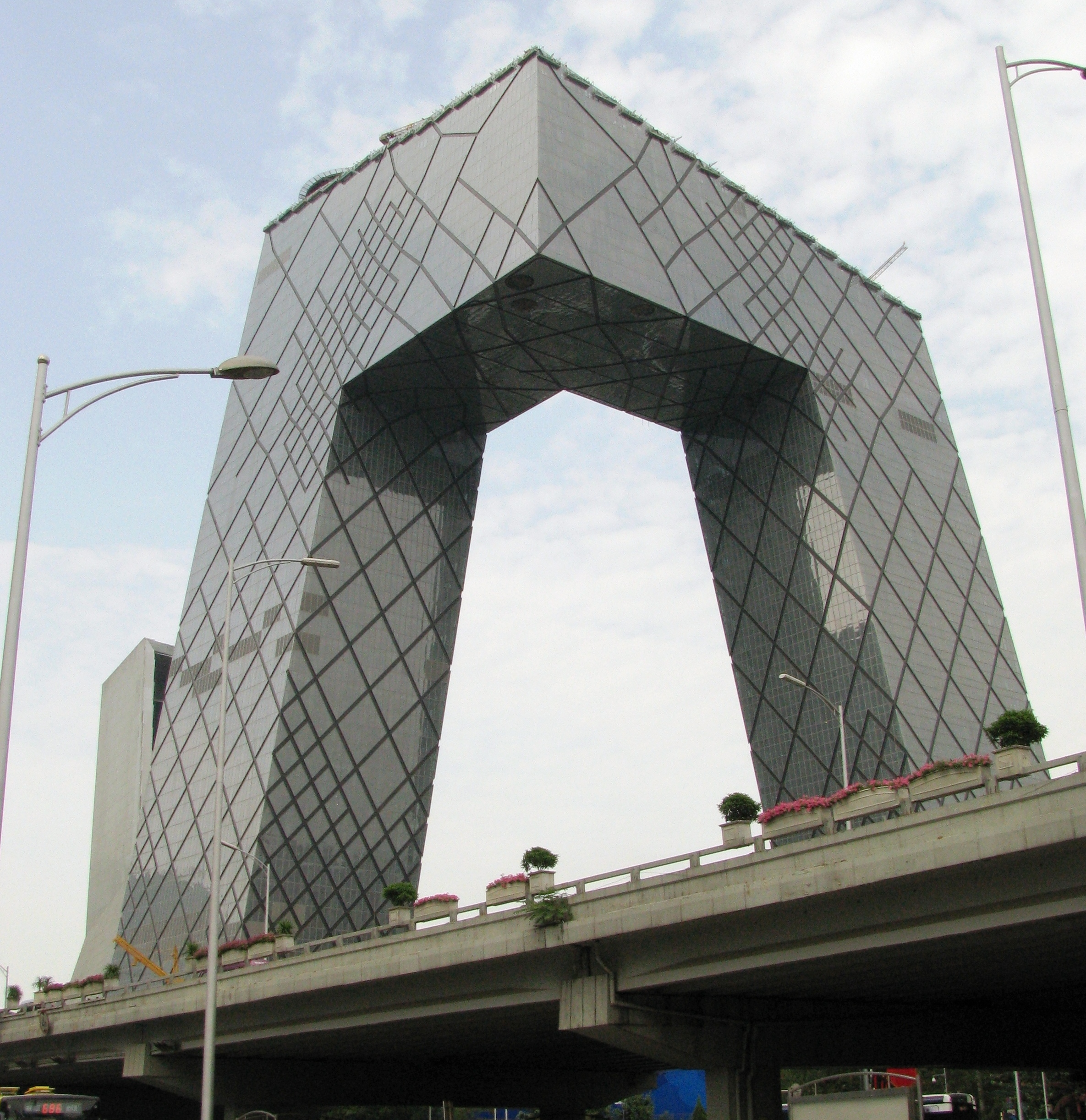
Đài Truyền hình Trung ương Trung Quốc

Chương trình truyền hình Bắc Kinh phát sóng trên các kênh từ 1 đến 10, và Đài Truyền hình Trung ương Trung Quốc, mạng lưới truyền hình lớn nhất Trung Quốc, duy trì trụ sở tại Bắc Kinh. Ba đài phát thanh có các chương trình bằng tiếng Anh: Hit FM trên FM 88.7, FM dễ dàng bởi Đài Phát thanh Quốc tế Trung Quốc trên FM 91.5, và Radio 774 mới ra mắt vào AM 774. Các Đài Phát thanh Bắc Kinh là gia đình các đài phát thanh phục vụ thành phố.

### Báo chí
Beijing Evening News (Beijing Wanbao, 北京 晚报), bao gồm tin tức về Bắc Kinh ở Trung Quốc, được phân phát mỗi chiều. Các tờ báo khác bao gồm Beijing Daily, Beijing News (Xin Jing Bao, 新京报), Beijing Star Daily, Beijing Morning News, và Beijing Youth News (Beijing Qingnian Bao), cũng như tuần báo tiếng Anh Beijing Weekend and Beijing Today. Báo Nhân Dân nhật báo, Thời báo Hoàn Cầu và tờ China Daily (tiếng Anh) cũng được xuất bản ở Bắc Kinh.
Các ấn phẩm chủ yếu dành cho du khách quốc tế và cộng đồng người nước ngoài bao gồm các tạp chí bằng tiếng Anh Time Out Beijing, City Weekend, Bắc Kinh Tháng này, Nói về Bắc Kinh, Đó là Bắc Kinh và The Beijinger.

## Thể thao

### Sự kiện

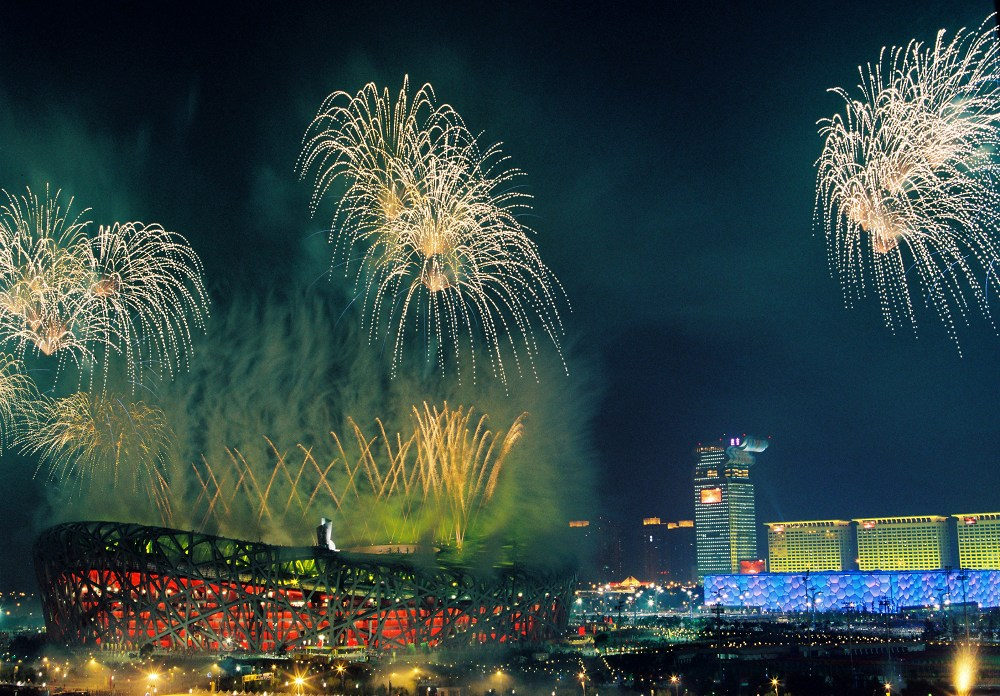
Pháo hoa trong lễ khai mạc Thế vận hội Mùa hè 2008

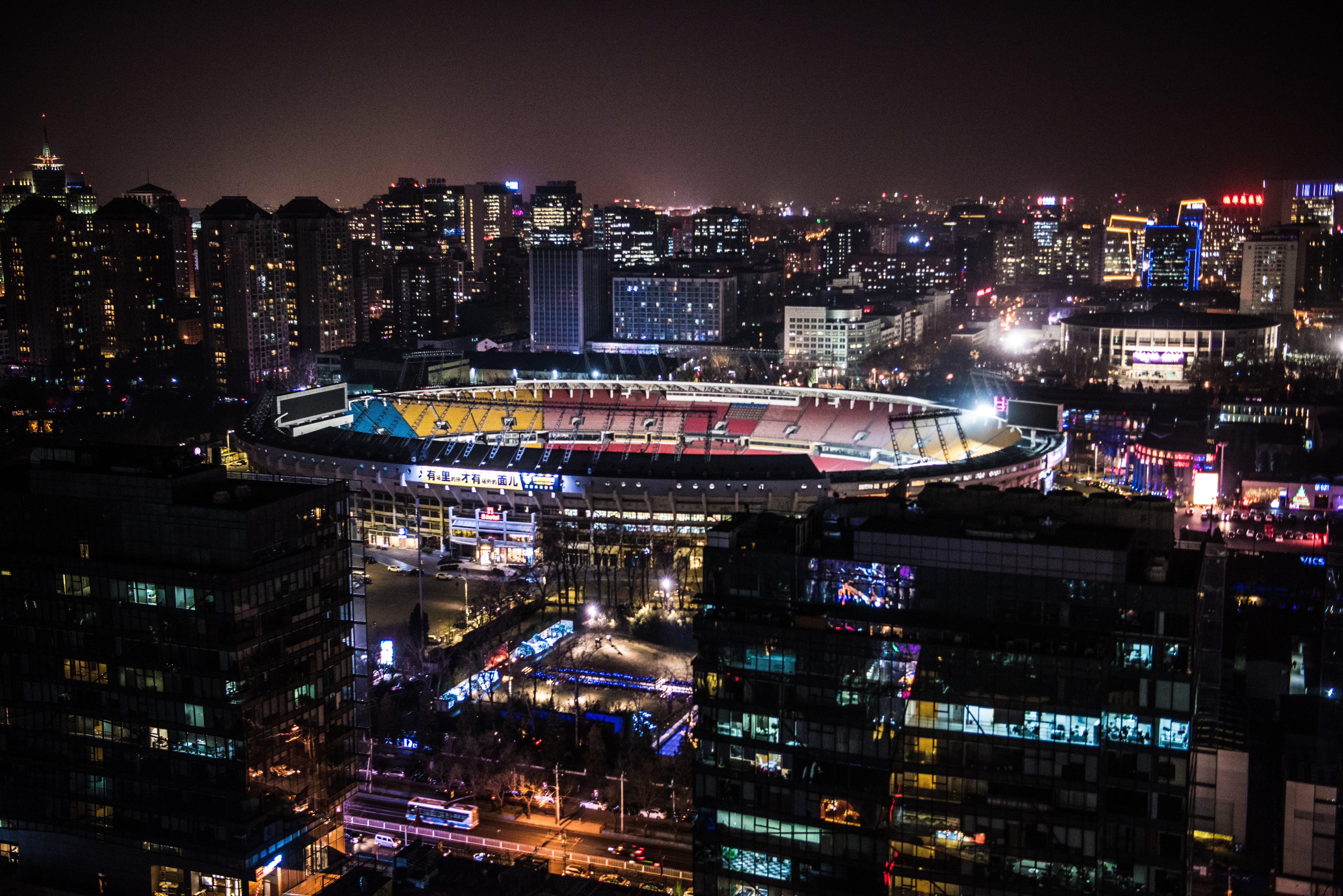
Sân vận động Công nhân

Bắc Kinh đã tổ chức rất nhiều sự kiện thể thao quốc tế, đáng chú ý nhất là Thế vận hội Mùa hè 2008 và Paralympic cùng năm. Các sự kiện quốc tế khác được tổ chức tại Bắc Kinh bao gồm Universiade 2001 và Asian Games 1990. Các cuộc thi đấu thể thao quốc tế đơn bao gồm Marathon Bắc Kinh (hàng năm từ năm 1981), giải tennis Trung Quốc mở rộng (1993–97, hàng năm từ năm 2004), ISU Grand Prix Cup trượt băng Trung Quốc (2003, 2004, 2005, 2008, 2009 and 2010)), WPBSA Trung Quốc mở rộng cho Snooker (từ năm 2005), Liên đoàn Cycliste Quốc tế Tour của Bắc Kinh (từ năm 2011), Giải vô địch Bóng bàn Thế giới năm 1961, Giải vô địch thế giới cầu lông IBF năm 1987, Asian Cup 2004 AFC, và Giải Barclays Asia Trophy 2009 (bóng đá). Bắc Kinh đã tổ chức Giải vô địch thế giới IAAF năm 2015 về Điền kinh.
Trung tâm LeSports Bắc Kinh sẽ là một trong những địa điểm chính cho giải đấu bóng rổ World Cup 2019 FIBA.
Thành phố này đã tổ chức Đại hội Thể thao toàn quốc lần thứ hai năm 1914 và là thành phố đầu tiên lập kỉ lục đăng cai bốn kì đại hội này của Trung Quốc năm 1959, 1965, 1975, 1979, và đồng tổ chức năm 1993 với Tứ Xuyên và Thanh Đảo. Bắc Kinh cũng đã tổ chức khai mạc các cuộc Triển lãm Nông Dân Quốc gia năm 1988 và Thế vận hội thiểu số Quốc gia lần thứ 6 năm 1999.
Vào tháng 11 năm 2013, Bắc Kinh đã xin đăng cai Thế vận hội mùa đông năm 2022. Vào ngày 31 tháng 7 năm 2015, Ủy ban Olympic Quốc tế đã chính thức trao quyền tổ chức Thế vận hội mùa đông năm 2022 cho thành phố.

### Các công trình thể thao
Các địa điểm thể thao chính trong thành phố bao gồm Sân vận động Quốc gia Bắc Kinh, còn được gọi là sân "Tổ Chim", trung tâm thể thao dưới nước quốc gia Bắc Kinh, còn được gọi là "Water Cube", sân vận động trong nhà quốc gia Bắc Kinh. Tất cả những công trình này đều nằm trong công viên rừng Olympic ở phía bắc của trung tâm thành phố; Trung tâm MasterCard ở Wukesong phía tây của trung tâm thành phố; Sân vận động Công nhân và sân trong nhà Công nhân ở Sanlitun ngay phía đông của trung tâm thành phố và sân trong nhà Thủ đô ở Baishiqiao, phía đông bắc của trung tâm thành phố. Ngoài ra, nhiều trường đại học trong thành phố có cơ sở thể thao riêng của mình.

## Giao thông

### Đường sắt

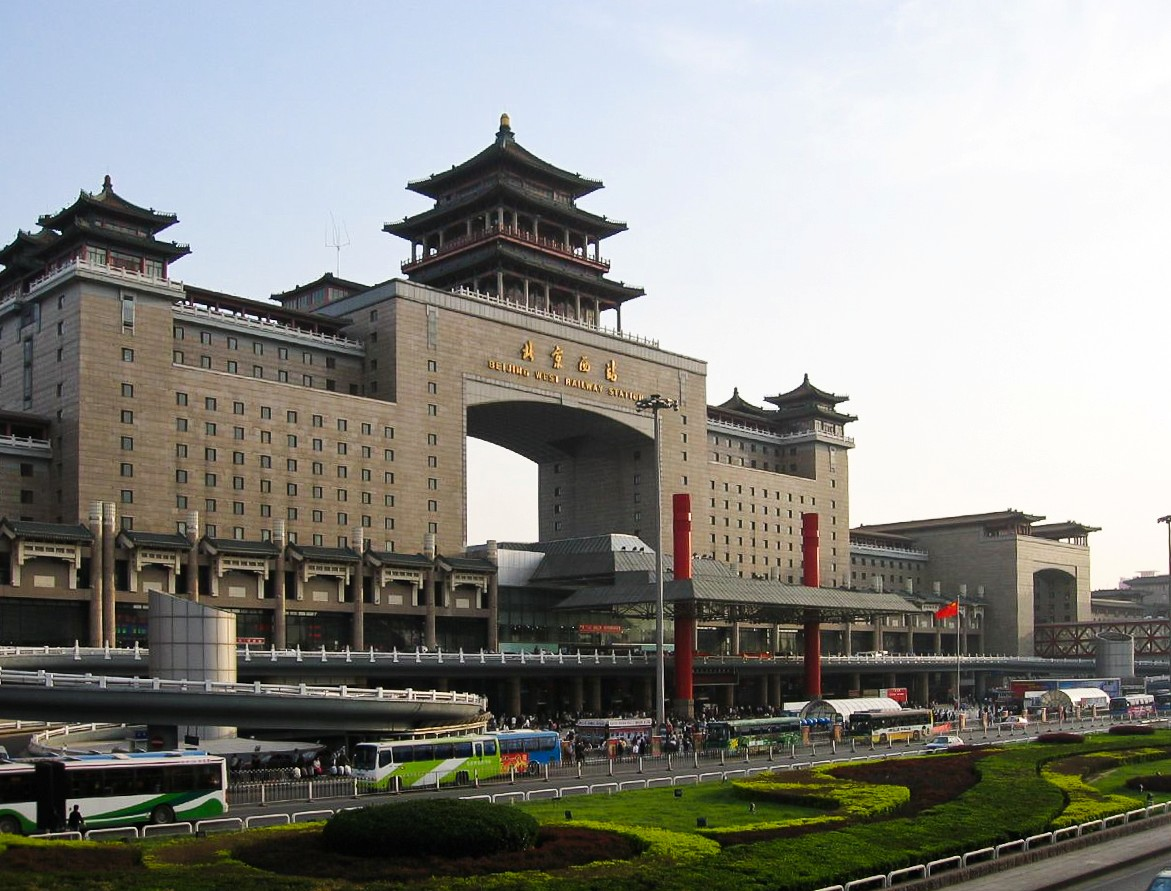
Ga Bắc Kinh Tây

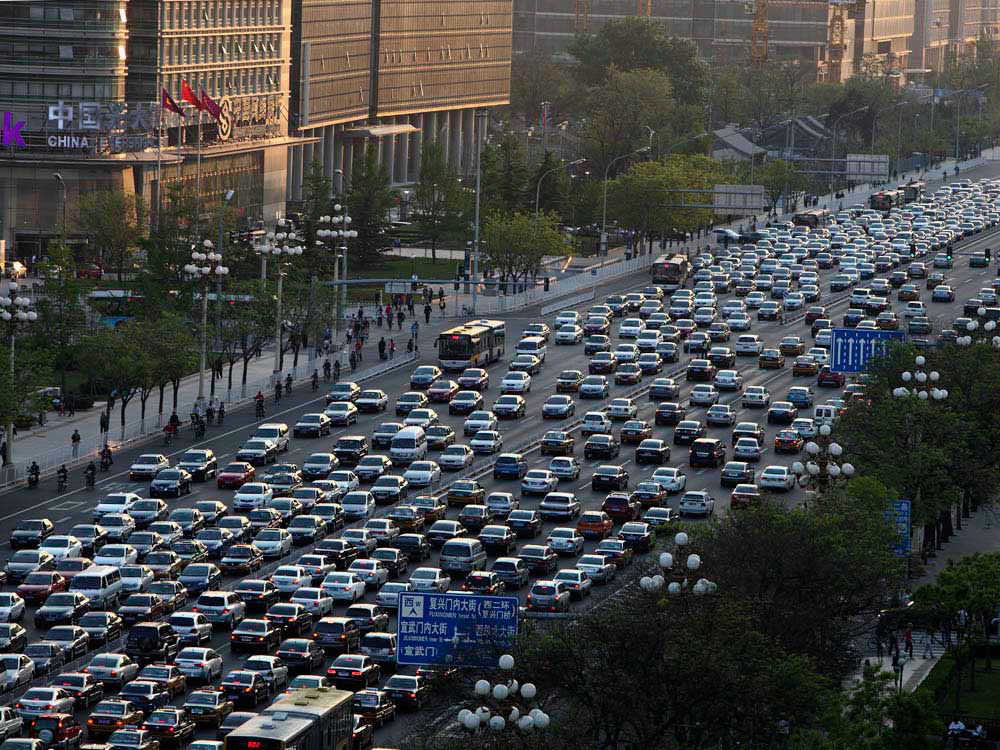
Đường Trường An

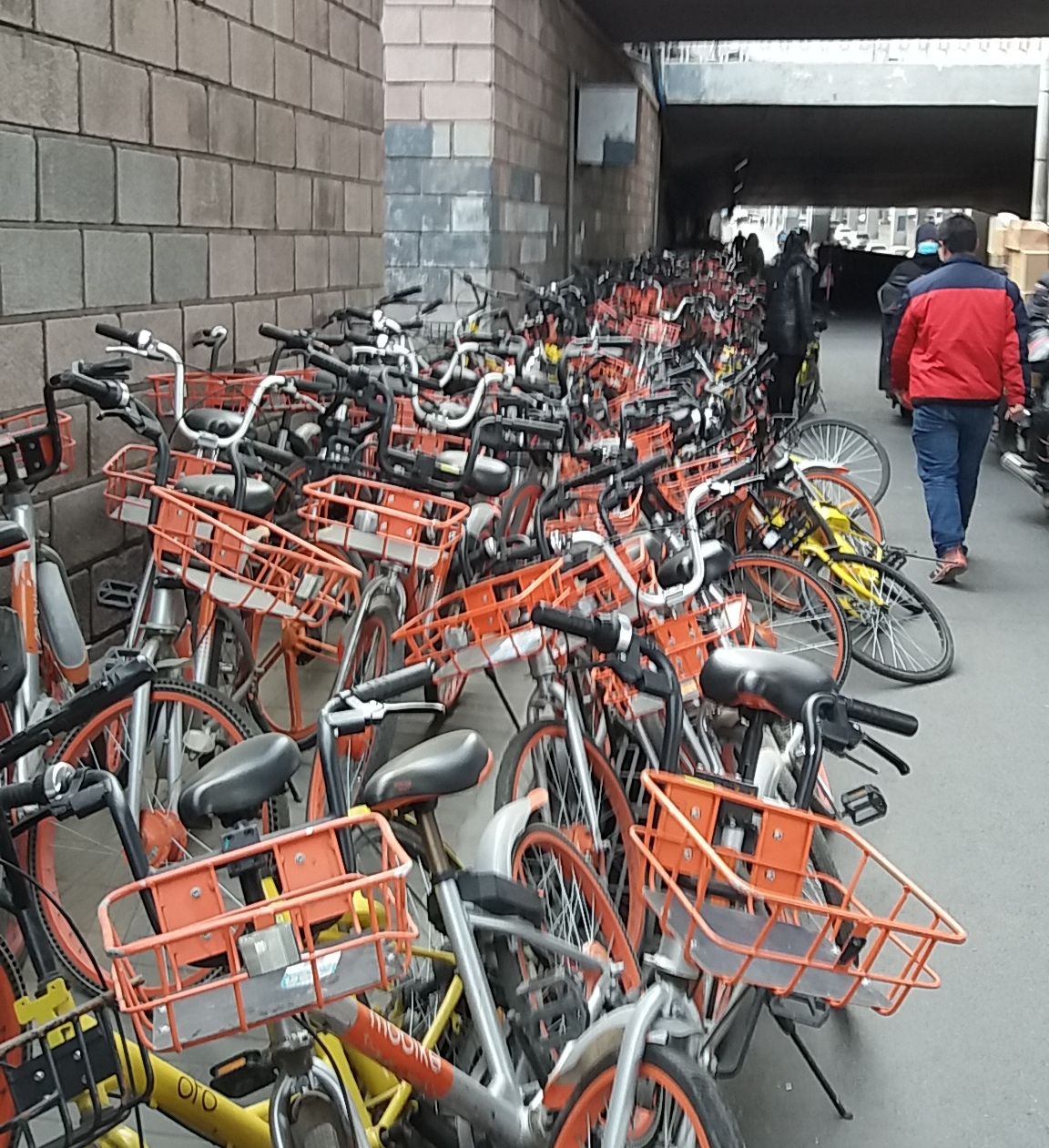
Xe đạp công cộng ở Bắc Kinh

Bắc Kinh là một trong các đầu mối lớn nhất trong mạng lưới đường sắt Trung Quốc. Tám tuyến đường sắt tỏa ra từ Bắc Kinh đến: Thượng Hải (tuyến Kinh-Hỗ), Quảng Châu (tuyến Kinh-Quảng), Cửu Long thuộc Hồng Kông (tuyến Kinh-Cửu), Cáp Nhĩ Tân (tuyến Kinh-Cáp), Bao Đầu (tuyến Kinh-Bao), Tần Hoàng Đảo (tuyến Kinh-Tần), Thừa Đức (tuyến Kinh-Thừa) và Nguyên Bình (Kinh-Nguyên). Thêm vào đó, Bắc Kinh còn là điểm đầu của các tuyến đường sắt cao tốc: đoạn Bắc Kinh-Thạch Gia Trang thông xe năm 2012 của đường sắt cao tốc Bắc Kinh – Quảng Châu – Thâm Quyến – Hồng Kông, đường sắt cao tốc Bắc Kinh – Thượng Hải thông xe vào năm 2011, đường sắt liên thành Bắc Kinh – Thiên Tân thông xe vào năm 2008. Các ga đường sắt chính của Bắc Kinh là ga Bắc Kinh – mở cửa từ năm 1959; ga Bắc Kinh Tây – mở cửa từ năm 1996; và ga Bắc Kinh Nam – được xây dựng lại thành một ga đường sắt cao tốc vào năm 2008.

### Đường bộ
Bắc Kinh được kết nối bằng đường bộ đến mọi nơi tại Trung Quốc, 9 tuyến đường cao tốc quốc gia và 11 tuyến quốc lộ của Trung Quốc đi qua Bắc Kinh. Giao thông đô thị Bắc Kinh dựa vào 5 tuyến đường vành đai đồng tâm bao quanh thành phố, trong đó khu vực Tử Cấm thành được xác định là tâm điểm của các tuyến đường vành đai. Các tuyến đường vành đai của Bắc Kinh có hình dạng giống với hình chữ nhật hơn là vòng tròn. Không có đường vanh đai 1 chính thức, đường vành đai 2 nằm trong nội thị. Các tuyến đường vành đai có khuynh hướng trở nên tương như như đường cao tốc khi chúng mở rộng ra phía ngoài, trong đó đường vành đai 5 và đường vành đai 6 hoàn toàn là đường cao tốc quốc gia, chỉ có giao điểm với các đường khác. Hệ thống đường sá tương đối kém phát triển đã làm trầm trọng thêm vấn đề giao thông của Bắc Kinh. Bố trí đô thị của Bắc Kinh cũng góp phần vào điều này. Các nhà đương cục đã cho đưa vào hoạt động một vài làn đường xe buýt, chỉ có xe buýt công cộng mới có thể sử dụng chúng vào các giờ cao điểm. Đầu năm 2010, Bắc Kinh có 4 triệu ô tô đã đăng ký. Đến cuối năm 2010, chính quyền dự báo con số sẽ lên đến 5 triệu. Năm 2010, số xe đăng ký mới trung bình theo tuần tại Bắc Kinh là 15.500.

### Taxi

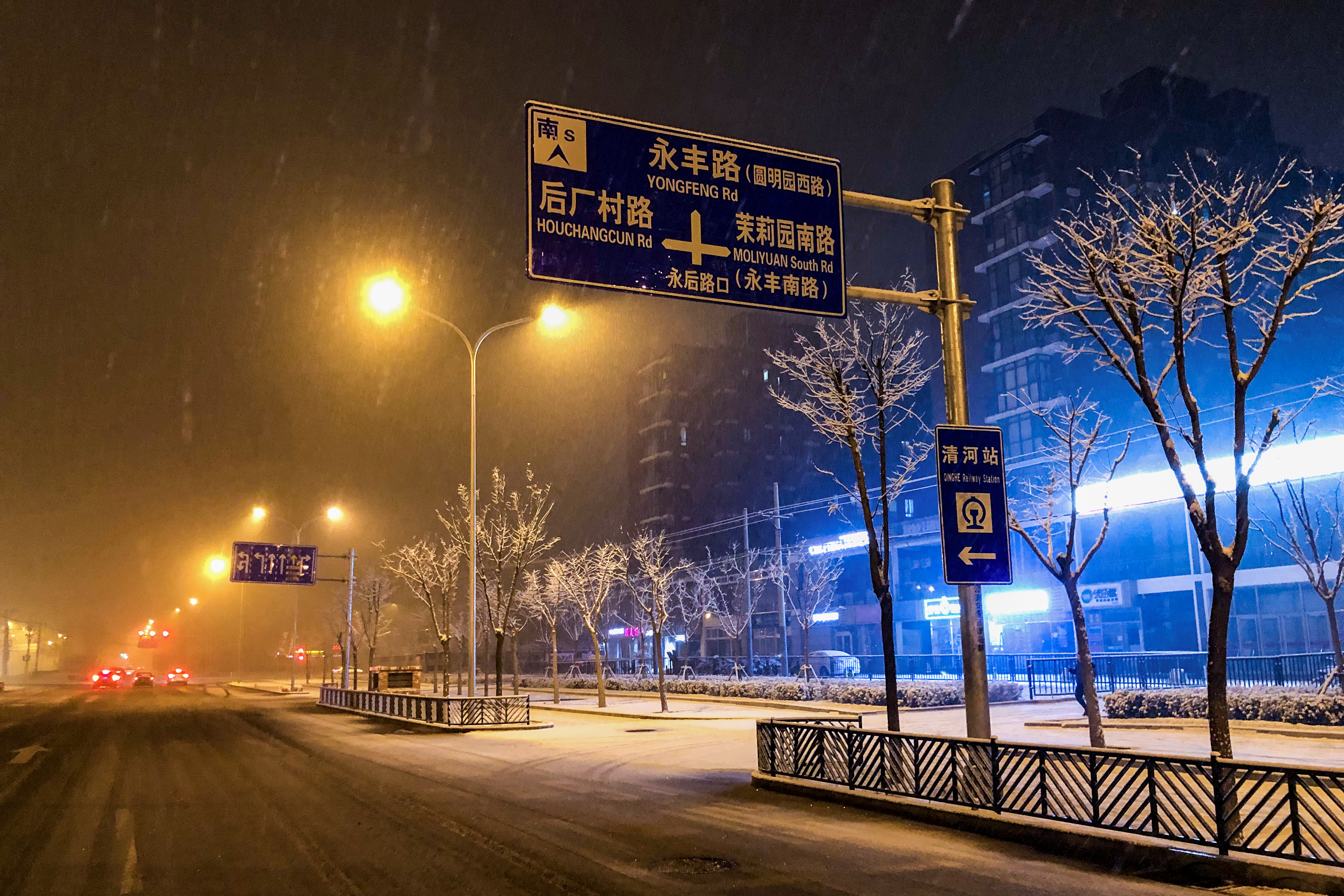
Một biển dẫn đường đặc trưng của Bắc Kinh ở ngã tư.

Taxi có đồng hồ đo ở Bắc Kinh bắt đầu từ ¥ 13 cho 3 km đầu tiên (1,9 mi), ¥ 2,3 Renminbi cho mỗi 1 km thêm (0,62 mi) và 1 cho mỗi lần đi xe, không tính phí chạy không tải là ¥ 2,3 (¥ 4,6 trong thời gian gấp rút giờ 7 giờ 9 giờ sáng và 5 giờ chiều 7 giờ) trong 5 phút đứng hoặc chạy ở tốc độ thấp hơn 12 km mỗi giờ (7,5 dặm / giờ). Hầu hết các xe taxi thuộc dạng Hyundai Elantras, Hyundai Sonatas, Peugeots, Citroëns và Volkswagen Jettas. Sau 15 km (9,3 mi), giá vé cơ sở tăng 50% (nhưng chỉ được áp dụng cho phần trên khoảng cách đó). Các công ty khác nhau có sự kết hợp màu sắc đặc biệt được sơn trên xe của họ. Những chiếc taxi đã đăng ký thường có màu nâu vàng như màu cơ bản, với một màu khác của màu xanh Phổ, màu xanh lá cây, màu trắng, màu nâu, màu tím hoặc màu xanh biển. Từ 11 giờ tối đến 5 giờ sáng, cũng có mức tăng phí 20%. Nhận chở trên 15 km (9 mi) và từ 23:00 đến 06:00 phải chịu cả hai khoản phí, với tổng mức tăng 80%. Phí cầu đường trong chuyến đi nên được khách hàng chi trả và chi phí cho các chuyến đi vượt quá giới hạn thành phố Bắc Kinh nên được thương lượng với tài xế. Chi phí taxi không đăng ký cũng có thể thương lượng với tài xế.

### Đường không

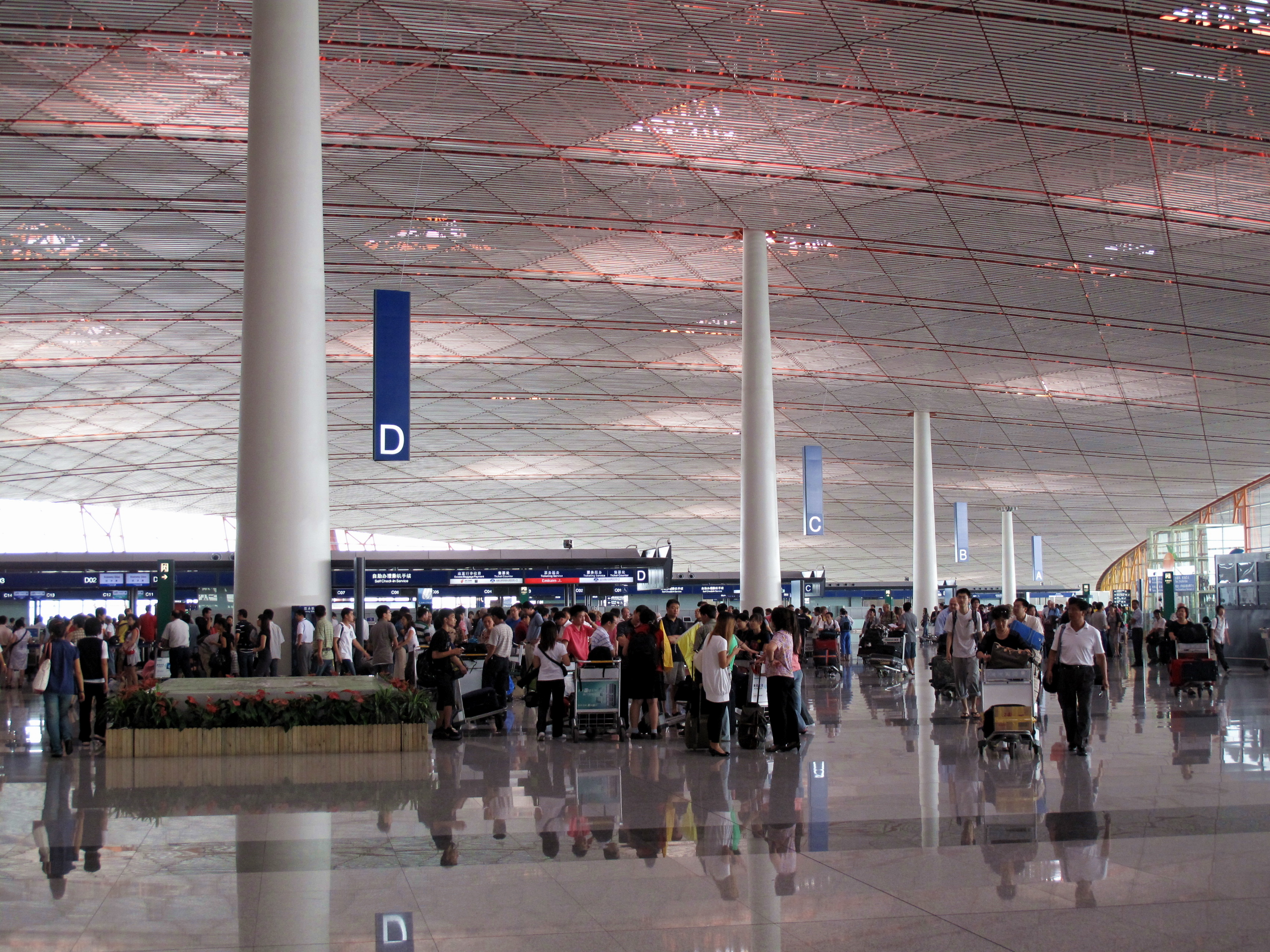
Nhà ga 3 của Sân bay quốc tế Thủ đô Bắc Kinh

Sân bay chính của Bắc Kinh là Sân bay quốc tế Thủ đô Bắc Kinh (IATA: PEK;), cách trung tâm thành phố 20 kilômét (12 mi) về phía đông bắc. Sân bay này hiện đang là sân bay bận rộn thứ hai trên thế giới (sau sân bay quốc tế Hartsfield-Jackson Atlanta) và là sân bay bận rộn nhất châu Á. Sau khi được nâng cấp để phục vụ cho Thế vận hội Mùa hè 2008, sân bay hiện có ba nhà ga, trong đó Nhà ga 3 là một trong số các nhà ga sân bay lớn nhất thế giới. Hầu hết các chuyến bay nội địa và gần như tất cả các chuyến bay quốc tế đến và khởi hành từ sân bay này. Đây là trụ sở chính của những hãng hàng không như Air China, China Southern Airlines và Hainan Airlines. Sân bay liên kết Bắc Kinh với hầu hết các thành phố khác của Trung Quốc với dịch vụ vận chuyển hàng không thông thường.
Đường cao tốc Sân bay kết nối sân bay đến trung tâm Bắc Kinh; nó là một khoảng 40 phút lái xe từ trung tâm thành phố trong điều kiện giao thông tốt. Trước Thế vận hội 2008, Đường cao tốc Sân bay 2 được xây dựng đến sân bay, cũng như hệ thống đường sắt nhẹ, hiện kết nối với tàu điện ngầm Bắc Kinh.
Các sân bay khác trong thành phố bao gồm Liangxiang, Nam Uyển, Xijiao, Shahe và Badaling. Các sân bay này chủ yếu phục vụ cho mục đích quân sự và ít được biết đến với công chúng. Sân bay Nam Uyển Bắc Kinh chỉ là trung tâm của một hãng hàng không duy nhất. Sân bay quốc tế thứ hai, được gọi là Sân bay Thủ Đô Bắc Kinh thứ hai, hiện đang được xây dựng tại quận Đại Hưng, và dự kiến sẽ mở cửa vào tháng 9 năm 2018.
Kể từ ngày 1 tháng 1 năm 2013, khách du lịch từ 45 quốc gia được phép ở lại Bắc Kinh trong vòng 72 giờ. 45 quốc gia bao gồm Singapore, Nhật Bản, Hoa Kỳ, Canada, tất cả các nước EU và EEA (trừ Na Uy và Liechtenstein), Thụy Sĩ, Brazil, Argentina và Úc. Chương trình này có lợi cho người đi lại và đi công tác với 72 giờ được tính bắt đầu từ khi khách hàng nhận được giấy phép cư trú quá cảnh của họ thay vì thời gian đến máy bay của họ. Khách du lịch nước ngoài không được rời khỏi Bắc Kinh để đến các thành phố khác của Trung Quốc trong suốt 72 giờ.

### Tàu điện ngầm

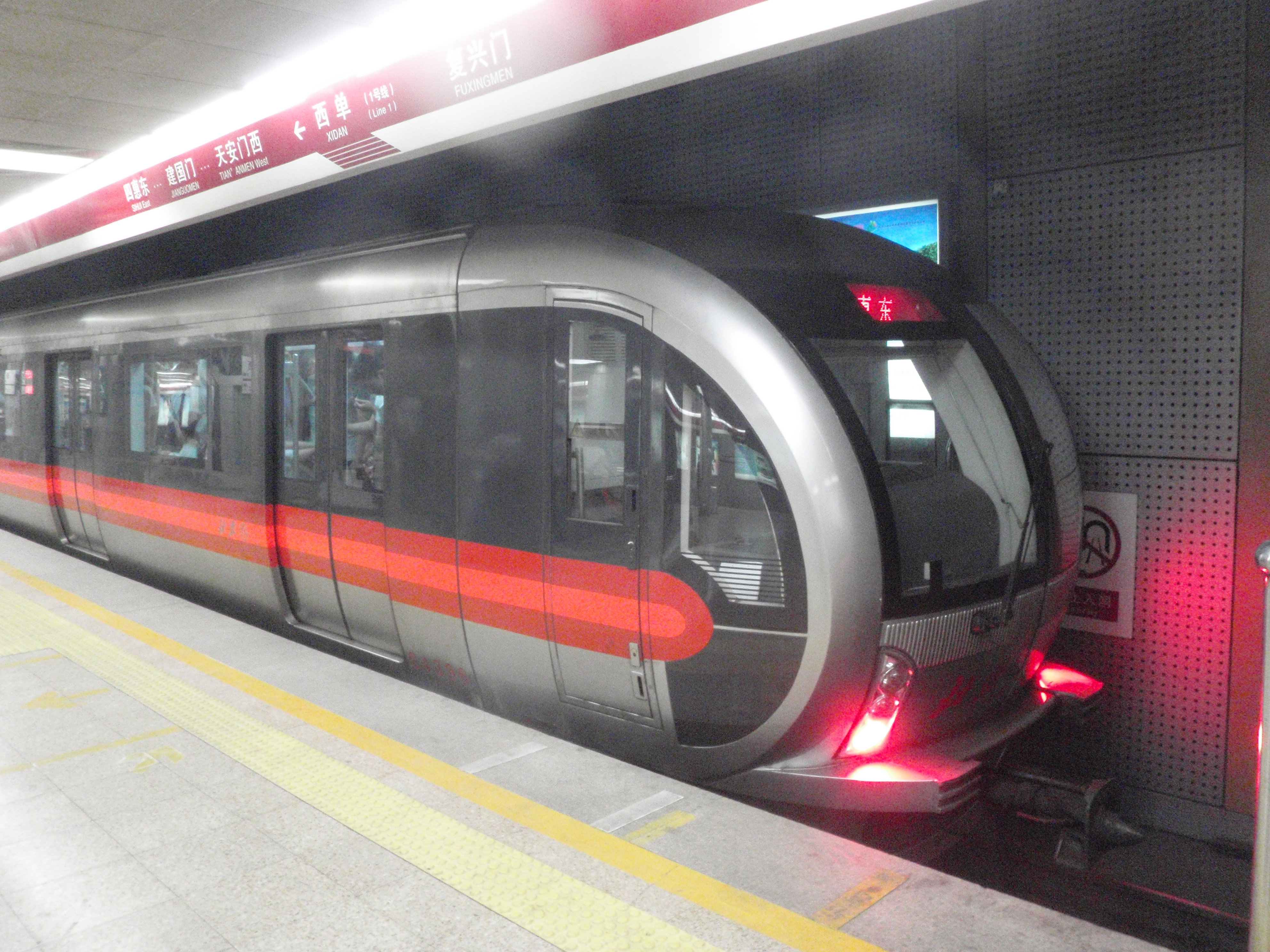
Tuyến xe số 1 của hệ thống tàu điện ngầm Bắc Kinh có quãng đường vận chuyển dài nhất và là hệ thống giao thông công cộng có tần suất hoạt động bận rộn nhất thế giới.

Tàu điện ngầm Bắc Kinh mở cửa vào năm 1971, và chỉ có hai tuyến cho đến khi tuyến 13 bắt đầu hoạt động vào năm 2002. Từ đó, hệ thống tàu điện ngầm đã được mở rộng thành 22 tuyến. Tuyến 1 và tuyến Bát Thông, băng qua hầu như toàn bộ khu vực đô thị của Bắc Kinh từ đông sang tây. Tuyến 4 và tuyến 5 là hai tuyến bắc-nam. Thành phố có gần 700 tuyến xe buýt và xe ô tô điện, bao gồm ba tuyến xe buýt nhanh.

### Xe đạp
Bắc Kinh từ lâu đã nổi tiếng với số lượng xe đạp trên các đường phố. Tuy vậy, với sự gia tăng của số lượng ô tô, việc sử dụng xe đạp đã suy giảm, song vẫn là một hình thức giao thông địa phương quan trọng. Có thể trông thấy một lượng lớn người đi xe đạp trên các đường phố Bắc Kinh, và hầu hết các tuyến đường chính đều có làn riêng cho xe đạp. Bắc Kinh có địa hình tương đối bằng phẳng, khiến cho việc đi xe đạp trở nên thuận tiện. Sự gia tăng việc sử dụng xe đạp điện và xe máy điện, có tốc độ tương đương và sử dụng chung một làn đường, có thể đem đến sự hồi sinh cho xe hai bánh tại Bắc Kinh. Do ùn tắc ngày càng tăng, nhà đương cục đã hơn một lần biểu thị rằng họ muốn khuyến khích đi xe đạp, song không rõ liệu nó có tác động trên quy mô đáng kể hay không.

## Thành phố kết nghĩa
Bắc Kinh có nhiều thành phố kết nghĩa trên khắp thế giới, nhiều thành phố trong số này là thủ đô của các quốc gia tương ứng:
- Addis Ababa, Ethiopia
- Ankara, Thổ Nhĩ Kỳ
- Athens, Hy Lạp
- Băng Cốc, Thái Lan
- Berlin, Đức
- Brussels, Bỉ
- Bucharest, Romania
- Budapest, Hungary
- Buenos Aires, Argentina
- Cairo, Ai Cập
- Canberra, Úc
- Cologne, Đức
- Copenhagen, Đan Mạch
- Delhi, Ấn Độ
- Doha, Qatar
- Dublin, Ireland
- Hà Nội, Việt Nam
- La Habana, Cuba
- Île-de-France, Pháp
- Islamabad, Pakistan
- Jakarta, Indonesia
- Johannesburg, Nam Phi
- Kyiv, Ukraina
- Lima, Peru
- London, Anh, Vương quốc Liên hiệp Anh và Bắc Ireland
- Manila, Philippines
- Minsk, Belarus
- Thành phố Mexico, Mexico
- Moskva, Nga
- New South Wales, Úc
- Thành phố New York, Hoa Kỳ
- Nur-Sultan, Kazakhstan
- Ottawa, Canada
- Phnôm Pênh, Campuchia
- Riga, Latvia
- Rio de Janeiro, Brazil
- San José, Costa Rica
- Santiago, Chile
- Seoul, Hàn Quốc
- Tallinn, Estonia
- Tehran, Iran
- Tel Aviv, Israel
- Tirana, Albania
- Tokyo, Nhật Bản
- Ulaanbaatar, Mông Cổ
- Viêng Chăn, Lào
- Washington D.C., Hoa Kỳ
- Wellington, New Zealand